# ゲームセンターCX 有野の挑戦
ゲームセンターCX 有野の挑戦（ゲームセンターシーエックス ありののちょうせん）では、フジテレビワンツーネクスト（フジテレビONE・フジテレビTWO・フジテレビNEXT）で放送されている、よゐこの有野晋哉がメインパーソナリティーを務めるゲームバラエティ番組『ゲームセンターCX』の番組コーナー「有野の挑戦」について詳述する。各タイトル名は、フジテレビONE及び公式サイトに準じる。放送日はCSで初回に放送された日である。
クリア判定基準
判定結果は番組内、および番組関連書籍における勝敗の判定を以下の通りに表記する。
- ○ : 挑戦成功。
- △ : 不完全もしくは引き分け。
- × : 挑戦失敗。
- ↓ : 次回以降持ち越し。
- － : 目標なし

## 概要
「有野の挑戦」は、『ゲームセンターCX』におけるメイン企画コーナーである。毎回、1985年から2000年のテレビゲーム（レトロゲーム）をクリアするために、有野課長（有野晋哉）が悪戦苦闘しながらプレイし、アシスタントディレクター（AD）ら番組スタッフ達と協力しながらエンディングを目指す、ドキュメンタリー形式のバラエティー企画となっている。

### 成績一覧
第22シーズンまでの通算成績。215勝73敗3分2持ち越し1保留。総挑戦時間3125時間47分（生放送・DVD・ニンテンドー含む）、平均挑戦時間約10時間37分。なお、第22シーズン終了時点における連勝の最多記録は、第19、20シーズン跨ぎでの11連勝（1シーズン単位では第20シーズンでの10連勝）。最多連敗は第4、6、17シーズンでの4連敗となっている。ただし1998年に発売したソフトは第276回時点で、一度も挑戦失敗していない。
| シーズン     | 本数 | 挑戦成績                   | 挑戦時間                         |
| ------------ | ---- | -------------------------- | -------------------------------- |
| 1            | 13   | 7勝6敗                     | 43時間10分（平均約3時間19分）    |
| 2            | 9    | 6勝3敗                     | 124時間（平均約13時間47分）      |
| 3            | 9    | 9勝                        | 141時間30分（平均約15時間43分）  |
| 4            | 9    | 5勝4敗                     | 135時間30分（平均約15時間03分）  |
| 5            | 6    | 5勝1分                     | 79時間（平均13時間10分）         |
| 6            | 7    | 4勝3敗                     | 85時間50分（平均約12時間16分）   |
| 7            | 9    | 7勝1敗1持ち越し            | 109時間30分（平均12時間10分）    |
| 8            | 9    | 7勝2敗                     | 130時間30分（平均14時間30分）    |
| 9            | 4    | 4勝                        | 59時間30分（平均約14時間53分）   |
| 10           | 7    | 6勝1敗                     | 103時間30分（平均約14時間47分）  |
| 11           | 11   | 8勝3敗                     | 137時間57分（平均約12時間32分）  |
| 12           | 9    | 4勝5敗                     | 149時間30分（平均約16時間37分）  |
| 13           | 5    | 3勝2敗                     | 58時間30分（平均11時間42分）     |
| 14           | 8    | 6勝2敗                     | 116時間55分（平均約14時間37分）  |
| 15           | 20   | 14勝6敗                    | 232時間15分（平均約11時間37分）  |
| 16           | 17   | 13勝4敗                    | 188時間35分（平均約11時間06分）  |
| 17           | 18   | 10勝8敗                    | 213時間05分（平均約11時間50分）  |
| 18           | 19   | 14勝5敗                    | 186時間20分（平均約9時間48分）   |
| 19           | 18   | 14勝4敗                    | 165時間20分（平均約9時間11分）   |
| 20           | 17   | 15勝2敗1持ち越し           | 153時間20分（平均約9時間01分）   |
| 21           | 18   | 15勝2敗1保留               | 190時間40分（平均約10時間36分）  |
| 22           | 15   | 12勝3敗                    | 214時間30分（平均約14時間18分）  |
| 23           | 19   | 15勝3敗1保留               | 205時間10分（平均10時間47分）    |
| 24           |      |                            |                                  |
| DVD          | 15   | 10勝4敗1分                 | 109時間20分（平均約7時間17分）   |
| ニンテンドー | 22   | 17勝4敗1分                 | 152時間10分（平均6時間55分）     |
| 合計         | 294  | 215勝73敗3分2持ち越し1保留 | 3332時間17分（平均約11時間20分） |

### サポートスタッフ
スタッフについては、「ゲームセンターCXの登場人物」を参照。
| シーズン | メインAD                                                                                             | 応援スタッフ                                                                                         |
| -------- | --- | --- |
| 1        | 山田・東島                                                                                           | |
| 2        | 東島・笹野                                                                                           | |
| 3        | 笹野・浦川                                                                                           | 東島                                                                                                 |
| 4        | 浦川                                                                                                 | 東島・笹野                                                                                           |
| 5        | 浦川・井上                                                                                           | |
| 6        | 井上                                                                                                 | 東島・笹野・浦川                                                                                     |
| 7        | 高橋（佐）                                                                                           | 浦川・井上・谷澤                                                                                     |
| 8        | 鶴岡                                                                                                 | 浦川・井上・谷澤                                                                                     |
| 9        | 中山                                                                                                 | |
| 10       | 中山                                                                                                 | 東島・浦川                                                                                           |
| 11       | 江本・伊藤                                                                                           | 井上・中山                                                                                           |
| 12       | 江本                                                                                                 | 東島・笹野・浦川・中山                                                                               |
| 13       | 片山                                                                                                 | 伊藤・石田                                                                                           |
| 14       | 片山                                                                                                 | 伊藤                                                                                                 |
| 15       | 高橋（純）                                                                                           | 江本・伊藤・片山                                                                                     |
| 16       | 伊東・松井                                                                                           | 江本・伊藤・高橋（純）                                                                               |
| 17       | 松井                                                                                                 | 東島・中山・片山                                                                                     |
| 18       | 松井・矢内                                                                                           | 片山、大須賀                                                                                         |
| 19       | 矢内・大須賀                                                                                         | |
| 20       | 大須賀・渡                                                                                           | 三浦・谷澤                                                                                           |
| 21       | 大須賀・渡・加賀                                                                                     | 三浦・谷澤                                                                                           |
| 22       | 加賀・松井・岩橋                                                                                     | |
| 23       | 岩橋・楠田・小林                                                                                     | |
| DVD      | 東島・笹野・浦川・井上・中山・江本・片山・高橋（純）・伊東・松井・矢内・大須賀・渡・加賀・岩橋・楠田 | 東島・笹野・浦川・井上・中山・江本・片山・高橋（純）・伊東・松井・矢内・大須賀・渡・加賀・岩橋・楠田 |

### ランキング
挑戦時間ワーストランキング 30時間以上
- 1位：スーパードンキーコング2 41時間30分[2]
- 2位：キャプテン翼2 スーパーストライカー 40時間[3]
- 3位：MOTHER2 ギーグの逆襲 38時間
- 4位：カイの冒険 37時間30分
- 5位：レミングス 33時間42分
- 6位：スーパーマリオRPG 31時間30分[4]
- 7位：スーパーマリオワールド・ゼルダの伝説時のオカリナ 30時間

挑戦時間ベストランキング 5時間未満
- 1位：夢ペンギン物語 1時間35分
- 2位：大工の源さん 1時間50分
- 3位：最後の忍道 2時間10分
- 4位：新日本プロレスリング超戦士IN闘強導夢 3時間
- 5位：おそ松くん はちゃめちゃ劇場 3時間15分
- 6位：すーぱー忍者くん 3時間50分
- 7位：スーパーボンバーマン・地底戦空バゾルダー・パラッパラッパー・アイラブミッキー&ドナルド ふしぎなマジックボックス 4時間30分
- 8位：闘いの挽歌 4時間42分
- 9位：伝説の騎士エルロンド・夢幻戦士ヴァリス 4時間50分
- 10位：熱血硬派くにおくん 4時間55分

連続連敗ワーストランキング
- 1位：カイの冒険 98階 925連敗[5]
- 2位：パックランド ラウンド31 340連敗
- 3位：ディグダグII ラウンド31 135連敗
- 4位：スーパーマリオカート タイムアタック 134連敗

ステージ長時間ランキング 7時間以上
- 1位：スーパーマリオカート キノコカップ 9時間
- 2位：カイの冒険 98階 8時間30分
- 3位：悪魔城伝説 下ルートステージ7 ドラキュラ城地下 8時間[6]
- 4位：パイロットウイングス エリア7 7時間

## 第1シーズン（2003年11月4日 - 2004年5月30日）
サポートスタッフ：初回のみ山田・第5回から東島 13本挑戦（7勝6敗）
第1シーズンは有野の挑戦はメインコーナーではないため、このコーナーの放送時間は長くて20分程度。
| 回 | ゲーム                              | 結果 | ハード                 | 時間      |
| -- | ----------------------------------- | ---- | ---------------------- | --------- |
| 01 | たけしの挑戦状（1986年）            | ○    | ファミリーコンピュータ | 5時間     |
| 02 | アンジェリーク トロワ（2000年）     | ×    | PlayStation 2          | 3時間     |
| 03 | 鉄騎（2002年）                      | ×    | Xbox                   | 3時間     |
| 04 | ROOMMANIA#203（2000年）             | ○    | ドリームキャスト       | 2時間     |
| 05 | スターフォース（1985年）            | ○    | ファミリーコンピュータ | 3時間40分 |
| 06 | アストロロボSASA（1985年）          | ×    | ファミリーコンピュータ | 2時間30分 |
| 07 | ギャラガ（1985年）                  | ○    | PlayStation            | 2時間     |
| 08 | ドアドア（1985年）                  | ○    | ファミリーコンピュータ | 2時間     |
| 09 | イー・アル・カンフー（1985年）      | ×    | ファミリーコンピュータ | 3時間     |
| 09 | グラディウス（1986年）              | ×    | ファミリーコンピュータ | 3時間     |
| 09 | ハイパーオリンピック（1985年）      | ○    | ファミリーコンピュータ | 3時間     |
| 10 | スーパーマリオブラザーズ（1985年）  | ×    | ファミリーコンピュータ | 13時間    |
| 10 | スーパーマリオブラザーズ2（1986年） | ×    | ディスクシステム       | 13時間    |
| SP | スーパーマリオブラザーズ2（1986年） | ○    | ディスクシステム       | 4時間     |

01. たけしの挑戦状
攻略本を参考に序盤は順調に進む。途中、1時間何も操作せず待つイベントでボタンを押してしまう大失態。シューティング面では難解な操作に苦戦し、一時リタイア。この回のみの登場である元祖AD山田がアシストに入る。やり直しの後、無事クリア。たけしがゲーム内で最後に言った言葉「こんなげーむにまじになっちゃってどうするの」に、有野主任はしょげてしまった。『ゲームセンター「CX」』は白星スタートとなった。
02. アンジェリーク トロワ
セイランといい雰囲気になるも、告白で「はぁ?」と言われ、あっさりフられてしまい、『ゲームセンター「CX」』初黒星となった。
03. 鉄騎
フジテレビ内のマルチシアターの大型スクリーンにてプレイ。MISSION4までクリアするも、セーブデータが途中で消えてしまった。
04. ROOMMANIA#203
恋愛エンディングに挑戦しクリアするが、バッドエンディングと勘違い。
05. スターフォース
ラリオス合体前撃破5万点ボーナスに挑戦。今回から登場したAD東島や、ゲストとして登場した高橋名人の助言とハドソンスティックの力を借り、73回目でクリア。2004年は白星スタートとなった。
06. アストロロボSASA
全16ステージクリアを目指す。AD東島のサポートで12面までクリアするが、次の宇宙面でギブアップ。
07. ギャラガ
3面後のボーナスステージでパーフェクトクリアボーナス獲得に挑戦。32回目でクリア。
08. ドアドア
6匹閉じ込め時に出るアイテム「チュン牌」の獲得に挑戦。ゲーム制作スタッフの渡辺からバトンタッチし、2度も同じ罠に引っ掛かるも無事達成。
09. イー・アル・カンフー
3面後のボーナスステージのパーフェクトクリアを目指すが、あえなく失敗。後にDVD-BOX 6の映像特典で再挑戦している。
09. グラディウス
1面の隠しスコア&隠し1UP獲得と、2面クリア後の隠しワープに挑戦。1面の隠しはどうにか両方獲得したが、コナミコマンドを使用しても2面のワープ地点まで辿り着けず、時間切れで挑戦失敗。
09. ハイパーオリンピック
4種目全てのゲーム記録越えに挑戦し、定規プレイを駆使してクリア。
10. スーパーマリオブラザーズ
2の前哨戦として3-1の無限増殖に挑戦。AD東島の投入もあったが失敗し、諦めてクリアを目指すも8-1で時間切れ。エンディングはAD東島が4時間かけて出した。
10. スーパーマリオブラザーズ2
8-2終盤のツルの出るブロック叩きをAD東島考案の三角降りでクリアするも、ゴール手前でまさかのジャンプミスにより挑戦失敗。
SP. スーパーマリオブラザーズ2
番組宛てに攻略ビデオを送ってきたマリオ天才少年が登場し、有野がワープを使った事を知ると即座にリセットして挑戦を振りだしに戻してしまう。また、前回苦労したツル出しもあっさり成功される。結局8-4のクッパの手前まで進んでもらい、クッパを撃破。しかしマリオ天才少年が帰る直前に、ワープを使わず全面クリアすると出現する9-1と対面し、有野課長代理だけで挑むもあえなくゲームオーバー。なお、ワープを使う・使わないにかかわらず8-4を8回クリアするとA-1からD-4という更に難易度の高い面に挑戦できるが、有野はビデオでA-1からD-4を知っただけで未挑戦。

## 第2シーズン（2004年10月20日 - 2005年3月16日）
サポートスタッフ：東島・第2回から笹野 9本挑戦（6勝3敗）
| 回  | ゲーム                                | 結果 | ハード                 | 時間      |
| --- | ------------------------------------- | ---- | ---------------------- | --------- |
| 001 | アトランチスの謎（1986年）            | ○    | ファミリーコンピュータ | 8時間30分 |
| 002 | チャレンジャー（1985年）              | ○    | ファミリーコンピュータ | 5時間30分 |
| 003 | 魔界村（1986年）                      | ×    | ファミリーコンピュータ | 16時間    |
| 004 | コナミワイワイワールド（1988年）      | ○    | ファミリーコンピュータ | 12時間    |
| 005 | メトロイド（1986年）                  | ○    | ディスクシステム       | 15時間    |
| 006 | ソロモンの鍵（1986年）                | ○    | ファミリーコンピュータ | 13時間    |
| 007 | プリンス・オブ・ペルシャ（1992年）    | ○    | スーパーファミコン     | 23時間    |
| 008 | プリンス・オブ・ペルシャ（1992年）    | ○    | スーパーファミコン     | 23時間    |
| 009 | ロックマン2 Dr.ワイリーの謎（1988年） | ×    | ファミリーコンピュータ | 13時間    |
| 010 | スーパーマリオブラザーズ3（1988年）   | ×    | ファミリーコンピュータ | 18時間    |

001. アトランチスの謎
独特の操作感と難易度に苦しむも、AD東島のナイスアシストや攻略本の差し入れもあり、ワープを駆使して8時間半でクリア。『ゲームセンターCX』は白星スタートとなった。なお、AD東島はアメリカでの映画監督修行のため、一時卒業になった（しかし、その後のシーズンにも度々登場している）。
002. チャレンジャー
「Aボタンで攻撃、Bボタンでジャンプ」と、普通のアクションゲームとは逆の操作に戸惑う。前回のエンディングから登場したAD笹野の助けも借りてクリア。しかし、「CONGRATULATIONS!」のメッセージ表示後すぐに2周目というあっけないエンディングに有野唖然。
003. 魔界村
AD笹野との協力で計16時間かけてクリア。しかし真のエンディングには2周クリアする必要があるという事実を知り、「これ以上やったらゲーム嫌いになるよ」とギブアップ。2周目クリア後のエンディングは、30時間かけてAD笹野が見せていた。公式上では挑戦失敗となっている。
004. コナミワイワイワールド
最終ボス撃破時喜びのあまりコントローラーを手放してしまい、その後の時間内の脱出ミッションに失敗、有野脱力。2度目の挑戦でなんとかクリア。
005. メトロイド
テクニック無視の連射攻撃でなんとかボスを撃破。第2シーズンを勝ち越した。クリアするものの「サムスを脱がせる」という目的は果たせず。結局サムスが脱ぐエンディングはAD笹野が出した。
006. ソロモンの鍵
挑戦初のパズルゲームとなったが、意外な才能を見せ順調に進む。終盤ステージで苦戦するもAD笹野と二人三脚で突破して行き、全50面を2日間の計12時間でクリア。2005年は白星スタートとなった。なお、49面は特定条件をクリアしないと出現せず、2日目にスタッフが進めた際に条件を満たしていたと思われる。
007. プリンス オブ ペルシャ
挑戦初のスーパーファミコン用ソフト。全20ステージを2時間以内に攻略という厳しい条件のゲーム。正月休み返上で腕を磨いて挑戦を開始するも、謎解きや難解な操作性、中ボス・大臣にてこずりステージ13で次週持ち越し。
008. プリンス オブ ペルシャ
ラスボス手前の有野の連続凡ミスでは、スタッフ達から「えぇぇ〜〜」とブーイングが上がり有野平謝り。しかしながらプレイ中に偶然発見した対ボス戦の攻略テクニックで、全20ステージを3日間、計23時間かけクリア。
009. ロックマン2 Dr.ワイリーの謎
ヒートマンステージでの連続ブロック溶岩地帯自力突破など、度重なる失敗によるテクニックの向上と勘の冴えと戦略会議でステージやボス戦を攻略。12時間かけたが、最終ボス・ワイリーマシン第1形態で力尽きる。なお、エンディングはこの回からディレクターに昇格した（この回の編集も担当）笹野が出した。
010. スーパーマリオブラザーズ3
静岡県伊東市のホテルサンハトヤにてゲーム合宿。息抜きにたまゲーでホテルにあるゲームセンターに遊びに来た途中で前AD東島が登場し、助っ人に加わる。ワープで一気に8ワールドまで進むものの、戦車1・戦艦・高速飛行船のステージに大苦戦。前AD東島・D笹野の協力を受けつつ計18時間かけるも、ステージ8-1で有野の体力が限界に達したとスタッフが判断しギブアップ。ワールド8の残りのコースはD笹野がプレイし、エンディングを出した。

## 第3シーズン（2005年4月13日 - 8月31日）
サポートスタッフ：東島・笹野・浦川 9本挑戦（9勝）
| 回  | ゲーム                                            | 結果 | ハード                 | 時間       |
| --- | ------------------------------------------------- | ---- | ---------------------- | ---------- |
| 011 | カトちゃんケンちゃん（1987年）                    | ○    | PCエンジン             | 19時間     |
| 012 | ファミリートレーナー 突撃!風雲たけし城（1987年）  | ○    | ファミリートレーナー   | 5時間      |
| 013 | ときめきメモリアル 〜forever with you〜（1995年） | ○    | PlayStation            | 7時間      |
| 014 | ファミコンジャンプ 英雄列伝（1989年）             | ○    | ファミリーコンピュータ | 18時間     |
| 015 | 夢工場ドキドキパニック（1987年）                  | ○    | ディスクシステム       | 14時間30分 |
| 016 | 火の鳥 鳳凰編 我王の冒険（1987年）                | ○    | ファミリーコンピュータ | 6時間      |
| 017 | スーパーマリオワールド（1990年）                  | ○    | スーパーファミコン     | 30時間     |
| 018 | スーパーマリオワールド（1990年）                  | ○    | スーパーファミコン     | 30時間     |
| 019 | 迷宮組曲（1986年）                                | ○    | ファミリーコンピュータ | 15時間     |
| 020 | ゼルダの伝説 神々のトライフォース（1991年）       | ○    | スーパーファミコン     | 27時間     |

011. カトちゃんケンちゃん
挑戦初のPCエンジン用ソフト。随所に登場する往年のギャグを満喫しつつプレイ。コントロールの難しさと隠しワープ地獄に苦しみ続けられるも、今回から登場の新AD浦川（初登場ではフジテレビに向かう途中で、道に迷い遅刻してしまった）とD笹野のアシストにより2日間かけてクリア。第3シーズンは白星スタートとなった。
012. 突撃!風雲たけし城
挑戦初のファミリートレーナー用ソフト。全身運動を要するファミリートレーナーの使用で学生時代帰宅部だった有野は疲労困憊。体育会系部活出身のD笹野とAD浦川の協力によりクリアするものの、スコアランキング画面でD笹野に「ささの」と名前入力されたため、D笹野がクリアしたようになり、有野脱力。
013. ときめきメモリアル 〜forever with you〜
第1シーズンを除く挑戦初のPlayStation用ソフト。『ファミコンジャンプ』2日目を予定していたが、急遽予定を変更し有野結婚記念の寿企画。有野自身の恋愛哲学を展開しつつ藤崎詩織とのハッピーエンドを目指し、一発成功。
014. ファミコンジャンプ 英雄列伝
挑戦初のRPGに挑戦。ジャンプ世代の有野、当時の『週刊少年ジャンプ』を懐かしみながら3日間かけてクリア。スタッフから1988年当時発売の『週刊少年ジャンプ』のプレゼントもあった。
015. 夢工場ドキドキパニック
ワープを駆使して進めて行き、最終面まで到達。マムーをAD浦川と協力して撃破。なんとかクリアするも、真のエンディングは4キャラクター全員でクリアしなければならなかった。その後はAD浦川が残り3キャラをクリアして真のエンディングに到達。なお、第3シーズンは勝ち越しとなった。
016. 火の鳥 鳳凰編 我王の冒険
構成作家岐部のイチ押しソフト。複雑なワープルートを持ち前の強運で乗り切り、久しぶりに冷えピタを使わずクリア。
017. スーパーマリオワールド
謎解き要素と強敵・カメックの執拗な攻撃に思わぬ大苦戦を強いられる。迷いの森で収録終了時間となり次回持ち越し。
018. スーパーマリオワールド
収録終了時間ギリギリのラスト1機でクッパを倒してクリアという劇的な展開に有野・スタッフ大興奮。挑戦は過去最長の3日間計30時間にも及んだ。
019. 迷宮組曲
有野が昔所持していたゲームであり、序盤は順調に進む。途中、コンティニューコマンド入力ミスを2度犯すも15時間でクリア。なお、このゲームはそれまでの番組HPリクエストNo.1であった。
020. ゼルダの伝説 神々のトライフォース
初代AD東島が番組に戻ってきたのを記念し、主人公の名前を「でもどり」に。1日目はドクロの森で収録終了時間となり2日目はガノンの塔で収録終了時間となるものの、徹夜宣言をして意地のクリア。第3シーズン全勝を達成した。放送当時は最終回ということで有野に花束が贈呈され功績から「課長」昇格した（しかし下記の通りに2か月も経たずに復活を果たす）。この回の未公開映像を追加したディレクターズカット版が、ゲームセンターCX DVD-BOX2（Vol.4）に特典映像として収録されている。

## 第4シーズン（2005年10月19日 - 2006年3月8日）
サポートスタッフ：東島・笹野・浦川 9本挑戦（5勝4敗）
| 回  | ゲーム                        | 結果 | ハード                 | 時間       |
| --- | ----------------------------- | ---- | ---------------------- | ---------- |
| 021 | ウルトラマン（1991年）        | ×    | スーパーファミコン     | 13時間     |
| 022 | ファイナルファイト（1990年）  | ×    | スーパーファミコン     | 12時間30分 |
| 023 | 高橋名人の冒険島（1986年）    | ×    | ファミリーコンピュータ | 14時間     |
| 024 | アクトレイザー（1990年）      | ×    | スーパーファミコン     | 13時間30分 |
| 025 | クイズ殿様の野望（1992年）    | ○    | PCエンジン             | 9時間      |
| 026 | ドラえもん（1986年）          | ○    | ファミリーコンピュータ | 10時間     |
| 027 | スーパーマリオ64（1996年）    | ○    | NINTENDO 64            | 25時間     |
| 028 | スーパーマリオ64（1996年）    | ○    | NINTENDO 64            | 25時間     |
| 029 | 忍者龍剣伝（1988年）          | ○    | ファミリーコンピュータ | 19時間     |
| 030 | 光神話 パルテナの鏡（1986年） | ○    | ディスクシステム       | 19時間30分 |

021. ウルトラマン
作業着のカラーを紫に変えて心機一転で挑むも、対戦型格闘ゲームとしては異色の設定に四苦八苦。それでも何とか進めていくものの最終ステージのゼットンに大苦戦、AD浦川直伝の「勝手に予測キック」で追い込み勝利。ところが最終ステージ勝利後に1発限りのペンシル爆弾をゼットンにあっさり避けられ挑戦失敗、第4シーズンは黒星スタートとなった。エンディングはスタッフが出した。
022. ファイナルファイト
前回の挑戦失敗の言い訳で作業着を従来の緑に戻して挑んだが、敵の攻撃にうまく対応出来ず。努力でなく反射神経が必要なゲームと判断、年齢による自分の肉体の限界を悟り最終ステージ途中でギブアップ（その後AP東島が僅か50分でクリアし、翌回冒頭で「正直がっかりしました」と有野に発言した）。なお、有野が自ら「ギブアップ」と宣言したのはこれが初めて。
023. 高橋名人の冒険島
番組初のロケハン失敗（ADが事前にクリアできなかった）。高橋名人本人からの応援ファックスが届くも、7-1の難易度の前に先を悲観し自らギブアップを選択。その後「浦川の挑戦」というコーナーが設けられAD浦川が代わりに挑戦し続けるも、ゲーム中1番の難所と言われる8-3、通称「3匹のコウモリ」で9時間も足止めを喰らう。異例の監禁状態で臨んだ「AD浦川の挑戦」は2日間で有野課長よりも2倍の合計28時間。あまりの難易度に「こんなゲームが世に存在してよかですか?」とナレーションされた。
024. アクトレイザー
度重なる挑戦失敗のため、視聴者から「こんなんでいいのか!? ゲームセンターCX」というお叱りメールが多数届いたため「今回クリアできない場合は課長から降格」と宣告されての挑戦。アクション面で苦戦するも非アクション面で地味な作業のクリエイションモードを気に入り、仕事を忘れて街の発展に没頭。カメラの前で30分無言というタレントとしてあるまじき行為を見せた。このタイムロスが響き、最終面のボスラッシュに大苦戦し、時間切れで挑戦失敗。課長代理に降格した。
その直後に課長代理として、「負けたら更に降格」という条件を飲み「泣きの一回」に再挑戦するも、敗北。主任への降格が決定した。
025. クイズ殿様の野望
番組初のクイズゲーム。主任に落ち込んだため、プライドを捨てて設定を変更したうえAP東島・AD浦川・カメラマン阿部に知恵を借り紙一重でクリア。今後の活躍に期待を込め、課長へ返り咲いた。なお、この回で使用されたBGMは『信長 KING OF ZIPANGU』や『毛利元就』のメインテーマなどNHK大河ドラマからのものである。
026. ドラえもん
この回でAD浦川に「ゲームセンターCXの出木杉くん」の異名がついた。シューティングが苦手な有野、魔境編のシューティング面に苦戦するも、10時間かけしずかを救出してクリア。課長の状態では初めてクリアし、2006年は白星スタートとなった。単行本第2弾では版権の関係で未収録になっている。なお、この回で使用されたBGMは旧『ドラえもん』のお話紹介である。
027. スーパーマリオ64
挑戦初のNINTENDO64用ソフト。マリオシリーズ勝ち越しを懸けての挑戦。スターを順調に集めていき、クッパを倒してクリアかと思いきや「真のクッパ戦にはスターが70個必要」とAP東島から聞き、次回に持ち越し。
028. スーパーマリオ64
病み上がりでの挑戦。途中帽子を落とし、拾わずに進もうと決意。スターを70個集めた後、帽子を落としたステージに行くと雪だるまが帽子を拾って被っていた。その後帽子を取り返してからクッパに挑戦。苦戦の末クッパを撃破。マリオいじりは今回で終了と宣言され、マリオシリーズは通算2勝1敗1分となった。
029. 忍者龍剣伝
終盤ステージのあまりの難易度に大苦戦するも歴代助っ人3人と力を合わせて、2日間計19時間をかけ何とかクリア。DVD-BOX3（Vol.5）及びレンタル版3.0ではこの回の未公開映像を追加したディレクターズカット版が収録されている。なお、この回で使用されたBGMは『服部半蔵 影の軍団』のメインテーマである。
030. 光神話 パルテナの鏡
「アリノ トリノ」と名づけて挑戦開始。ライフの最大値を上げながら進めていくが、高い難易度に苦戦して、天空界エリア2で2日目に突入。2日目は最悪の体調ながらも、AP東島のナイスアシストやAD浦川の裏技もあり、なんとか第4シーズンの勝ち越しを決める。が、見られたエンディングは5種類ある内の最低ランクだった。なお、最高ランクはAD浦川が出した。また、挑戦2日目は有野の誕生日だったこともありAD陣からお祝いのケーキもあった。

## 第5シーズン（2006年6月7日 - 8月30日）
サポートスタッフ：浦川・井上 6本挑戦（5勝1分け）
| 回  | ゲーム                         | 結果 | ハード                 | 時間   |
| --- | ------------------------------ | ---- | ---------------------- | ------ |
| 031 | 海腹川背（1994年）             | △    | スーパーファミコン     | 12時間 |
| 032 | 魂斗羅（1988年）               | ○    | ファミリーコンピュータ | 9時間  |
| 033 | ボナンザブラザーズ（1991年）   | ○    | メガドライブ           | 7時間  |
| 034 | 大魔界村（1989年）             | ○    | メガドライブ           | 19時間 |
| 035 | サラダの国のトマト姫（1988年） | ○    | ファミリーコンピュータ | 12時間 |
| 036 | 妖怪道中記（1988年）           | ○    | PCエンジン             | 20時間 |

031. 海腹川背
30分で強制的に最終面へ移行する仕様で有野も一応クリアは果たし、引き分け扱いとなった。そのチーフAD浦川と新AD井上が30分以内のクリアを果たすが、エンディング自体は同じという結果に終わった。後に有野は第5シーズン最終回の冒頭で「勝ちやと思うけどな〜?」と愚痴る。なお、この回から浦川が東島と笹野の番組卒業によりチーフADに昇進し新たにAD井上が加わった。
032. 魂斗羅
序盤は好調に進むも、後半の難所やコンティニュー制限に大苦戦。後半に進むほど難易度が上がっていき、最大12機で全8エリアをクリアするにはあまりにも難しすぎてほぼ不可能なため、一度クリアしたステージは通過したとみなして、裏技の面セレクトを使用を許可したためあっさりクリア。
033. ボナンザブラザーズ
挑戦初のメガドライブ用ソフト。「逃げる」というアクションが性に合うのか、いつになく好調に進む。その結果7時間でクリアし、物足りない空気が流れた。有利なはずのAD井上との協力2人プレイではAD井上が有野をドアで潰して邪魔をしてしまい、ゲームオーバーの一助となる珍プレイも見られた。
034. 大魔界村
チーフAD浦川は、2週間にかけてステージ4までしかクリアできず、AD井上もステージ2までが限界であり、『高橋名人の冒険島』に続いて2度目のロケハン失敗。そこで非常事態に備えて、チーフAD浦川とAD井上が作った手作りの攻略本をもらった。前作『魔界村』と同様レッドアリーマーと高い難易度に苦戦させられたが、1周目は自力でクリアしたが直後に前作同様2周制であることが判明し、有野は意気消沈。ギプアップを選ぶが挑戦が気がかりとなり駆けつけた構成作家の岐部の助言で再起する。スタッフの助けと少年からの叱咤激励のファンレターにより2周目も徹夜でクリア。第5シーズンを勝ち越した。DVD-BOX3（Vol.6）及びレンタル版5.0ではこの回の未公開映像を追加したディレクターズカット版が収録されている。
035. サラダの国のトマト姫
初のアドベンチャーゲームへの挑戦。3D迷路で睡魔に襲われバトルの「あっちむいてホイ」に苦戦するも、AD井上作成のマップ（AD井上登場5回目にして初殊勲）もありクリア。この回はチーフAD浦川が他の仕事のため参加できず、挑戦に立ち会ったADは井上のみであった模様。
036. 妖怪道中記
ゲームオーバーになると1面に戻るシステムに苦労するもAD2人の助けもあり、なんとか2日間かけてクリア。しかし見られたエンディングは5種類ある内、下から2番目の「餓鬼界」だった。その後「AD井上の挑戦」という特別コーナーが設けられAD井上が12時間かけ、最上位の「天界」エンディングを披露した。

## 第6シーズン（2006年11月1日 - 2007年2月21日）
サポートスタッフ：東島・笹野・浦川・井上 7本挑戦（4勝3敗）
| 回                           | ゲーム                                | 結果 | ハード                 | 時間       |
| ---------------------------- | ------------------------------------- | ---- | ---------------------- | ---------- |
| 037                          | ストリートファイターII（1992年）      | ×    | スーパーファミコン     | 8時間      |
| 038                          | 悪魔城伝説（1989年）                  | ×    | ファミリーコンピュータ | 16時間     |
| 039                          | マイティボンジャック（1986年）        | ×    | ファミリーコンピュータ | 15時間     |
| 040                          | マイティボンジャック（1986年）        | ×    | ファミリーコンピュータ | 15時間     |
| レッドアリーマーII（1992年） | 11時間                                | ×    | ファミリーコンピュータ |            |
| 041                          | マイティボンジャック（1986年）        | ○    | ファミリーコンピュータ | 2時間      |
| 042                          | ハテナ?の大冒険（1992年）             | ○    | PCエンジン             | 6時間      |
| 043                          | セプテントリオン（1993年）            | ○    | スーパーファミコン     | 13時間     |
| 044                          | バイオミラクル ぼくってウパ（1988年） | ○    | ディスクシステム       | 14時間50分 |

037. ストリートファイターII
キャラ選択の結果、有野はダルシムを選んでプレイし飛び道具ヨガファイヤー連発で何とかラスボスのベガを撃破。しかし有野 vs スタッフ軍5番勝負（先鋒：イノコMAX（ザンギエフ）、次鋒：浦川（E.本田）、中堅：岐部（ケン）、副将：阿部（ガイル）、大将：マネージャー野田大輔（ブランカ））で2勝3敗で敗北。「5番勝負で勝てばゲームクリア、負ければ挑戦失敗」という条件になったため、エンディングを見たにもかかわらず挑戦は失敗という形で終わった。第6シーズンは黒星スタートとなり、2006年の残りわずかの放送で同年初の挑戦失敗となった。DVD-BOX4（Vol.7）及びレンタル版8.0ではこの回の未公開映像を追加したディレクターズカット版が収録されている。
038. 悪魔城伝説
ステージ7まではやられつつも有野1人で順調に進むが、下ルートステージ7のブロック落下地帯で苦戦を強いられ8時間の立ち往生。AD浦川は別番組のロケだったがAD井上のSOSで抜け出して駆けつける展開みせるがそれでもボスにすら到達できず、スタッフが続行は無理と判断し、挑戦断念。しかしスタッフの提案で、せめて視聴者にエンディングを見せるためAD井上が拾ってきた最終面のパスワードを使用し最終面をプレイするも、最終ボスの第3形態に敗れてしまい結局挑戦は失敗。エンディングはスタッフの手で出した。なお、1つのステージで有野がこれほどまでに苦戦し、クリアーを断念したのは今挑戦が初となる（それまでの1ステージによる最長苦戦記録は魔界村のステージ1の5時間）。
039. マイティボンジャック
コンティニューが無いという厳しいゲームシステムに序盤から大苦戦。AD井上の助言で王家の部屋をワープするという裏技を使用するも、やられるとクリアしたステージの頭に戻されるという仕様のためステージ8で立ち往生。時間のかかる無限増殖と、2人交代プレイを駆使するもステージ12で全機消滅し1日目の挑戦は終了。有野自ら直訴し挑戦は2日目に突入するも、またしてもステージ12で力尽きてしまい挑戦は失敗に終わった。
040. マイティボンジャック&レッドアリーマーII
挑戦初のダブルヘッダー。まず『マイティボンジャック』を事前に自機を32機まで増やした状態でスタート。相変わらず苦戦を強いられるが、有野とAD井上の奮闘で何とか最後のステージ16にまで到達。しかし最後の部屋へ進む隠し部屋を出現させるスフィンクスの入手に手こずりミスを連発。結局残機を使い果たしてしまい3日目の挑戦も失敗に終わった。
続いて『レッドアリーマーII』に挑戦。マイティボンジャックとの操作方法の違いに戸惑うが、大阪から呼び寄せた元D笹野の協力もあって難所を突破。しかしステージ5のボスドッペルゲンガーを倒せず挑戦は終了。これで第6シーズンの挑戦は4連敗となった（なお、『レッドアリーマーII』は、有野が倒せなかったドッペルゲンガーを、25分もかかりながら倒し、5時間後、元D笹野がエンディングを見せた）。
041. マイティボンジャック（ファン感謝デー公開収録）
番組としては初の挑戦4日目であり、シリーズ初の公開生挑戦。2006年12月23日に東京都一ツ橋ホールで行われたファン感謝デーイベントに参加した650人の観衆の中、舞台上にて有野の生挑戦が行われた。AD井上が無限増殖した33機でスタートしたが難関な13面の王家の部屋で足止めを食らい、客から助っ人を呼ぶもうまくいかず残機を使い果たし挑戦は失敗。そこで急遽予定を変更、第2部で再挑戦を行うことになる。無限増殖で13機の状態から鬼門だった13面を2機でクリアし最終面でスフィンクスをゲット、王を救出してなんとか脱出に成功しクリア。
一連の「マイティボンジャック」挑戦はドラマパートを追加・再編集した上で『ゲームセンターCX THE MOVIE 1986 マイティボンジャック』として劇場公開された。
042. アドベンチャークイズ カプコンワールド ハテナ?の大冒険
1本のソフトに『カプコンワールド』と『ハテナ?の大冒険』が収録されており、『ハテナ?の大冒険』の方に挑戦。裏技が使えない仕様のため、有野、AD井上、カメラマン阿部、特別出演の元AP東島の4人体制で挑む。とんち担当のAD井上が次々となぞなぞ問題をクリアしていく思わぬ活躍を見せ最終面に到達。最終面は有野1人で挑み2回目のトライで最後のボスを倒しクリア。2007年は白星スタートとなった。
043. セプテントリオン
視聴者からのリクエストが多かったが制作メーカー（ヒューマン）が倒産していたため、権利の所在が分からず約1年の交渉を得て許可が取れた作品。序盤はハウエルやルークを主人公に選択して進めていき4回目の挑戦で、1人で脱出しクリアするも、出したのはバッドエンディングと判明。グッドエンディングを出すにはほかの生存者を引き連れて脱出しなければならなく、引率に手を焼く。また、クリア目前の選択肢を間違って挑戦は失敗に終わるが、エンディングは出していることから課長の権限により「勝ち」となった（グッドエンディングはAD井上が居残って出した）。
※セプテントリオン攻略マップの無断流用騒動
当回で使用した船内マップについてナレーションでは「イノコMAXの手作り」と説明していたが、攻略サイトのマップを流用していることが放送後インターネットの掲示板等にて指摘された。後に菅プロデューサーと攻略サイト管理人との間で、謝罪とマップの使用許諾についての話し合いが持たれ和解が成立。放送予定だった再放送を休止し、該当部分のナレーション、テロップの修正、及び引用元サイトのURL追加等の再編集の上で以降は通常通りの日程で再放送された。なお、その後の再放送では冒頭のお詫びの部分をカットしたバージョンが放送されている。
044. バイオミラクル ぼくってウパ
この手のアクションはマリオで慣れているからか長時間足止めもなく比較的順調に進む。最終面の7面に辿り着いた所で、音声須田の終電時間（通称：須田時間）の都合により午前0時で終了とプロデューサーから宣告される。最終ボスまで辿り着いたものの攻略ならず。しかし泣きの1回でライフ1の状態でミラクルを起こし最終ボス「ザイー」を撃破した。第6シーズンを勝ち越した。

## 第7シーズン（2007年5月2日 - 9月19日）
サポートスタッフ：浦川・井上・第48回まで高橋（佐）・東島・谷澤 9本挑戦（7勝1敗1持ち越し）
| 回  | ゲーム                                       | 結果 | ハード                 | 時間       |
| --- | -------------------------------------------- | ---- | ---------------------- | ---------- |
| 045 | ウルトラセブン（1993年）                     | ○    | スーパーファミコン     | 11時間     |
| 046 | ロックマン（1987年）                         | ○    | ファミリーコンピュータ | 14時間     |
| 047 | ワギャンランド（1989年）                     | ○    | ファミリーコンピュータ | 8時間      |
| 048 | アウターワールド（1991年）                   | ○    | スーパーファミコン     | 8時間      |
| 049 | がんばれゴエモン〜ゆき姫救出絵巻〜（1991年） | ×    | スーパーファミコン     | 16時間     |
| 050 | 挑戦ソフトなし                               | －   | －                     | －         |
| 051 | 六三四の剣 ただいま修行中（1986年）          | ○    | ファミリーコンピュータ | 14時間     |
| 052 | 超魔界村（1991年）                           | ○    | スーパーファミコン     | 17時間     |
| 053 | クロックタワー（1995年）                     | ○    | スーパーファミコン     | 8時間      |
| 054 | カイの冒険（1988年）                         | ↓    | ファミリーコンピュータ | 13時間30分 |

045. ウルトラセブン
中盤からは苦戦は強いられたものの、最終ステージで改造パンドンを倒しクリア。ウルトラマン失敗の雪辱を果たす。第7シーズンは白星スタートとなった。なおこの回から卒業をしたチーフAD浦川、降板をした前AD井上に代わり、新たに番組初の女性助っ人AD・高橋佐知が新加入した。
046. ロックマン
この回でAD高橋に「名人」のあだ名が付けられる。最終ステージではイエローデビルを相手に3時間30分も足止めを食らうも、高橋の6段ジャンプ伝授により何とか攻略。最終ボスのDr.ワイリーも倒してクリアし、ロックマン2失敗の雪辱を果たした。
047. ワギャンランド
最終ステージで連続ジャンプに失敗し、コンティニュー制限により再びステージ1からやり直しになるもののAD高橋がワギャコプターの入手方法を伝授して何とか攻略。ボス戦のしりとりや神経衰弱も順調に勝利し、日没前にクリアを果たした。なお、この回で高橋が歴代ADの中で最も絵心が無いことが判明した（前回イエローデビル戦で絵を描いたとき、その片鱗は見せていた）。
048. アウターワールド
洋ゲーらしい独特の雰囲気によりゲーム開始直後にゲームオーバーになったり独特のアクションや唐突な展開に戸惑いながらも徐々に攻略パターンを見つけ出し、最終的にはクリアした。第7シーズンを勝ち越した。そのあまりにも唐突なエンディングには有野も驚かされた（続編の『ハート・オブ・ジ・エイリアン』に続く）。
049. がんばれゴエモン〜ゆき姫救出絵巻〜
ギャンブル強さを発揮して豊富な資金を獲得したが、ゴエモン屈指の難易度に苦戦。風邪で欠席したAD高橋に代わり、特別助っ人として駆けつけた前AD井上と協力して攻略を進める。難関の第8ステージで挑戦時間が14時間を突破し、ゴエモンだけにラスト5回（ラスト5ゴエモン）のチャンスを与えられるが失敗。第7シーズンそして2007年初のギブアップとなった。第8ステージと最終ステージは前AD井上が「井上の挑戦」と題して5時間かけて攻略しエンディング画面を披露した。なお、DVD-BOX6では有野が特典映像にて再挑戦したため「井上の挑戦」は未収録となり、レンタル版12.0のみ収録されている。
050. 挑戦ソフトなし
051. キャラクターゲームまつり
『ゲゲゲの鬼太郎 妖怪大魔境』『忍者ハットリくん 忍者は修行でござるの巻』『六三四の剣 ただいま修行中』の3本のソフトから、有野が挑戦するソフトを決めるという新しい試み。3本ともお試しプレイした結果『六三四の剣』を挑戦することに。苦戦しながらも全国大会まで進め優勝を果たすが、エンディングへ辿り着くには2周クリアする必要があった。1周目はクリアした事から、スタッフとの5番勝負に突入。カメラ阿部に勝利、作家岐部に勝利、VE須田に負け、野田マに勝利、3勝1敗で勝利を収めるが、その後の大将戦で元AP東島（剣道三段）と対戦するも完敗。挑戦は成功と認定された（エンディングはスタッフの手で出した）。挑戦開始前には、前回の韓国ロケでの課長の支持率に関する話題が行われ、プライベートのカジノで当てたことが発覚した（結婚記念日の数字で賭けたらしい）。
052. 超魔界村
魔界村シリーズの最終決戦。高い難易度とレッドアリーマー、さらにはコンティニュー制限に苦しめられるが特別助っ人として駆けつけた元AD浦川のサポートもあって、2周クリアを果たす。魔界村シリーズは2勝1敗の勝ち越しで終了（?）と宣言された。なお、AD高橋が教師になるために番組を卒業していたことが元AD浦川の口から判明した。DVD-BOX5（Vol.9）ではこの回の未公開映像を追加したディレクターズカット版が収録されている。
053. クロックタワー
番組初のホラー系アドベンチャーアクションゲームに挑戦。ナレーションがホラー調となり収録部屋に有野だけを残し、照明を落として蝋燭を灯すなど雰囲気を盛り上げた。謎解きゲームを得意とする有野だったが、決まった手順でなければグッドエンディングにたどり着けない難易度に苦戦。このゲームのファンだという整音の谷澤（タニー）にアドバイスをしてもらい、なんとかグッドエンディングを迎えたが、いまいちグッドだかわからないものだったのでエンドロールが全て流れる異例の終了であった。
054. カイの冒険
ナムコの作品という事もあって、バンダイナムコゲームスの一室を借りてのロケとなった。ワープとコンティニューで順調に進んでいくも、独特の微妙な操作性を要するジャンプに苦戦する。79階まで行ったが時間切れとなり、有野が「第8シーズンまたぎで、延長をお願いします」と希望したことで異例のシーズンをまたぐ持ち越しとなった。

## 第8シーズン（2007年10月24日 - 2008年2月27日）
サポートスタッフ：浦川・井上・鶴岡 9本挑戦（7勝2敗1保留）
| 回  | ゲーム                                        | 結果 | ハード                 | 時間       |
| --- | --------------------------------------------- | ---- | ---------------------- | ---------- |
| 055 | カイの冒険（1988年）                          | △    | ファミリーコンピュータ | 15時間     |
| 056 | フラッシュバック（1992年）                    | ○    | スーパーファミコン     | 16時間     |
| 057 | ビックリマンワールド（1987年）                | ○    | PCエンジン             | 15時間     |
| 058 | 仮面の忍者 花丸（1990年）                     | ○    | ファミリーコンピュータ | 13時間30分 |
| 059 | スーパーファンタジーゾーン（1992年）          | ×    | メガドライブ           | 13時間     |
| SP  | カイの冒険（1988年）                          | ○    | ファミリーコンピュータ | 7時間20分  |
| 060 | PC原人（1989年）                              | ○    | PCエンジン             | 13時間     |
| 061 | 東海道五十三次（1986年）                      | ×    | ファミリーコンピュータ | 17時間     |
| 062 | 悪魔城すぺしゃる ぼくドラキュラくん（1990年） | ○    | ファミリーコンピュータ | 12時間     |
| 063 | クインティ（1989年）                          | ○    | ファミリーコンピュータ | 9時間      |

055. カイの冒険（2度目）
前回クリアできなかった79階からのスタート。新AD鶴岡のアドバイスを受けながらシーズンまたぎで計5時間かかってその階をクリア。その後数々の難関なステージをクリアしたが、98階に差し掛かったときに時間切れ。第8シーズンは黒星スタートとなった。ギブアップしたが「いつかクリアしたい」とのことで一旦保留とし、後日生放送SPで再々挑戦することとなった。
056. フラッシュバック
第7シーズンで攻略した『アウターワールド』の製作スタッフが作ったゲームに挑戦。作家岐部曰く「『アウターワールド』の二匹目のドジョウを狙った」とのこと（「ゲームセンターCX COMPLETE」より）またしても洋ゲーらしい独特の操作性や唐突なストーリー展開に戸惑いつつも、AD鶴岡と協力し、2日間かけてクリアした。
057. ビックリマンワールド
『ワンダーボーイ モンスターランド』がベースのPCエンジン移植のゲーム。『ビックリマン』のキャラクターが随所に登場し、登場したらそのキャラクターのシールを貼っていく事に（シールは構成作家酒井のコレクション）。ゲームの難易度は高めでハドソンのお決まりのコンティニューで順調に進むが、迷宮組曲の時同様コンティニューコマンドミスによって2度やり直す羽目になる（2度目はAD鶴岡のミス）。2日目に突入するが、西日避けをした元AP東島などの助けもありクリア。その後シールは全部直貼りして、視聴者にプレゼントされた。
058. 仮面の忍者 花丸
構成作家岐部の推薦ソフト。順調に進むが、コンティニューに回数制限があり何回も最初に戻されてしまう。しかし何回も戻されていくうちに、隠れミニゲームやコンティニュー増加などを発見する。最終14面で「アルフィーの人」に似た敵の出現に驚くもクリア。久しぶりにADやスタッフの助けがないクリアとなった。なお13面と14面の攻略はノーカットで放映された。
059. スーパーファンタジーゾーン
第5シーズンの『大魔界村』以来の3回目のメガドライブでの挑戦であり、DVD特典を除く番組内では『グラディウス』以来、2年以上挑戦していなかった苦手のシューティングゲームに挑戦。コンティニューが無く、一度死ぬと復帰が難しいためボス戦で苦戦してしまい即ゲームオーバーになる。3度リフレッシュタイム（音楽、アイマスク、手の入浴）を設け金銭MAXになる裏技を教えられるが、フル装備でもボス戦でやられ5面のボスに50連敗するなど行き詰る。なんとか最終面まで辿り着くが、最終ボス3回目の挑戦で時間切れになり失敗に終わる。エンディングはスタッフの手で出した。
SP. カイの冒険（3度目）
クリスマスイブに行われた当番組の特別放送で、9時間にわたる有野の挑戦初の生放送である。挑戦は前回ギブアップした98階からスタートするが最大難関面のため、幾度と失敗し続ける。進展無く8時間経過した朝4時頃、926機目（要確認）で98階をクリアし残り1時間となる。99階を30分のプレイ後、視聴者からのFAXで最短ルートを教えられクリア。放送時間残り15分でラストの100階に突入、攻略ルートを教わりながら終了10分前に全階クリアとなった。今回を含め全てクリアするのに37時間半と過去挑戦したソフトの中で1番時間を費やしたゲームとなり、24時間放送を放送するまでの当時としては番組放送時間とともに過去最長となった。SPだが第8シーズンは勝ち越しとなった。
※生SPで挑戦以外の出来事。
- 元AP東島が一人でお台場から生中継するも、カップルばかりで番組のファンが全くいなかった。
- 相方である濱口優から応援FAXが届く。
- 前ADの高橋（退職）に生電話し近況を聞いた。また、製作者の遠藤雅伸にも生電話しアドバイスと激励をもらう。なお、この時に未到達の99面の攻略法も示唆されていたのだが、肝心の99面到達時には（アドバイスしていたことを）誰も覚えておらず、視聴者のFAXで（遠藤からの）アドバイスを教えてもらいクリアした。
- 東島の他に歴代ADの浦川、井上も駆けつけたが笹野（大阪勤務）だけ登場せず。本来浦川&井上は10大ニュースのコーナーで「あのADは今」という裏ニュースの際登場する予定であったが、挑戦のほうが長くなったため最終ステージ挑戦の際突然登場した（井上はそれより前に挑戦中の有野に挨拶がてら少し登場。後に放送されたメイキングによると、浦川は有野のサポートが出来るよう後述の『スペランカー』を本番中練習していた模様）。
- カメラマン阿部がもつ鍋（アベ鍋）とちゃんぽんを有野に振舞い、多才な一面を見せる。
- 行き詰った1時過ぎごろ、これまで度々企画に上がるも長い間放置されていた『スペランカー』に挑戦。ただしエンディング放映許可が降りないため（番組内では「大人の事情のため」と説明。DVDの「THEゲームメーカー」にはエンディング画面が静止画で収録されている）、この場合は有野が手描きのイラストで公開するという条件でプレイ。1面を好調にクリアするもP菅に『カイの冒険』に戻るよう促され、視聴者からのFAXの「カイやれ!」の意見も考慮し30分で終了。
- 表とウラの10大ニュースを発表。

060. PC原人
ラウンド5のみで3時間と手こずり、その後の夕食時にレストラン海賊の「伝説のマンモスステーキ」（いわゆるマンガ肉）が有野に提供された。次のラウンド6「ぐらん ぱれす」内で番組初のバグに遭遇し、リセットを余儀なくされる。その結果9時間の道のりが水の泡に。AD鶴岡の助けで3時間後にラウンド6へ、その後ラスボス「きんぐたまごどんIII世」を撃破しクリアとなった。2008年は白星スタートとなった。なおこの回のみ元AP東島がDとなっている。
061. 東海道五十三次
通過した地域の名産品を食べ、時にはAD鶴岡といっしょにステージBGMの歌詞に合わせて歌いながらプレイするもコンティニュー無しと高難易度に苦戦。後半からスコアーによる残機増殖や小判集めによるワープ等を行うが、ゲームオーバーを繰り返し翌日の人間ドックのため後日延長へ。延長戦にて20面まで辿り着くが、ゲームオーバーになりタイムアップ。なお、20面と最終の21面はAD鶴岡がその後挑戦を引き継ぎ、20面ではクリアするのに11時間も費やしたが、エンディングを見せた。
062. 悪魔城すぺしゃる ぼくドラキュラくん
コンティニューに制限がなく順調に進む。しかしゲーム後半は難易度が高くステージ7に3時間、最終ステージ9に3時間以上も費やした。最終面において有野の指に異変が起きゲームオーバー時に画面バグに2度も遭遇するが、さほど問題にはならなかった。第4回の『花丸』に続きADの助けのないクリアとなった。
063. クインティ
東京に雪が降った日、全100面の田尻智デビュー作のゲームに挑戦。序盤40分間で20面を快調なペースで進み「一網打尽作戦」、「パパパ攻撃」、「高速パネルハメ攻撃」など技を駆使しながら順調に進む。ミュージアムステージラウンド10で70機消滅し苦戦するが、新技「一括」が決まり突破。その後、通算98面では『カイの冒険』での悪夢がよみがえるがクリア。最後は有野の誕生日を祝った。

## 第9シーズン（2008年6月18日 - 9月17日）
サポートスタッフ：中山 4本挑戦（4勝）
| 回  | ゲーム                               | 結果 | ハード                 | 時間       |
| --- | ------------------------------------ | ---- | ---------------------- | ---------- |
| 064 | ソニック・ザ・ヘッジホッグ（1991年） | ○    | メガドライブ           | 15時間     |
| 065 | 課長の海外出張inカンヌ映画祭         | －   | －                     | －         |
| 066 | スーパーマリオブラザーズ（1985年）   | －   | ファミリーコンピュータ | －         |
| 066 | ドクターマリオ（1990年）             | －   | ファミリーコンピュータ | －         |
| 067 | 暴れん坊天狗（1990年）               | ○    | ファミリーコンピュータ | 13時間     |
| 068 | マドゥーラの翼（1986年）             | ○    | ファミリーコンピュータ | 14時間     |
| 069 | ドラゴンスレイヤーIV（1987年）       | ○    | ファミリーコンピュータ | 17時間30分 |

064. ソニック・ザ・ヘッジホッグ
何度もゲームオーバーになり最初からやり直しとなるが、説明書からスペシャルステージでコンティニューを増やす方法を知る。13時間経過し新AD中山を投入するが、ZONE6 SCRAP BRAIN ZONEでコンティニューを使い切り延長へ。1週間後に25機+コンティニュー3回の状態でZONE6から再挑戦しクリア。ところが真のエンディングに必要な「カオスエメラルド」を6個集めていなかったためグッドエンディングでは無かったが、P菅の判断で挑戦は成功と認定された。第9シーズンは白星スタートとなった。なお、グッドエンディングは新AD中山が出した。
065. 課長の海外出張inカンヌ映画祭
有野入院のため、特別企画「課長の海外出張inカンヌ映画祭」が放送された。
菅Pのナレーションによると本当はもう少し後に放送される予定だったが、先述（肺膿瘍）の通り繰り上げ放送された。
066. スーパーマリオブラザーズ / ドクターマリオ
有野退院記念企画。通常の挑戦ではなく、ゲーム勘を取り戻すためリハビリ的プレイ。ドクターマリオではAD中山と対戦。
067. 暴れん坊天狗
このソフトはゲームセンターCXミュージアムでの、挑戦ソフトを決める会議を再現したイベントで紹介された。連射機能のコントローラー「ジョイカード」が久々に登場。苦手なシューティングに苦戦するがパターンを読みながら進め、AD中山からのアシストも手伝ってなんとか最終面へ。ラスボスは残り1機からの成功で無事に復帰戦を白星で飾った。
068. マドゥーラの翼
度重なるコンティニューミスにより再三スタート地点に戻されるので、菅Pが有野に声出し確認を要請。AD中山、カメラ阿部と共にコンティニューの手順を復唱した。最難関のステージ12で長時間の足止めを食うも、AD中山のアシストにより突破。最終ステージ16でボス撃破後に上空の扉まで飛行するためのMPを使い果たすミスもあったが、3度目でクリア。第9シーズンを勝ち越した。
069. ドラゴンスレイヤーIV
256画面分という広大なダンジョンを持つゲームシステムを理解できない有野に、AD中山が自作のマップを提供しゲームの目的と攻略順序を説明。ペット・ポチ面、父・ゼムン面を順調に攻略するも、妹・リルル面のボスに歯が立たず時間切れ。2週間後、前回苦戦したリルル面や母・メイア面のボスを、AD中山が作成した攻略書による「鬼連射」で撃破。正解が一つしかないルートを進む兄・ロイアス面では、AD中山のナビでドラゴンスレイヤーを入手。ラスボスのドラゴンのみAD中山の助けなしで倒した。第9シーズンを全6回中、入退院の回を除いて全4勝で第3シーズン以来に全勝した。

## 第10シーズン（2008年10月22日 - 2009年2月18日）
サポートスタッフ：東島・浦川・中山 7本挑戦（6勝1敗）
| 回  | ゲーム                            | 結果 | ハード                 | 時間       |
| --- | --------------------------------- | ---- | ---------------------- | ---------- |
| 070 | ドラゴンボール 神龍の謎（1986年） | ×    | ファミリーコンピュータ | 14時間     |
| 071 | チェルノブ（1992年）              | ○    | メガドライブ           | 12時間     |
| 072 | ゆうゆのクイズでGO!GO!（1992年）  | ○    | スーパーファミコン     | 10時間     |
| 073 | レミングス（1991年）              | ○    | スーパーファミコン     | 15時間30分 |
| 074 | ファーストサムライ（1993年）      | ○    | スーパーファミコン     | 13時間     |
| 075 | スーパードンキーコング（1994年）  | ○    | スーパーファミコン     | 26時間     |
| 076 | スーパードンキーコング（1994年）  | ○    | スーパーファミコン     | 26時間     |
| 077 | 餓狼伝説スペシャル（1993年）      | ○    | ネオジオ               | 13時間     |

070. ドラゴンボール 神龍の謎
ステージ3ではヤムチャ相手に18機、ステージ6のピラフ大王の部屋でもナイフ落下地点に34機を費やす。ステージ7〜10ではブヨンの弱点を掴めず苦戦し、ステージ11〜14の宇宙ステージでは11面からしか再開できないコンティニュー制限と高難易度で全く進めず、進展がないまま14時間経過、ステージ13でタイムアップ。第10シーズンは黒星スタートとなり、日本の2008年度唯一の挑戦失敗となった。その後はAD中山が挑戦を引き継ぎ、8時間掛けてエンディングを見せた。
071. チェルノブ
独特の操作とアクションでありながらシューティング要素の強いゲーム性に苦戦。デフォルトの設定である3機×コンティニュー3回では全く歯が立たず、CEOの座をあきらめて5機×コンティニュー15回の75機の設定に変更。それでも難易度の高さに何度も全滅を味わう。時間も押し迫るが、残り3機という状況でクリア。
072. ゆうゆのクイズでGO!GO!
『フラッシュバック』から1年振りのスーパーファミコンでの挑戦。独力でのクリアは難しいと、AD中山・カメラ阿部・元AP東島・D浦川・作家岐部・マネージャー野田・VE須田と過去最大数のスタッフ達と協力してプレイ。各々得意分野を申告したものの、阿部の車・バイク問題以外は正解が続かない状況が続いた。長時間プレイしたことで問題が一巡し、最終ステージ6ではゆうゆの問題を選択。スタッフがファンブック片手に援護するも惜敗するが、再度の挑戦でクリアした。また、DVD-BOX6 Vol.12に収録されているディレクターズカット版では、菅Pの友達のクイズ王として、クイズ作家の日髙大介とのクイズ3番勝負が収録されている。
073. レミングス
4段階中最低難易度の「Fun」10面をあっさりクリアするも、挑戦は3段階目の「Taxing」全30面の攻略だったと知らされる。しかし1面の攻略に2時間も掛かったため、協議の結果、2段階目の「Tricky」全30面に挑戦することに。何度か行き詰まりつつも持ち前の閃きにより突破していったが、29面でタイムアップ。しかし泣きの数回の末にクリアを果たす。後日、AD中山が残業プレイで隠し難易度「Sunsoft」クリア時のエンディングを見せた。
074. ファーストサムライ
少しずつ進めていくものの、敵の攻撃の激しさと僅か1回しか出来ないコンティニュー（5×2=全10機）の前に何度も1面からの再スタートを味わう。4面ボスに4時間の足止めを喰らい、最終5面でも1度ゲームオーバーとなるが、再挑戦の残り1機でクリア。2009年は白星スタートとなったと同時に第10シーズンを勝ち越した。
075. スーパードンキーコング
前シーズンのリハビリプレイを除くと『光神話 パルテナの鏡』以来となる任天堂から発売されたソフトへの挑戦。1-5・2-4をクリアするまでセーブ出来ない1面・2面に大苦戦し、それぞれの面でステージ1から何度もやり直す羽目に。結局3面ボスの攻略中に時間切れとなり、正月休み返上の自宅特訓付きで次回持ち越し。
076. スーパードンキーコング
難関ステージの4-1でいきなり3時間半の足止めを喰らうが、2-5での有限増殖と偶然発見したショートカットにより突破。以降は（5面で1度ゲームオーバーになったものの）有限増殖のおかげで大きく詰まることもなく、残機を減らしつつも最後まで比較的順調に進めてクリア。エンディング後、視聴者から贈られたワインでAD中山と祝杯を挙げた。
077. 餓狼伝説スペシャル
挑戦初のネオジオ用ソフト。最初にジョーを、次にアンディを選ぶも、2人目の対戦相手に勝てないまま全キャラクターと戦ってしまったため、協議の結果「AD中山が隠しボスのリョウを出し、有野がこれを倒す」という内容に変更。それでも連敗したものの、最後は再びジョーを選んで撃破。判定は挑戦成功となったが、余りにも当初の挑戦内容からかけ離れてしまったため、終了後にAD中山のフォローが入った。

## 第11シーズン（2009年4月14日 - 9月15日）
サポートスタッフ：井上・中山・第80回から江本・伊藤 11本挑戦（8勝3敗）
| 回  | ゲーム                                    | 結果 | ハード                 | 時間       |
| --- | ----------------------------------------- | ---- | ---------------------- | ---------- |
| SP  | たけしの挑戦状（1986年）                  | ○    | ファミリーコンピュータ | 3時間5分   |
| 078 | 福岡里帰りツアー（挑戦ソフトなし）        | －   | －                     | －         |
| 079 | レイラ（1986年）                          | ×    | ファミリーコンピュータ | 14時間     |
| 080 | 星のカービィ 夢の泉の物語（1993年）       | ○    | ファミリーコンピュータ | 9時間      |
| 081 | バトルゴルファー唯（1991年）              | ○    | メガドライブ           | 7時間      |
| 082 | ロックマン3 Dr.ワイリーの最期!?（1990年） | ○    | ファミリーコンピュータ | 21時間     |
| 083 | ロックマン3 Dr.ワイリーの最期!?（1990年） | ○    | ファミリーコンピュータ | 21時間     |
| 084 | すーぱーぐっすんおよよ（1995年）          | ○    | スーパーファミコン     | 12時間30分 |
| 085 | 源平討魔伝（1990年）                      | ×    | PCエンジン             | 15時間     |
| 086 | パンチアウト!!（1987年）                  | ×    | ファミリーコンピュータ | 14時間30分 |
| 087 | ゴールデンアックス（1989年）              | ○    | メガドライブ           | 13時間40分 |
| SP  | レミングス（1991年）                      | ○    | スーパーファミコン     | 18時間12分 |
| 088 | ディグダグII（1986年）                    | ○    | ファミリーコンピュータ | 10時間     |
| 089 | ドキュメント24                            | －   | －                     | －         |

SP. たけしの挑戦状（2回目）
1年半ぶりの生放送で5年半振りに再挑戦。早速攻略本を使用するもカラオケを歌うための手順で詰まり、AD井上とAP中山がヒントを与えて進めた。道中はコンティニュー技を使い問題無く進めていくが、最難関であるハンググライダーステージで再び詰まり、放送時間を使い切る。生放送終了後は収録に切り替えて挑戦は続き、スタッフや歴代元AD達が見守る中無事クリアを果たした。
078. 挑戦ソフトなし
福岡里帰りツアーの模様。DS『有野の挑戦状2』発売記念イベント 課長の約束手形ツアー2009 密着ドキュメント
079. レイラ
ステージ3以降、迷路のようなマップといやらしい敵の配置に大苦戦。AD不在（挑戦の収録日が新AD入社前の3月だった）のため「スタッフからの提言」という形でアドバイスを受けるも、結局ステージ6序盤でタイムアップ。第11シーズンは黒星スタートとなった。エンディングはスタッフの手で出した。
080. 星のカービィ 夢の泉の物語
前半ではゲームオーバーにならずに3面までをクリアし、後半では敵を無視してゴールを目指すなど、いつになく快調に進む。少々詰まる場面も何度か見られたが、ステージクリア毎のオートセーブと無制限のコンティニューのおかげもあって最後まで自力でクリア。新ADの江本と伊藤の初登場は、挑戦終了後の顔見せ程度に終わった。
081. バトルゴルファー唯
挑戦初のゴルフゲーム。一戦目で何度も敗れ苦戦するが、以降は手慣れていき、敵が降参するシステムや必殺ショットの助けもあって快調に進む。最終戦後の選択肢を間違えて一度ゲームオーバーになるが、再戦も楽勝し短時間でクリア。しかし正規のエンディングがあまりにも悲惨な結末であったため、後味の悪さが残った。ディレクターカット版では未放送のスタッフAD江本（当時入社1か月）、CA伴との対決が収録されており、負けたら挑戦失敗という条件だったが全2戦ともに圧勝した。なお、今回から引っ越しで挑戦部屋が新しくなった。
082. ロックマン3 Dr.ワイリーの最期!?
弱点武器無しのまま挑んだスネークマンに苦戦するが、以降は特殊武器とエネルギー缶を使い進めていく。2のボスが1ステージに2体出現するドクロボット面では意図的なゲームオーバーをしてE缶をため込み、更にAP中山がその時点のパスワードを取っていたためゴリ押しで制覇。ワイリー面に入ったところでタイムアップの次週持ち越し。
083. ロックマン3 Dr.ワイリーの最期!?
イエローデビル Mk-IIやホログラフロックマンズ、恒例のボスラッシュに苦戦。貯め込んでいたE缶を注ぎ込んで突破する。ワイリーステージの途中でコンティニューを誤り、ステージの最初に戻されるミスがあったが、長時間プレイで有野も要領を掴んでおり、調子を崩さずにDr.ワイリーに辿り着き、有効な武器を突き止めてこれを撃破。挑戦は2日間計21時間に及んだ。
084. すーぱーぐっすんおよよ
Wiiのバーチャルコンソールお試しプレイ時（みんなのニンテンドーチャンネル第2回配信）の絶賛ぶりから挑戦ソフトに選ばれた。ブロックのランダム性と勝手気ままに歩き回るぐっすんに手を焼きつつも、ステージに合った攻略法を見付け出していき、50面攻略。第11シーズンを勝ち越した。真のエンディングを出した。エクストラステージクリア後に見られる真の真のエンディングはAD江本・伊藤によって公開された。
085. 源平討魔伝
第8シーズンの『PC原人』以来のPCエンジンに挑戦。宿敵である龍に苦戦しつつ残り4ステージまで進めるも、ポーズ解除直後に穴へ落下するという凡ミスを犯し時間切れで終了。その後泣きの1回で再挑戦するが、結局クリアできず挑戦失敗。しかし有野が諦めきれず、24時間生放送SPの挑戦ソフト候補にしたため、スタッフの手によるエンディング画面は出なかった。後に「DVD-BOX8」の特典映像にて再挑戦を行い、収録時には既に退職していたAD江本も応援に駆け付けた。
086. パンチアウト!!
通常版が版権事情によって使用出来ないため（『パンチアウト!!』の「ファミコン版」の項参照）、限定版のパンチアウトを用いての挑戦（限定版のため、中古ゲームショップを探し出して購入された）。序盤は苦戦しながらも順調に進むが、後半のソーダ・ポピンスキー戦で足止めを喰らう。AD江本がプレイしても勝つことが出来ず、時間切れとなりギブアップ。源平討魔伝と同じく24時間生放送SPの挑戦ソフト候補にしたため、エンディング画面は出なかった。後に「有野の挑戦 in 武道館」や「ゲームセンターCX15周年感謝祭有野の生挑戦リベンジ7番勝負」にてソーダ・ポピンスキー戦の再挑戦（後者はアンコールでさらに再挑戦）を行ったもののリベンジとはならなかった。
087. ゴールデンアックス
見た目だけで選んだティリスで進めていくが、魔法を連発するラスボスに苦戦。番組初登場のCA伴と協力プレイを行うも役に立たず、その後説明書で発見した飛び蹴りの約4倍の威力があるジャンプ斬りでラスボスを撃破。連敗を脱出した。なお、このソフトはすーぱーぐっすんおよよと同様、みんなのニンテンドーチャンネルの第2回の配信でWiiのバーチャルコンソールのお試しプレイで経験済み。
SP. レミングス（2回目）
日本テレビの『24時間テレビ 「愛は地球を救う」』に対抗し、その裏での24時間生放送での挑戦。前回プレイした際、2時間かけて1面しかクリアできなかったTaxingモードのリベンジ挑戦となった。
- 第1〜3部（フジテレビNEXT放送分）

序盤から予想通りの苦戦。深夜1時から5時まで毎日放送でのラジオ『まだまだゴチャ・まぜっ!〜集まれヤンヤン〜』に出演するため、その間はAP中山とAD江本が協力し、5面まで進めた。
- 第4〜5部（フジテレビTWO放送分）

苦戦しつつも進めていき、15面まで来たところで仮眠を取るため2時間休憩。その間はAP中山とAD江本が協力し18面まで進める。休憩終了後のラスト6時間はフジテレビ1Fマルチシアターからの生放送となった。その後はAD江本（3の倍数面はAP中山）とAD伊藤による攻略解説映像のおかげもあり、放送終了まで残り11分のところで最終面をクリアし、挑戦成功となった。
088. ディグダグII
島クズシを使った勝ち方にこだわり、ステージ3以降はAD伊藤に教わったコンティニューを使いながら、凡ミスはあるものの順調に進めていく。終盤では魚ボーナスを狙うことにも拘って何とか成功し、分断などのテクニックを駆使して全72ラウンドをクリア。しかし、挑戦終了後にAD江本から無限ループ制でエンディング画面が存在しないということが明かされ、代わりにAD伊藤のイラストを公開した。
089．ドキュメント24

## 第12シーズン（2009年10月13日 - 2010年3月30日）
サポートスタッフ：東島・笹野・浦川・中山・江本 9本挑戦（4勝5敗）
| 回  | ゲーム                                          | 結果 | ハード                 | 時間       |
| --- | ----------------------------------------------- | ---- | ---------------------- | ---------- |
| 090 | ドラゴンバスター（1987年）                      | ○    | ファミリーコンピュータ | 12時間     |
| 091 | カケフくんのジャンプ天国 スピード地獄（1988年） | ×    | ファミリーコンピュータ | 13時間     |
| 092 | 不思議のダンジョン2 風来のシレン（1995年）      | ○    | スーパーファミコン     | 26時間     |
| 093 | 不思議のダンジョン2 風来のシレン（1995年）      | ○    | スーパーファミコン     | 26時間     |
| 094 | 電車でGO!（1997年）                             | ×    | PlayStation            | 12時間     |
| 095 | 2010 ストリートファイター（1990年）             | ×    | ファミリーコンピュータ | 11時間30分 |
| 096 | 忍者龍剣伝II 暗黒の邪神剣（1990年）             | ○    | ファミリーコンピュータ | 20時間30分 |
| 097 | 忍者龍剣伝II 暗黒の邪神剣（1990年）             | ○    | ファミリーコンピュータ | 20時間30分 |
| 098 | パイロットウイングス（1990年）                  | ×    | スーパーファミコン     | 13時間30分 |
| 099 | レインボーアイランド（1988年）                  | ×    | ファミリーコンピュータ | 14時間     |
| 100 | レッキングクルー（1985年）                      | ○    | ファミリーコンピュータ | 27時間     |

090. ドラゴンバスター
序盤は楽に突破するものの、ダンジョンが広くなる中盤に足踏みし、ゲームオーバーを繰り返す展開。しかし、AD江本作成のマップ入手後は一転順調に。獲得したスーパーソードを再三シーフに盗まれ攻撃力を落とすが、上手く魔法を活用してドラゴンを退治。最終ラウンド12のドラゴンにギリギリまで追い詰められたが、懐に飛び込み斬り付けて撃破。エンディングを出した。第12シーズンは白星スタートとなった。
091. カケフくんのジャンプ天国 スピード地獄
3時間以内にクリアしないとグッドエンディングを見られない仕様だが、あまりのスクロールの速さにミスを連発し、序盤の2-2で3時間をオーバーしてしまう。32歳になったカケフくん本人から応援FAXが届き、無限増殖の裏技を教わる。255機まで増やして再挑戦するも4-1で残機を使い果たし、ギブアップ。その後はAD江本が引き継ぎ、12時間掛けてエンディングを出した。
092. 不思議のダンジョン2 風来のシレン
「死んだら全て失って最初からやり直し」というローグライクゲーム独特のシビアなバランスに大苦戦。序盤から何度も倒されるも、死なないプレイを心掛けるなど少しずつ上達を見せる。その後AD江本のアドバイスに従い合成の壺で武器を強化するが、装備し忘れる凡ミスを犯して呆気なくフロア8で倒され、時間切れで次回持ち越し。なお、合成の壷の説明時のテロップに一部間違いが確認されている。
093. 不思議のダンジョン2 風来のシレン
AD江本が徹夜で準備した強化装備と、そのセーブデータのコピーを駆使してプレイ。敵の特殊攻撃（がいこつ魔王の杖による口封じ）で巻物読みや食事を何度も封じられるなど苦戦するが、AD江本のサポートプレイのお陰もあり、5度目の挑戦で最終ボスを撃破。2日間掛けてエンディングを出した。
094. 電車でGO!
山手線命名100周年記念の特別編として、「山手線内回り渋谷‐東京間（全10区間）ノーコンティニュークリア」を目指す。山陰本線亀岡 - 京都間（※嵯峨嵐山 - 丹波口間省略）（全4区間）と京浜東北線品川 - 横浜間（全8区間）での練習を経て山手線に挑むが、何度もゲームオーバーを繰り返したため、目標を「ノーコンティニューで品川（5区間）到達」に変更。それでも全くクリアできず、結局コンティニュー使用エンディングを見せる形で挑戦失敗。更に、ロケハンをしたAD江本もノーコンテニューでの、最高が五反田駅までだったため、この日の収録で初めてプレイしたVE府川が志願して徹夜して6時間でノーコンティニューエンディングを出した。電車でGO!をプレイして残り時間で競う夕食の駅弁争奪大会では、1位有野27秒 2位VE府川14秒 3位AD江本13秒 4位AD渡邊6秒 5位カメラ阿部マイナス13秒という順位だった。
095. 2010 ストリートファイター
2010年一発目にちなんで挑戦。難易度の高さと焦りから来る凡ミスにより何度も躓き、特に3-1では大きく足止めされる。AD江本のサポートでここを辛くも突破するが、結局4-2の亜空間ステージで時間切れ。2010年代は黒星スタートとなった。エンディングはAD江本によって公開された。
096. 忍者龍剣伝II 暗黒の邪神剣
『忍者龍剣伝』の続編に挑戦。新システム「分身の術」を駆使して進めるも、第二章の風・第三章以降の鳥・第四章のボスなどに大苦戦し、第四章のボスを倒したところで次回持ち越し（初日の時間切れは後半にて）。
097. 忍者龍剣伝II 暗黒の邪神剣
第五章と第六章を比較的あっさりクリアするも、時間切れで2日目に突入。第七章でも鳥に苦戦し、久々に登場した前D笹野・D浦川もロケハン不足で不甲斐ない結果に終わるが、ロケハンを積んだAD江本のサポートのお陰で第七章ボスを撃破。更に2度に亘って現れたラスボスも分身を利用した連続攻撃で撃破し、エンディングを出し、2010年代初の挑戦成功となった。
098. パイロットウイングス
NINTENDO64版をプレイ済みということもあってロケットベルトでは好成績を残すが、軽飛行機とスカイダイビングに苦戦。エリア4をAD江本と協力して4時間かけてクリアし、攻撃ヘリコプターによる難関ミッションも慎重なプレイでクリア。しかし続くEXPERTモードでボーナスステージ突入を狙いすぎたことが仇となり、エリア6で時間切れしてギブアップ。エンディングはAD江本の手で公開された。
099. レインボーアイランド
「各WORLDごとに崩した虹またはアイテムでザコ敵を倒すと出現する7色のダイヤモンドを集めてボスを倒さないと、真のエンディングが出現しない」というルールに縛られながらも進めていくが、WORLD3以降で大苦戦。最後はAD江本と交代でプレイするも、5-4で時間切れとなりギブアップ。エンディングはAD江本の手で公開された。
100. レッキングクルー
100回目にちなんで挑戦。課長が得意とするパズルゲーム。一度経験したことがあるからか、順調に進めていくが、70面をクリアしたところで時間切れ。代わりに今シーズンで番組を卒業するAD江本が翌日の朝10時までプレイして96面まで進み、有野にバトンタッチ。全100面を攻略したが、AD江本に無限ループ制でエンディングが無いことが明かされた。挑戦終了後、会社を退社卒業するAD江本・AP中山、番組を卒業、他番組移動のAD渡邊の送別と卒業ソング「サヨナラゲーム」（歌：AD渡邊）のPVが放送された。

## 第13シーズン（2010年7月22日 - 10月7日）
サポートスタッフ：伊藤・片山・石田・高橋（純） 5本挑戦（3勝2敗）
| 回  | ゲーム                                    | 結果 | ハード                 | 時間       |
| --- | ----------------------------------------- | ---- | ---------------------- | ---------- |
| 101 | ゴルゴ13 第一章神々の黄昏（1988年）       | ○    | ファミリーコンピュータ | 12時間     |
| 102 | す〜ぱ〜ぷよぷよ（1993年）                | ×    | スーパーファミコン     | 12時間30分 |
| 103 | 甲子園（1989年）                          | ×    | ファミリーコンピュータ | 14時間     |
| 104 | ゲゲゲの鬼太郎 復活! 天魔大王（1993年）   | ○    | スーパーファミコン     | 9時間      |
| 105 | 北海道連鎖殺人 オホーツクに消ゆ（1987年） | ○    | ファミリーコンピュータ | 11時間     |
| 106 | 挑戦ソフトなし                            | －   | －                     | －         |

101. ゴルゴ13 第一章 神々の黄昏
第13シーズンにちなんでの挑戦。このゲーム独特の世界観に戸惑いながらも序盤は順調に突破するものの、難易度が上がるステージ3以降は大苦戦。ステージ4で51回のコンティニューを使い切ってしまうが、裏技のラウンドセレクトや今シーズンから助っ人となった新AD片山お手製の3D迷路マップを駆使しながら根気で進めていき、ラスボスを撃破。第13シーズンは白星スタートとなった。
102. す〜ぱ〜ぷよぷよ
最高難易度の「HARDEST」で挑戦するもステージ2で断念し、「HARD」で再挑戦。しかし、ステージ9で反射神経の限界によりギブアップ。協議の結果、対戦モードでスタッフとの5番勝負に変更。初プレイのカメラ阿部、コントローラーを逆さにもつ構成岐部には勝利したが、4代目AD井上と9代目AD片山に負け、新人AD高橋の圧倒的な強さに屈して、2勝3敗で負け越して挑戦失敗。その後、新人AD高橋が居残りでわずか1時間でクリアした。
103. 甲子園
菅Pの「プレイボール」で電源を入れ、アナウンサー福永一茂の実況を交えて挑戦開始。高校時代は帰宅部だった有野のために、高校時代野球部マネージャー経験のあるAP石田がスコアブックをつけながら試合のアドバイスをしたり、途中、使用チームをこのゲーム最強の広島の高校に変えたり、AD片山が守備を担当することで2回戦を突破し、3回戦も自力で突破したものの、それ以降は突破ならず、ギブアップ。エンディングはAD片山の手によって公開された。
104. ゲゲゲの鬼太郎 復活! 天魔大王
NHKの朝の連続ドラマに便乗して挑戦。敵を倒すことで手に入るアイテムを5個集めることで使うことができる必殺技・体内電気を駆使して、順調に進めていく。AD伊藤とAD片山が作成した妖怪大辞典や、4-2での片山の2人プレイのおかげで、ラスボス・天魔大王を撃破。連敗を脱出した。なお、正確なクリア時間は不明だが、晩ご飯前（10時間前後）に終わった模様。
105. 北海道連鎖殺人 オホーツクに消ゆ
事前にAD伊藤作成の登場人物カードを渡されて挑戦開始。序盤は警官のコスプレをしたAD片山のアドバイスをもらいつつ順調に進めていく。ゲーム中盤に差し掛かり、捜査にやや詰まったところでサプライズゲストとしてこのゲームを作った堀井雄二が登場し、アドバイスをもらいながら特に詰まることなく順調に捜査を進めて犯人を逮捕し、挑戦成功。第13シーズンは勝ち越しとなった。堀井雄二との対談は#106にて放送された。
106. 挑戦ソフトなし

## 第14シーズン（2010年10月28日 - 2011年3月17日）
サポートスタッフ：伊藤・片山 8本挑戦（6勝2敗）
| 回  | ゲーム                                     | 結果 | ハード                 | 時間       |
| --- | ------------------------------------------ | ---- | ---------------------- | ---------- |
| 107 | パリ・ダカールラリー・スペシャル（1988年） | ○    | ファミリーコンピュータ | 12時間     |
| 108 | Jerry Boy（1991年）                        | ○    | スーパーファミコン     | 9時間      |
| 109 | ゼルダの伝説 時のオカリナ（1998年）        | ○    | NINTENDO64             | 30時間     |
| 110 | ゼルダの伝説 時のオカリナ（1998年）        | ○    | NINTENDO64             | 30時間     |
| 111 | スーパースターフォース（1986年）           | ×    | ファミリーコンピュータ | 13時間45分 |
| 112 | 最後の忍道（1990年）                       | ○    | PCエンジン             | 2時間10分  |
| 113 | かまいたちの夜（1994年）                   | ○    | スーパーファミコン     | 9時間      |
| 114 | ロックマン4 新たなる野望!!（1991年）       | ○    | ファミリーコンピュータ | 21時間     |
| 115 | ロックマン4 新たなる野望!!（1991年）       | ○    | ファミリーコンピュータ | 21時間     |
| 116 | バベルの塔（1986年）                       | ×    | ファミリーコンピュータ | 20時間     |

107. パリ・ダカールラリー・スペシャル
独特のゲームシステムによる理不尽な展開に苦戦し続け、第6エリアではコンティニューミス。更に正しい再開パスワードが何故か認識されない事態が発生するが、再入力で成功して無事再開し、全7エリアをクリア。第14シーズンは白星スタートとなった。しかし最終タイムは1位に12秒届かなかった。優勝時のエンディングはAD片山が出した。
108. Jerry Boy
2-Aや6-Aで苦戦したものの、それ以外は大きく行き詰まることもなく最後まで自力で攻略し、最終ボスもライフとボールを充分に溜めての力押しで撃破。比較的短時間でのクリアとなった。
109. ゼルダの伝説 時のオカリナ
順調に謎を解き、先に進めていくが、おとな時代になったところでタイムアップ。挑戦終了後、AD片山が水の神殿まで進め（ソフトが大容量ゆえのゲーム進行度と、スケジュールの都合）、AD伊藤の紙芝居による解説の後、挑戦2日目に突入。水の神殿のボス・モーファを倒したところで、次回へ持ち越された。
110. ゼルダの伝説 時のオカリナ
闇の神殿からスタートするも、神殿のボス・ボンゴボンゴに苦戦を強いられる。ミニゲームの流鏑馬をしようとしたところで時間切れ。終了後、AD片山が魂の神殿のボス部屋まで進め、挑戦3日目に突入。ボス・ツインローバを苦戦しながらも撃破。その後ガノン城ではガノンドロフ、そしてラスボス・ガノンに手を詰まらせるが持ち前の根気強さで倒し、無事クリアとなった。
111. スーパースターフォース
シューティングゲームとアクションRPGを組み合わせた一風変わったゲームに挑戦。シューティング面に苦戦しながらも地上エリアを探索しながら進めていくが、ステージが進むにつれて難易度が上昇し、パワーアップアイテムやジョイカードを駆使して何とか最終ステージまでたどり着くが、時間切れで挑戦失敗。第14シーズン初の挑戦失敗で連勝ストップとなり、2011年は黒星スタートとなった。エンディングはAD片山が出した。
112. 最後の忍道
第11シーズン以来のPCエンジンに挑戦。アイテムのおかげでサクサクと進めていき、挑戦開始から1時間50分で最終面に到着。AD片山がロケハンで2時間以上かかった難所も、運で突破し、ラスボスを撃破。第14シーズンを勝ち越した。2時間10分でクリアという『ゲームセンターCX』（第2シーズン以降）挑戦最短記録を樹立した（当時）後に第19シーズン#214『夢ペンギン物語』で記録を塗り替えられた。番組の最後に、挑戦終了後のランチの様子を放送した。
113. かまいたちの夜
『クロックタワー』から4年振り、2度目のホラーゲームに挑戦。タイトルにちなんで午後7時頃から挑戦開始。有野自身はこの作品のファンとのことだが、選択肢のミスによりバッドエンドを繰り返したうえ、AD片山がお遊びで用意したメモをヒントと勘違いして序盤のシナリオまで戻ってしまった。しかし、最後は自力でグッドエンディングの1つに辿り着いた。DVD-BOX8（Vol.16）及びレンタル版19.0ではこの回の未公開映像を追加したディレクターズカット版が収録されており、この映像内ではピンクのしおりのセーブデータをプレイし、おまけシナリオの一つ「O（オー）の喜劇編」を楽しんだ。
114. ロックマン4 新たなる野望!!
AD片山おすすめルートに従い、回復アイテムのE缶を最大の9個まで集めながら進めていく。8体のボスを撃破し、Dr.コサックステージに突入。貯めこんでいたE缶を消費しつつも、ボス・コサックキャッチャーを撃破。その後、ワイリーステージが登場したところでタイムアップ。次回へ持ち越された。
115. ロックマン4 新たなる野望!!
ワイリーステージからスタート。ステージ3の8体連続ボスバトルで足止めを喰らう。その後出現したラスボス・ワイリーマシーン4号では、安全な攻撃パターンを発見し撃破。変身後の第二形態を撃破後、エクストラステージが出現。点滅する真のラスボス・ワイリーカプセルを相手に苦戦するが、有効武器を発見し撃破。ロックマンシリーズは3勝1敗となった。
116. バベルの塔
『ロックマン4』挑戦後にプレイ開始。8の倍数の面ごとに出現するビッグパスワードを、AD片山のヒントを参考に集めながら進めていくが、21面までクリアしたところで時間切れとなり、1か月後に持ち越しとなる。アクション要素のある面に苦戦しながら進めていくが、55面でタイムアップとなり挑戦失敗。ビッグパスワードを8種類中6種類集めていたため、パスワードを勘で当てはめるも、2分の1の確率で失敗し、自分でエンディングを出すこともできなかった。

## 第15シーズン（2011年4月14日 - 2012年3月8日）
サポートスタッフ：江本・伊藤・片山・高橋（純）20本挑戦（14勝6敗）
| 回  | ゲーム                                         | 結果 | ハード                 | 時間               |
| --- | ---------------------------------------------- | ---- | ---------------------- | ------------------ |
| 117 | ギミック!（1992年）                            | ○    | ファミリーコンピュータ | 16時間             |
| 118 | F-ZERO（1990年）                               | ○    | スーパーファミコン     | 16時間             |
| 119 | F-ZERO（1990年）                               | ○    | スーパーファミコン     | 16時間             |
| 120 | タントアール（1994年）                         | ○    | メガドライブ           | 12時間             |
| 121 | バイオ戦士DAN インクリーザーとの闘い（1987年） | ○    | ファミリーコンピュータ | 12時間30分         |
| 122 | コミックスゾーン（1995年）                     | ○    | メガドライブ           | 10時間〜11時間程度 |
| 123 | カービィボウル（1994年）                       | ○    | スーパーファミコン     | 13時間45分         |
| 124 | 重力装甲メタルストーム（1992年）               | ×    | ファミリーコンピュータ | 14時間15分         |
| 125 | 子育てクイズ マイエンジェル（1997年）          | ○    | PlayStation            | 8時間              |
| 126 | バトルフォーミュラ（1991年）                   | ×    | ファミリーコンピュータ | 14時間             |
| 127 | ハロー!パックマン（1994年）                    | ○    | スーパーファミコン     | 9時間              |
| SP  | ROBOCOP（1989年）                              | ○    | ファミリーコンピュータ | 9時間30分          |
| 128 | ストライダー飛竜（1990年）                     | ○    | メガドライブ           | 10時間             |
| 129 | 飛龍の拳 奥義の書（1987年）                    | ×    | ファミリーコンピュータ | 11時間             |
| 130 | 聖闘士星矢 黄金伝説（1987年）                  | ○    | ファミリーコンピュータ | 8時間30分          |
| 131 | 天下のご意見番 水戸黄門（1987年）              | ×    | ファミリーコンピュータ | 14時間15分         |
| 132 | バトルトード（1991年）                         | ○    | ファミリーコンピュータ | 23時間             |
| 133 | バトルトード（1991年）                         | ○    | ファミリーコンピュータ | 23時間             |
| 134 | 探偵 神宮寺三郎 新宿中央公園殺人事件（1987年） | ○    | ディスクシステム       | 7時間              |
| 135 | アレックスキッドのミラクルワールド（1986年）   | ×    | セガ・マークIII        | 14時間             |
| SP  | パイロットウイングス（1990年）                 | ×    | スーパーファミコン     | 12時間             |
| 136 | グラディウス（1986年）                         | ○    | ファミリーコンピュータ | 16時間             |

117. ギミック!
タイトル通りの難解かつ複雑なギミックに苦戦するも、AD高橋のサポートもあって6面ボスを撃破し、エンディングを出す。しかし実はバッドエンディングであり、厳しい条件を満たすと出現する7面のクリアでグッドエンディングを出せることが発覚。AD高橋が事前に用意したデータで7面に挑むことになったが、なんと接触不良で開始前にフリーズしたため続行不能に。「エンディングは出した」「スタッフの不手際」という判断で挑戦成功扱いとなり、第15シーズンは白星スタートとなった。
118. F-ZERO
序盤は最高難易度「EXPERT」での挑戦となったが、全くクリア出来ず、協議の結果「STANDARD」で挑むことに。ナイトリーグは何度もゲームオーバーになりながらも攻略し、クイーンリーグでも最終コースのジャンプ台や、ライバルの攻撃に苦戦したが、AD高橋のアドバイスによりこれらを突破。クイーンリーグをクリアした所で次回に持ち越し。
119. F-ZERO
キングリーグから再開。やはり多彩な仕掛けとライバルの攻撃に苦しみ、何度もゲームオーバーとなるが、今回からサポートADとなった高橋との協力で突破し、最終コースも苦戦しながら何とかクリアした。しかし、エンディングは「EXPERT」以上でクリアしなければ出現しないと知りギブアップ（判定は挑戦成功扱い）。その後、AD高橋の手によって「EXPERT」クリア時のスタッフロール、隠し難易度「MASTER」クリア時のエンディング画面が公開された。
120. タントアール
第11シーズンの『ゴールデンアックス』から2年振りのメガドライブの挑戦。得意なゲームを見つけていき、ステージ3までは順調に進んでいく。が、ラストステージのステージ4でつまずき、コンティニューを最大まで増やす。その後、ノルマなしのゲーム（ミスをしてもライフを1つ消費するだけでノルマクリア扱いになる）を優先的に選択していく「高橋作戦」を採用し、ステージ4をクリア。ラストゲームもレトロゲームならではの字潰れが発生して苦戦するも突破して、挑戦成功となった。DVD-BOX9（Vol.18）では有野・カメラ阿部・AD高橋（純）・担当D井上による4人対戦を追加したディレクターズカット版が収録されている。
121. バイオ戦士DAN インクリーザーとの闘い
これまで何度も挑戦候補に挙がっていたものの見送られてきた「二軍の四番」的なゲームに挑戦。序盤は順調に突破するも、エリア2でほとんどアイテムを取らないままステージをクリアしてしまい、エリア3で大苦戦。さらに5回のコンティニュー制限にも苦しめられ何度もエリア1に戻されるが、全5ステージをクリアし挑戦成功。今回はAD高橋のサポートなしでのクリアとなった。
122. コミックスゾーン
時間を掛けつつも進めていくが、最終ステージ3-2の途中で突然ゲームがリセットされるハプニングが発生。何とか戻して最終ボスを倒すも、戦闘に時間を掛けすぎてヒロインが死亡し、バッドエンディングになってしまった（判定は挑戦成功）。その後、AD高橋が急遽プレイしたバックアップソフトによってグッドエンディングが公開された。
123. カービィボウル
序盤は本作特有の操作方法・ギミックなどに戸惑いつつも、比較的順調に進める。時折難易度の高いコースに四苦八苦したが、テクニックやコピー能力を駆使して次々と突破。13時間かけ全8コースを攻略、直後に現れたラスボス・メカデデデを難なく倒し、無事クリアした。
124. 重力装甲メタルストーム
『魔界村』に近いゲーム性と独自システム「重力反転」を楽しむものの、後半に進むにつれ苦戦し始める。5面ボスを4時間掛けて何とか倒したが、続く6面ボスに瞬殺されて時間切れ。第15シーズン初の挑戦失敗となった。その後はAD高橋が引き継いで10時間プレイし、2周目クリアによる真のエンディングまで含めて公開した。
125. 子育てクイズ マイエンジェル
元プロデューサーの長女誕生を祝した特別編。過去に挑んたクイズゲームと比べてお手付きとコンティニューの制約が緩く、前半は快調に進むが、大学入試の前に何度も足止めされる。子持ちのスタッフ（カメラ阿部・VE須田）とAD高橋の力を借り、2浪の末に大学進学を結局諦めるも、終盤は再び有野が自力で挑んでクリア。最後にVE須田の息子宛にサイン付きの酢漬けイカをプレゼントしている。
126. バトルフォーミュラ
自機のパワーアップを維持した状態でボスを倒しつつ進めていくが、STAGE3ではフリーズする不運に見舞われ、STAGE4以降は高い難易度に大苦戦。残機を20に増やす裏技を使用してもSTAGE5のボスまで辿り着けず、時間切れと疲労困憊によりギブアップ。エンディングはAD高橋が12時間掛けて出した。
127. ハロー!パックマン
なかなか言うことを聞かないパックマンに手を焼き、ラウンド2のハンググライダーやラウンド4のトロッコに苦戦しながらも何とか進めていく。ラスボス・ガム怪獣もボタン連打の持久戦の末撃破し、クリア。
SP. ROBOCOP
番組のアメリカ進出にちなんでの挑戦。序盤はコンティニューミスでスタートからやり直しとなり、さらに進むにつれて高くなる難易度に苦戦するが、AD高橋のアドバイスにより全6ステージをクリアした。
128. ストライダー飛竜
残機数を最初から増やし、更にコンティニューの裏技も使用するが、全20機の制限に阻まれて何度も振り出しに戻される。特にステージ5ではボスラッシュに4時間以上足止めされたが、挑み直す度に少しずつ腕を上げていき、最終ボスもラスト1機で撃破。
129. 飛龍の拳 奥義の書
難しい「プロ用」で開始したが、予選大会Bの1回戦で足止めされたため、易しい「子供用」に変更。以降は順調に勝ち進むも、途中のボスを変身させず倒したことが仇となり、最終ボス相手に必殺技「飛龍の拳」が封印され大苦戦。全スタッフが挑戦部屋に集まり（見学に来ていた研修生も参加）見守る中、新たに発見した技「闘気」を駆使し、これを撃破した。しかし実は2周制度だと分かりギブアップ。その後はAD高橋が引き継ぎ、5時間掛けて真のエンディングを出した。
130. 聖闘士星矢 黄金伝説
独特のシステムに当初は困惑したものの、徐々に攻略のコツを掴んでいく。AD高橋のアドバイスに従い中盤で小宇宙（コスモ）と経験値を稼ぎ、更に小宇宙を回復するアテナ像を活用して十二宮を突破。しかし消耗したまま挑んだ最終ボスに倒され、後戻りも出来ず手詰まり状態に。已む無くAD高橋のロケハン時のパスワードで再開し、充分に余力がある状態で最終ボスを撃破。エンディングと続編用のパスワードを公開した。
131. 天下のご意見番 水戸黄門
時代劇「水戸黄門」シリーズの終了に因んで挑戦。ライフや時間の制限が厳しく、ステージ2までに大きく時間を費やす。しかし食い逃げと的当てでお金を稼ぎ、コンティニュー用アイテムを大量購入してからは一気にペースアップ。ところが最終ステージクリア目前でタイムオーバーになり、仕様でコンティニュー不能のため挑戦失敗。エンディングはAD高橋が5時間掛けて出した。
132. バトルトード
複雑難解なギミックの数々を苦戦しつつも楽しみ、最大6機×全5回のコンティニュー制限で何度も振り出しに戻されながら少しずつ進めていく。STAGE6をクリア目前でゲームオーバーになったところで次回持ち越し。
133. バトルトード
引き続き高難度のステージに苦戦し、STAGE10でゲームオーバーになったところで挑戦2日目に突入。AD高橋のワープを駆使した戻し作業の甲斐もあって難所を少しずつ突破し、最終ボスを自力で倒してエンディングを出した。放送による初の年跨ぎの延長でクリアをしたため、2012年は白星スタートとなった。
134. 探偵 神宮寺三郎 新宿中央公園殺人事件
第6シーズン以来のディスクシステムに挑戦。情報整理用にAD高橋作成の登場人物カードを渡されて挑戦開始。随所で閃きが冴え渡り、終盤で難航した場面も#105と同じく警官のコスプレをしたAD片山からのアドバイスで突破。最終的にほぼ全ての推理を的中させ、事件を解決に導いた。
135. アレックスキッドのミラクルワールド
挑戦初となるセガ・マークIII用ソフト。3機で全17ステージをクリアしなければならず、ステージ10で足止め状態が続く。裏技でコンティニューコマンドを教わるも、コンティニューがあまりにも難しくコンティニュー失敗を続く。AD高橋の手助けでコンティニューのコツを掴んでコンティニュー失敗することがなくなるも、ステージ16の水中トゲ地帯でゲームオーバーとなってコンティニューがなくなり、タイムオーバーで挑戦失敗となった。
SP. パイロットウイングス（2回目）
30代最後の日（2012年2月24日・25日）、以前挑戦失敗したソフトの続きを生挑戦。エリア6は3時間弱でクリアしたが、エリア7は7時間でクリアし、「延長なし」の予定を変更してスタジオを移動。AD高橋・前AD片山・元AD江本らの協力でエリア8を突破し、最後の攻撃ヘリコプターミッションに挑むも、攻略出来ず時間切れ。生放送初の挑戦失敗となった。
136. グラディウス（2回目）
第8シーズン以来のコナミのゲームソフトの挑戦であり、かつて挑戦失敗となったシューティングゲームに挑戦。コナミコマンドを使っても苦戦し、特に3面でゲームオーバーを繰り返すが、今回でサポートADを卒業するAD高橋のサポートで、全7面を2日間かけてクリアした。

## 第16シーズン（2012年4月12日 - 2013年3月7日）
サポートスタッフ：江本・伊藤・高橋（純）・第149回まで伊東・第149回から松井 17本挑戦（13勝4敗）
| 回  | ゲーム                                      | 結果 | ハード                    | 時間              |
| --- | ------------------------------------------- | ---- | ------------------------- | ----------------- |
| 137 | スーパーチャイニーズ（1986年）              | ×    | ファミリーコンピュータ    | 14時間15分        |
| 138 | ダイナマイトヘッディー（1994年）            | ○    | メガドライブ              | 15時間30分        |
| 139 | ダイナマイトヘッディー（1994年）            | ○    | メガドライブ              | 15時間30分        |
| 140 | カットビ!宅配くん（1990年）                 | ×    | PCエンジン                | 14時間30分        |
| 141 | キャプテン翼（1988年）                      | ○    | ファミリーコンピュータ    | 16時間            |
| 142 | キャプテン翼（1988年）                      | ○    | ファミリーコンピュータ    | 16時間            |
| 143 | パイロットウイングス（1990年）              | ○    | スーパーファミコン        | 2時間             |
| 144 | ガンデック（1991年）                        | ○    | ファミリーコンピュータ    | 8時間             |
| 145 | ファミコン探偵倶楽部 消えた後継者（1988年） | ○    | ディスクシステム          | 11時間            |
| 145 | ファミコン探偵倶楽部 消えた後継者（1988年） | ○    | Wii・バーチャルコンソール | 11時間            |
| 146 | カルノフ（1987年）                          | ○    | ファミリーコンピュータ    | 8時間30分         |
| 147 | 川のぬし釣り2（1995年）                     | ×    | スーパーファミコン        | 14時間            |
| SP  | スーパーマリオカート（1992年）              | ×    | スーパーファミコン        | 13時間20分        |
| 148 | パルスマン（1994年）                        | ○    | メガドライブ              | 11時間            |
| 149 | 迷宮島（1990年）                            | ○    | ファミリーコンピュータ    | 12時間            |
| 150 | パラッパラッパー（1996年）                  | ○    | PlayStation               | 4時間30分         |
| 151 | 夢見館の物語（1993年）                      | ○    | メガCD                    | 5時間             |
| 152 | スーパーマリオ ヨッシーアイランド（1995年） | ○    | スーパーファミコン        | 24時間            |
| 153 | スーパーマリオ ヨッシーアイランド（1995年） | ○    | スーパーファミコン        | 24時間            |
| 154 | メトロクロス（1986年）                      | ○    | ファミリーコンピュータ    | 15時間            |
| 155 | メトロクロス（1986年）                      | ○    | ファミリーコンピュータ    | 15時間            |
| 156 | スペースハンター（1986年）                  | ○    | ファミリーコンピュータ    | 9時間〜10時間程度 |

137. スーパーチャイニーズ
ワープを駆使して5-2に辿り着くものの苦戦し、地道に進める方針に変えるも今度は5-2まで辿り着けず、結局ワープ狙いに再変更。7面で停滞が続き、新AD伊東との2人同時プレイでも7-4を突破出来ず、時間切れで挑戦失敗。第16シーズンは黒星スタートとなった。その後、AD伊東が7時間かけてエンディングを出した。
138. ダイナマイトヘッディー
コンティニュー制限とバグで度々振り出しに戻されたため、ステージセレクトの裏技を解禁。苦手なシューティングのSTAGE6を数度のやり直しの末に攻略したところで次回持ち越し。
139. ダイナマイトヘッディー
STAGE8のボスに苦戦して足止めを食らうが、ヒット&アウェイで撃破。ラスボス・キングダークデーモンもAD伊東のサポートを受けながら撃破したが、その瞬間に画面がフリーズしてしまう（菅Pの判断で挑戦は成功扱いとなった）。エンディングはAD伊東の手によって公開された。
140. カットビ!宅配くん
荷物を奪うブラックドッグ、燃料と時間の制限、信号無視による警察の罰金などに悩まされつつ宅配をこなし、3時間苦戦したミッション19もAD伊東の手描きマップで突破。以降は挑戦時間が押し迫る中で快調に進めるも、最終ミッションでゲームオーバーとなり挑戦失敗。エンディングはAD伊東により公開された。
141. キャプテン翼
立花兄弟を擁する花輪中、日向や若島津を擁する東邦学園などに苦戦。何度か前の試合に戻されるも選手を成長させつつ勝ち進み、全国中学生大会を制覇したところで次回持ち越し。
142. キャプテン翼
世界Jr.ユース大会編。世界の強豪に苦戦しながらも日向をメインに着実に勝ち進め決勝トーナメントへ。決勝戦の西ドイツとのPK戦に敗れたところで時間切れとなり延長へ。延長前に前AD高橋と1時間のサッカー練習を行った後、再度決勝トーナメント1回戦からやり直し宿敵西ドイツを倒し挑戦成功となった。
143. パイロットウイングス（3回目）
第6シーズン以来となる公開生挑戦。2012年5月27日に岩手県盛岡劇場で行われた出張イベントに集まった500人以上の観衆の中、舞台上にて攻撃ヘリコプターミッションに挑戦。元AD江本、元AD伊藤からミッションの攻略テクニックを教わり、前AD高橋のサポートを受けながらプレイするも失敗を繰り返す。時間も押し迫るが最後のプレイでミッション成功。会場の拍手喝采の中、第98回（第12シーズンの第9回）と生放送の雪辱を果たした。
144. ガンデック
ステージによってアクション、レーシング、シューティングに切り替わるシステムに戸惑い、ステージ5の鳥や魚、ボスの戦車に苦戦しながらも、順調に進めていく。ラスボス相手にも敗戦を繰り返したが、AD伊東のアドバイスを受けてラスボスを撃破。挑戦成功となった。
145. ファミコン探偵倶楽部 消えた後継者
警官のコスプレをしたAD伊東作成の登場人物カードを使いながら順調に進めていくが、ディスク入れ替え画面でゲームがフリーズするバグが発生。セーブをしておらず、復旧の目処が立たない上に再発の恐れもあることから、日を改めて調査を続行することとなり二日目に突入。再発防止のために公式放送の挑戦で初めてWiiのバーチャルコンソール配信版でプレイすることとなる。途中で披露した推理は外れたが挑戦は成功した。
146. カルノフ
あまりの難易度に3機でクリアするのが難しいと判断され、コンティニューコマンドが解禁されるが、それでもステージ4で停滞してしまったため、ステージセレクト解禁&ジョイカードが支給される。これにより負担が軽減され以降はボスなどでつまずくことはあったが、特に問題なく進み結果的に比較的早くクリアし挑戦成功となった。
147. 川のぬし釣り2
挑戦初のフィッシングゲーム。釣りRPGの独特のゲーム性に悩まされるも、魚釣りのコツをつかんで、釣った魚を売ってお金を稼ぎながら進めていく。ぬし、アカメを発見するも釣り上げることができず、挑戦失敗。その後、AD伊東が2時間、3分の格闘の末、142cmのアカメを釣り上げ、エンディングを出した。なお、挑戦の終盤に構成作家・岐部が入籍したことを有野に報告した。
SP. スーパーマリオカート
以前Wiiのみんなのニンテンドーチャンネルでバーチャルコンソール版でプレイした同名のソフトに再挑戦。今回は最高難易度である150ccでのグランプリモードで4つのカップでの優勝を目標としたが、不甲斐ないプレイでキノコカップから先に進めず、途中で難易度を150ccから100ccに下げ、さらに目標を全コースで4位入賞に変更したが、フラワーカップを3位で入賞した所で時間切れとなり挑戦は失敗した。その後スタッフと5番勝負を行い3勝2敗で勝利を収めた。ロケ終了後、AD伊東が4つのカップを全て制覇して、エンディングを出した。
148. パルスマン
様々な仕掛けのあるステージやボス、コンティニュー制限に苦戦するが、ステージ6でゲームオーバーになったところで、ステージセレクトの裏技を解禁。ラスボス、ドク・ワルヤマにも悪戦苦闘するが、弱点を見つけて撃破し、エンディングを出した。なお、このゲームは激しいフラッシュが含まれており、番組中に注意文が表記されていた。
149. 迷宮島
#137たまゲーのコーナーで、有野が絶賛したパズルゲームに挑戦。アクション要素のあるステージやボス戦でやや詰まったが、順調に進めていく。ラスボス・魔王ノースに敗戦を繰り返すも撃破し、全67ステージを攻略した。なお、この回を最後にAD伊東が番組を卒業し、新AD松井が初登場した。
150. パラッパラッパー
150回を記念して久しぶりのプレステ&初のソニー・コンピュータエンタテインメントソフト&初の音ゲーに挑戦。タイミングよくボタンを押せずにやり直しを繰り返すが、ラップを歌ったりヘッドホン（2012年東京ゲームショー用物販グッズ）を身に着けたりして、徐々にコツをつかんでクリアしていく。最終ステージはAD松井が用意したラッパーらしい服装に着替えクリアして、歴代2位となる4時間30分で攻略を果たした。
151. 夢見館の物語
番組初のメガCDソフトに挑戦。難解な謎解きに苦戦を強いられ罠にはまって何度もゲームオーバーを味わうが、自力で謎を解いていき脱出に成功。日中のクリアを果たした。
152. スーパーマリオ ヨッシーアイランド
『スーパーマリオ64』以来約7年振りとなるマリオシリーズに挑戦。幾度か難易度の高いコースに苦戦こそしたが、比較的順調に進める。しかし4-6をクリアしたところで時間切れとなり、次回に持ち越しとなった。
153. スーパーマリオ ヨッシーアイランド
AD松井がクリア予定のスケジュールを立てて挑戦再開。今回も難易度の高いコースに苦戦しながらも比較的順調に進め、スケジュール通りのクリアとなり、2013年は白星スタートとなった。
154. メトロクロス
さまざまなコースの仕掛けに苦戦。途中からコンティニューコマンドを解禁するもののコンティニューの仕様（4の倍数のエリアクリア時のみセーブされる）にも苦戦し、エリア16をクリアしたところで次回に持ち越し。
155. メトロクロス
途中主人公さながらのヘルメットとサングラスをつけてプレイしたもののあまり効果なく、AD松井の声かけ作戦も活用してエリア27までクリアしたところで時間切れ（有野が通天閣劇場出演のため早朝新幹線に乗ることもあり）となり、1か月後・2013年に延長。2日目はコツを思い出して進めて、ランチ前に全32エリア攻略を果たすこととなった。
156. スペースハンター
『バベルの塔』以来となるダブルヘッダーとして『メトロクロス』挑戦後にプレイ開始するも、ロケハン不足だったため2週間後に延長。再プレイは複雑なマップに苦戦するも昼食までに2面をクリア。しかし、昼食後初期状態に戻ってしまったため、収録VTRでパスワードを確認し事なきを得る。途中脱出に苦戦する面も見られたが無事にクリアし第16シーズンの有終の美を飾った。

## 第17シーズン（2013年4月11日 - 2014年3月6日）
サポートスタッフ：東島・中山・片山・松井・第176回のみ矢内 18本挑戦（10勝8敗）
| 回  | ゲーム                                          | 結果 | ハード                      | 時間       |
| --- | ----------------------------------------------- | ---- | --------------------------- | ---------- |
| 157 | ミッキーのマジカルアドベンチャー（1992年）      | ○    | スーパーファミコン          | 5時間30分  |
| 158 | ファミリートレーナー ジョギングレース（1987年） | ○    | ファミリートレーナー        | 11時間     |
| 159 | トム・ソーヤーの冒険（1989年）                  | ○    | ファミリーコンピュータ      | 9時間30分  |
| 160 | 超惑星戦記 メタファイト（1988年）               | ×    | ファミリーコンピュータ      | 14時間     |
| 161 | ベスト競馬 ダービースタリオン（1991年）         | ×    | ファミリーコンピュータ      | 13時間30分 |
| 162 | スーパードンキーコング2（1995年）               | ○    | スーパーファミコン          | 41時間30分 |
| 163 | スーパードンキーコング2（1995年）               | ○    | スーパーファミコン          | 41時間30分 |
| 164 | スーパードンキーコング2（1995年）               | ○    | スーパーファミコン          | 41時間30分 |
| SP  | ロックマン2 Dr.ワイリーの謎（1988年）           | ○    | Wii U・バーチャルコンソール | 1時間20分  |
| SP  | スーパーマリオブラザーズ（1985年）              | ○    | ファミリーコンピュータ      | 2時間      |
| 165 | ドラゴンボールZ 超武闘伝（1993年）              | ×    | スーパーファミコン          | 7時間      |
| 166 | 闇の仕事人 KAGE（1990年）                       | ○    | ファミリーコンピュータ      | 13時間15分 |
| 167 | スカイキッド（1986年）                          | ×    | ファミリーコンピュータ      | 14時間     |
| SP  | マリオとワリオ（1993年）                        | ×    | スーパーファミコン          | 14時間30分 |
| 168 | 幽☆遊☆白書 魔強統一戦（1994年）                 | ×    | メガドライブ                | 6時間      |
| 169 | ニトロパンクス マイトヘッズ（1993年）           | ×    | スーパーファミコン          | 13時間45分 |
| 170 | アイギーナの予言（1986年）                      | ○    | ファミリーコンピュータ      | 26時間     |
| 171 | アイギーナの予言（1986年）                      | ○    | ファミリーコンピュータ      | 26時間     |
| 172 | 挑戦ソフトなし                                  | －   | －                          | －         |
| 173 | 美味しんぼ 究極のメニュー三本勝負（1989年）     | ○    | ファミリーコンピュータ      | 6時間30分  |
| 174 | うっでいぽこ（1987年）                          | ○    | ファミリーコンピュータ      | 10時間30分 |
| 175 | ノスフェラトゥ（1994年）                        | ×    | スーパーファミコン          | 24時間     |
| 176 | ノスフェラトゥ（1994年）                        | ×    | スーパーファミコン          | 24時間     |

157. ミッキーのマジカルアドベンチャー
番組初のディズニーゲームに挑戦。難易度の高いステージやボスに四苦八苦しながらも、コスチュームを切り替えて次々と突破。ラスボスに苦戦するも無事撃破し、日中のうちにクリア。第17シーズンとディズニーゲームは共に白星スタートとなった。
158. ファミリートレーナー ジョギングレース
収録当日が東京マラソンの日なので挑戦。1機消滅で即ゲームオーバーという難易度に第1区間で苦戦。AD松井のナビでアイテムを確実に捕っていく方法ですすめる。10面でゲームオーバーになった事からカメラ阿部、元AD片山、AD松井、前AP中山といったスタッフ総出のリレースタイルで戻しを行ったが、またもゲームオーバーになる。失敗の後、有野、AD松井、AD片山、前AP中山で進めていき、残り3kmで1回失敗したら、交代するというスタイルで進めて無事にクリアを果たしたが、ゴールしたのが片山という微妙な結果になった。
159. トム・ソーヤーの冒険
いかだでミシシッピ川を下るステージ1で足止めとなり早くも説明書を確認するはめに。プレイ再開後は順調に進むがステージ4で再び足止め。苦戦しつつもAD松井の手作り紙芝居でストーリーを確認し、攻略ヒントを得てなんとか全6ステージをクリア。序盤で説明書を確認した際、夢オチのエンディング画面が描かれたページを見ており「午前中にエンディングを見てたんですよね」と最後に告白した。
160. 超惑星戦記 メタファイト
以前にDVD「THEゲームメーカー SUNSOFT編」で観れていて、ニンテンドー特別版でプレイした『メタファイトEX』の前作に挑戦。広大なエリアや基地に迷いながらもAD松井作成のマップを参考に進んでいく。しかし、難易度の高いボスに大苦戦。AD松井にアドバイスを貰いながらも進んでいくが、ステージ7のボスでゲームオーバーになり時間切れで挑戦失敗。
161. ベスト競馬 ダービースタリオン
GIレース全制覇を目標に進めていくが、全競走馬が引退、予後不良、資金不足などの理由で、目標を「日本ダービー制覇」に変更する。良血馬2頭で出走できるチャンスにまで漕ぎつけるも、有野の重賞レースの登録ミスで、菅Pから「ゲームは遊びじゃないんですよ!」と注意を受ける。さらに、1頭が調教ミスにより骨折し、更には最低Eランクの騎手おがわを使用したため挑戦は失敗。AD松井が丸2日がかりで、G1すべて獲った状態でエンディングを出した。後に武道館のイベントにて再度おがわを使用して再挑戦している。
162. スーパードンキーコング2
発売当初に「カスカスになるまで」やり込んでいたソフトということで、夕方までにはクリアすると自信満々に宣言しつつ挑戦開始。序盤こそ順調に進んでいたが、次々と登場する難解な仕掛け（特にワールド3-3）に大苦戦し、ワールド4-2をクリアしたところで時間切れとなり次回に持ち越し。
163. スーパードンキーコング2
「2日かけてクリアできないのはあり得ない」とダメ出しされつつ、ワールド4-3から再開。相変わらず難易度の高いステージやボスに苦戦し続けるが、AD松井のサポートもあって順調にクリアしていき、ワールド6-1までたどり着く。しかし、6-1をプレイ中に突然モニターが故障してしまう事件が発生。復旧作業も効かず続行不可能という判断となり3日目に持ち越し。同時に番組初の3日またぎとなった。
SP. ロックマン2 Dr.ワイリーの謎（2回目）
ファミコン生誕30周年記念。Wii Uの機能「Miiverse」にて視聴者からのヒントを得ながら、かつてクリア出来なかったワイリー戦について、ボスラッシュ以降を攻略することに挑戦した。番組後半では歴代ADのMiiで「まるごとバックアップ保存」をしたデータでコンティニューをしながらプレイしたが、ワイリーが変身したエイリアンに苦戦し続け、放送時間切れとなってしまった。その後の延長戦において唯一通用するバブルリードが2段攻撃が出来る事に気付き、エイリアンを撃破しクリア。
164. スーパードンキーコング2
ワールド6-1から再開。6-3や6-6、7-1でミスを連発しながらも少しずつ進んでいき、ラスボスのキャプテンクルール戦に到達。連戦連敗の末にクリアしスタッフロールを見ることができたが、真のエンディングを見るにはロストワールドの攻略が必要だと知らされ、攻略を続行することに。クレムコインを最大まで貯める裏技を使って挑んだ。キャプテンクルールとの再戦も苦戦の末にクリアし、真のエンディングを見ることが出来た。挑戦時間は41時間と過去最高であった。
SP2. スーパーマリオブラザーズ（本番）
フジテレビワンツーネクスト開局15周年記念「ゲームセンターCX 有野、地上波で生挑戦やるってよスペシャル」と題し、番組史上初の地上波（関東ローカル）にて生放送・生挑戦を敢行した。放送時間が限られているため、ワープや無限増殖ワザを用いて効率的なクリアを目指した。最終面の攻略中に放送時間切れとなってしまったが、その後の延長戦でクリアを達成した。なお、延長戦はテレビでは放送していない（武道館で挑戦）。『ロックマン2』から数え、1日の放送で全3連勝を達成した。
165. ドラゴンボールZ 超武闘伝
難易度「ふつう」にて7時間掛けて全ステージをクリアし、エンディングを見ることができたが、真のエンディングを見るためには、難易度「きびしい」以上かつ原作通りの組み合わせでクリアしなければならないことが知らされる。難易度「きびしい」で再挑戦に向かうも、2人目の敵・ベジータすら超えることが出来ず挫折。一応のエンディングは出していることから、判定はスタッフとの5番勝負に委ねられたが、カメラ阿部に勝ち、歴代AD4人に負け、1勝4敗で挑戦失敗となった。きびしいモードで原作通りの対戦をして、真のエンディングは、AD松井の手で出した。
166. 闇の仕事人 KAGE
第15シーズンの『ストライダー飛竜』以来の忍者ゲームに挑戦。かつて挑戦していた『忍者龍剣伝』に似ていると発言するも、ゲームオーバーで「NATSUME（ナツメ）」を何度も言いまわす。挑戦の途中に10周年記念プロジェクトの記者会見の会場に向かった。記者会見での不甲斐無いコメントを払拭するべくラスボス戦では時間切れ目前でクリア。ADの助けなく挑戦を成功させた。説明書を見る場面で、老眼鏡を初めて掛けて見る場面があった。
167. スカイキッド
第15シーズン最終回の『グラディウス』以来から1年半振りのシューティングゲームに挑戦。ファミコンのコントローラーの構造上コンティニューコマンドの入力が難しく、AD松井はロケハンでコンティニューミスで何度も失敗し、有野も何度も失敗した。ステージ21で苦戦しAD松井との協力プレイを行うも失敗に終わり、時間切れで挑戦は失敗となった。
SP. マリオとワリオ
挑戦初のスーパーファミコンマウス専用ソフト。LEVEL1から順調に進んでいくものの、コンテニューが通用しないLEVEL9・10に大苦戦。AD松井が残機25機増やしてLEVEL10に挑むも10-9で時間切れで挑戦は失敗となった。ロケ終了後AD松井がプレイし、エンディングを出した。
168. 幽☆遊☆白書 魔強統一戦
真のエンディングを目指すために難易度「スーパー」にて6時間掛けて、キャラを変えながら最終的に幻海を使って11人抜きをクリアしたが20回以上コンティニューしたため「不屈」のバッドエンディングで真のエンディングではなかった。そこでAD松井からの提案により、松井（戸愚呂兄）、東島（戸愚呂弟）、井上（浦飯）との4人同時対戦に委ねられた、全員が2勝で並んだ最終戦AD松井が優勝、挑戦失敗となった。真のエンディング「最強」は、AD松井が出した。
169. ニトロパンクス マイトヘッズ
髪型を変えるという斬新なゲームシステムを楽しむが、コンティニュー制限があり苦戦。無限コンティニューの裏技を解禁し、順調に進むが、チリソース地帯で足止めを食らい、ステージ14で時間切れ終了となり、第6シーズン以来となる4連敗を喫することになった。エンディングは、AD松井が出した。
170. アイギーナの予言
『カケフ君』でお馴染みのビック東海のソフトに挑戦。難解な謎解きに苦戦しながらも、ステージを進めるために必要なオーラパーツを集めていく。しかしアクションに大苦戦し、5-4で時間切れ終了。課長が面白いソフトと言ったため、2日目に持ち越しとなった。
171. アイギーナの予言
1日目と同じく、謎解きとアクションに苦戦しながらもステージを進めていく。最終面直前の6-18で言葉巧みな悪魔によって進行状況が全てリセットされてスタート地点に戻されたが、パスワードにより6-1から再開。その後は騙されることもなく、最終ステージでは、ジャンプで謎を解きクリア。4か月ぶりの挑戦成功となった。
172. 武道館ドキュメント
2013年11月に行われた武道館イベントのドキュメント。挑戦ソフトなしにされたのは4年ぶり。
173. 美味しんぼ 究極のメニュー三本勝負
挑戦初のグルメゲーム挑戦。前半を中心に理不尽な選択肢でのゲームオーバーに悩まされるも、いわゆるコマンド総当たり式のアドベンチャーのため6時間半でクリア。2014年を白星スタートで飾り、第17シーズンの勝ち越しが決まった。早くクリアしたうえに、途中からゲームオーバーのシーンを楽しんでいたため、ゲームオーバーの選択肢をすべて出したところで終了した。
174. うっでいぽこ
第11シーズンの『レイラ』以来のデービーソフトのゲームに挑戦。難解なゲーム内容にステージ1だけで長時間 足止めを食らうが、その後は順調にステージをクリアしていく。ラスボスに苦戦するが、やられたその場から再開できるため、何度もやりなおして撃破。ゲームの仕様上、途中何度も待ち時間があり、その度にAD松井と紙相撲で遊んでいた。
175. ノスフェラトゥ
第2シーズンの『プリンス・オブ・ペルシャ』と似たリアルな動きに課長も、開始わずかで「前後編」を予感。高い難易度に何度もゲームオーバーとなりステージセレクトを解禁。それでもステージ3に7時間を要し、ステージ4をクリアしたところで次回に持ち越し。
176. ノスフェラトゥ
1日目と同じく、難易度の高いステージに苦戦しながらも進めていく。サポートになる前の新人AD矢内がAD松井とボス攻略の実演。ラスボス・ノフェラトゥを死闘の末に撃破しクリア。しかし、非常に稀なバッドエンディングを出してしまう結末だった。その後、グッドエンディングはAD松井が出した。

## 第18シーズン（2014年4月10日 - 2015年3月5日）
サポートスタッフ：松井・矢内・片山・第195回のみ大須賀 19本挑戦（14勝5敗）
| 回  | ゲーム                                        | 結果 | ハード                 | 時間       |
| --- | --------------------------------------------- | ---- | ---------------------- | ---------- |
| 177 | 竜の子ファイター（1989年）                    | ○    | PCエンジン             | 13時間15分 |
| 178 | ロックマンX（1993年）                         | ○    | スーパーファミコン     | 22時間30分 |
| 179 | ロックマンX（1993年）                         | ○    | スーパーファミコン     | 22時間30分 |
| 180 | 殺意の階層 ソフトハウス連続殺人事件（1988年） | ×    | ファミリーコンピュータ | 9時間30分  |
| 181 | ガンスターヒーローズ（1993年）                | ○    | メガドライブ           | 10時間     |
| 182 | ケルナグール（1989年）                        | ○    | ファミリーコンピュータ | 12時間     |
| 183 | 超ゴジラ（1993年）                            | ○    | スーパーファミコン     | 5時間      |
| 184 | スーパーマリオランド（1989年）                | ○    | ゲームボーイ           | 6時間      |
| 185 | ファミリージョッキー（1987年）                | ○    | ファミリーコンピュータ | 12時間     |
| 186 | ファミリージョッキー（1987年）                | ○    | ファミリーコンピュータ | 12時間     |
| 187 | シャドー・ダンサー（1990年）                  | ○    | メガドライブ           | 11時間30分 |
| 188 | 平成天才バカボン（1991年）                    | ○    | ファミリーコンピュータ | 12時間30分 |
| 189 | マジックソード（1992年）                      | ○    | スーパーファミコン     | 10時間     |
| 190 | Dの食卓（1995年）                             | ○    | セガサターン           | 5時間30分  |
| 191 | クレイジー・クライマー（1986年）              | ×    | ファミリーコンピュータ | 13時間30分 |
| 192 | 超絶倫人ベラボーマン（1990年）                | ×    | PCエンジン             | 13時間     |
| 193 | R-TYPE I・II（1988年）                        | ○    | PCエンジン             | 5時間      |
| 193 | R-TYPE I・II（1988年）                        | ×    | PCエンジン             | 8時間15分  |
| 194 | 伝説の騎士エルロンド（1988年）                | ○    | ファミリーコンピュータ | 4時間50分  |
| 195 | 戦場の狼（1986年）                            | ○    | ファミリーコンピュータ | 11時間30分 |
| 196 | 謎の村雨城（1986年）                          | ×    | ディスクシステム       | 13時間30分 |

177. 竜の子ファイター
第16シーズンの『カットビ!宅配くん』以来となる、およそ2年ぶりのPCエンジンソフトに挑戦。コンティニューを駆使して進んでいくも、狭い足場や連続ジャンプ地帯などの難所やステージ最後の理不尽な強制送還に苦戦するも、粘り強くプレイを続け、ラスボスを一発撃破。第18シーズン初回を白星で飾った。
178. ロックマンX
およそ3年ぶりとなるロックマンシリーズに挑戦。E缶の無いシステム（その代わり回復エネルギーを貯めることができるサブタンクが登場している）に驚きながらも、お得意の地道な作業でエネルギーを溜めながら快調に進む。特に大きく行き詰まる事もなく、全8体のボスキャラを撃破。ラスボス・シグマのステージに突入する前に終了し、次回に持ち越しとなった。
179. ロックマンX
初日は2番目のシグマステージをクリアしたところで、時間切れとなり2日目に持ち越された。難易度の高いシグマステージに苦戦しつつも、お得意のエネルギー貯めの地道な作業で進んでいく。ラスボス・シグマに連敗するも、人事異動でいなくなった松井（有野曰く『VS嵐』に異動）に代わり新AD・矢内のサポートによりエネルギータンクやパーツ（ヘッドパーツは未回収）を集め、ラスボスを撃破。クリア時間22時間30分はロックマンシリーズ最長となった。
180. 殺意の階層 ソフトハウス連続殺人事件
久方ぶりの推理アドベンチャーに挑戦。時折ミスを犯しながらも無事に真相にたどり着いたが、選択肢を誤った結果主人公が事件の黒幕に殺されるというバッドエンディングを迎えてしまい、推理ゲーム初の挑戦失敗となった。挑戦終了後、スタッフがグッドエンディングを出した。
181. ガンスターヒーローズ
3回目となるトレジャー開発のソフトに挑戦。個性的な敵キャラや豊富な攻撃手段に驚きつつステージを進めていく。時に何度もゲームオーバーとなってしまうが、無限コンティニューもあってか快調に進む。持ち前の粘り強さで装備を変えたり何度も繰り返しプレイし、ラスボスは思いの外、あっさりと撃破。なお、今回から9代目AD・片山が（仮免）ディレクターとして番組に復帰した。
182. ケルナグール
寺を巡り様々な技を習得していき、すべての城の拳士を撃破しパスワードを集めエンディングを見ることに成功。その後、有野が気になった離れ小島の看板（実際はただのジョーク看板）を見るため、AD矢内がロケハンで使ったレベル999のデータを使い様々な場所を散策し、隠しキャラのタオタイラーと対決するもあっさりと敗れた（ゲーム自体はクリアしているので成功扱い）。
183. 超ゴジラ
ハリウッド映画化記念に初のゴジラゲームに挑戦。マップでの敵やアイテム探し、敵との独特な戦闘方法に戸惑うものの、地道な繰り返しプレイや小ダメージのコツコツ攻撃などを駆使して進んでいく。ラスボスに派手な必殺技で勝利したかったものの、地味な攻撃で倒してしまい、攻略したにもかかわらず課長には悔しい結果に終わった（その後、AD矢内がプレイして必殺技での勝利を見せた）。
184. スーパーマリオランド
初のゲームボーイ用ソフトの挑戦。お馴染みマリオシリーズとあり、独特の操作感に戸惑いながらも序盤は快調に進む。難易度の上がったワールド3で何度もゲームオーバーとなり躓くも、繰り返しのプレイで残機をためながら進んでいく。ラスボスで何度かやられたものの6時間での挑戦成功となった。なお、構成作家の岐部が台本を書き忘れており、岐部は有野からの催促の電話でウソをつき、ゲームのネタバラしまでやらかし、結局台本が届いたのはクリア後となった。なお、この台本はゲームソフトと共に視聴者プレゼントとなった。
185. ファミリージョッキー
CPの前を陣取って押してもらう「押させ作戦」とアイテム、6頭中4位までに入ればステージが進むというシステムで序盤は快調。しかし全16レースをコンティニュー無しで完走というシビアさと、障害物レースでのジャンプに苦戦し何度もゲームオーバーになる。その後、最終目標であるGIレースに挑むには獲得賞金のノルマが必要という事実を知り意気消沈。AD矢内からジョイカードを手渡されるも、スタミナ消費が激しいため使用を断念し次回持ち越し。
186. ファミリージョッキー
1度ゲームオーバーになった所でAD矢内が2人プレイを提案。CPが1頭減り、更に矢内のアシストが入るメリットがあるはずだったが息が合わず断念。その後、有野1人で挑戦続行となったが矢内が声掛け作戦に入る。これが功を奏し一度は攻略したものの、GI制覇による真のエンディングではなかった。しかし有野がGIでのエンディングを目指す事にしたため続行。押させ作戦とアイテム、矢内の声掛けもあってGI（皐月賞）を1位でゴールし完全攻略を果たした。
187. シャドー・ダンサー
相棒である忍犬大和の操作方法や必殺技である忍術を最初に使ってしまっていることになかなか気付かずゲームスタート。気分転換でAD矢内の戻し作業の間にデスクである田辺の飼い犬の散歩に行く課長。大量に出現する敵、コンティニュー3回で5ラウンドクリアしなければならない厳しい条件に大苦戦するが11時間30分でクリア。最後は大和のような白い犬がいないため、AD松村の白いヒザと勝利を分かち合った。
188. 平成天才バカボン
難易度の高いステージ、独特な操作方法、厳しい時間制限に苦しめられる。疲労困憊の課長を見かねてAD矢内が戻しプレイを提案。挑戦失敗のタイムリミットが迫る中、ギリギリの12時間30分でクリア。あまりにボタンを強く押しすぎたためか、課長の親指が変色する事態に、有野は、この痛さに一言「あ〜レトロゲームか〜」。
189. マジックソード
コンティニュー3回で50面をクリアするという条件で挑むも、序盤でゲームオーバーとなる。ステージセレクトを利用した「みなしルール」を適用するが、途中からは再開ポイントが33面以降はないため、33面から何度もやり直す。7時間で最終面に到達したがラスボスに連敗、繰り返しのプレイの末、撃破し最後の2択も正解を選択。グッドエンディングを出した。なお、バッドエンディングはスタッフが出した。
190. Dの食卓
誕生20周年を記念して通常放送では初のセガサターンソフトに挑戦。過去にプレイしたことがあると言いプレイを開始。詰まることもなくスムーズに進むも、2時間という制限時間で1度ゲームオーバーになる。再挑戦するもバッドエンドを迎え、AD矢内の助言もあり3度目の挑戦でクリアした。
191. クレイジー・クライマー
ノーマルパターン内の隠し部屋にあるメダルを取り、それによって出現するスペシャルパターンをクリアしなければエンディングを見られないため、AD矢内が3日かけて作成したビルの模型を見ながら進める。ノーマルパターンは比較的スムーズにクリアしたが、想像を絶するスペシャルパターンの難しさに大苦戦。疲労困憊の課長を見かねてAD矢内が戻しプレイを担当するが、時間制限により挑戦失敗。その後矢内が挑戦を引き継ぎ4時間かけてエンディングを見せた。
192. 超絶倫人ベラボーマン
ディレクターを担当するはずだった井上が不在のまま挑戦（詳細は同放送分の公式ブログ参照）。5機で22面クリアという厳しい条件に、AD矢内が作成した福引ガチャガチャを導入。無限コンティニューを引き当てるが、シューティングゾーンで足止めを食らい大苦戦。その場からコンティニュー出来る裏技まで使用するが、時間制限により挑戦失敗。2戦連続のギブアップとなり、2015年は黒星スタートとなった。エンディングは寝坊で遅刻した井上Dが「新人AD」として矢内の助けを借り、6時間かけて出現させた。
193. R-TYPE I・II
課長が苦手とするシューティングゲームということで苦戦が予想されたが序盤はスムーズにクリア。途中でクレジットが増える裏技を導入し、R-TYPE I（前半4面）は5時間でクリアしたが、R-TYPE II（後半4面）の想像を絶する難易度に大苦戦。AD矢内が用意した最強装備のコードを使用しSTAGE5を担当。STAGE6は矢内のアドバイスに基づいてプレイするが時間制限により挑戦失敗、無念のギブアップとなった。エンディングは矢内が出現させた。
194. 伝説の騎士エルロンド
正午過ぎから収録開始。AD矢内が別番組の収録により不在という中でスタート。開始前に井上Dより「あまりゲームをしたことのない女性スタッフが6時間でクリアした」と聞き、有野のゲーマー魂に火がつく。説明のない展開に戸惑いながらも順調に進めていき、ラスボスへ。苦戦したが、女性スタッフへの対抗心に燃え、執念の撃破。女性スタッフより早い、4時間50分でクリアした。
195. 戦場の狼
序盤から敵の猛攻に大苦戦し、ステージ2で手の痛みを感じ始める。代理助っ人AD大須賀（矢内は再び不在）からジョイカードを渡され、ステージ2は突破したが、さらに難化したステージ3、4と進むにつれ、長時間のプレイが仇となり手の痛みは限界寸前に。それでも決して諦めず、AD大須賀のサポートやアイテム、ジョイカードの連射機能をさらに強くしたことにも助けられ、クリアした。なお、最後に有野の43歳の誕生日を祝い、スタッフからプレゼントが贈られた。
196. 謎の村雨城
序盤から苦戦を強いられる有野に2回ぶりにサポートADとして登場した矢内が問題を出す「なぞなぞの村雨城」にてアドバイスやジョイカードの支給を受けるも、ステージ4のボスにて時間切れ。エンディングは矢内が6時間で出し、18シーズン最後の挑戦は失敗に終わった。番組エンディングにて菅Pから次シーズンの要望を聞かれた有野は「（SFCから見た）次世代機をやってもいいじゃないですかねと思う。（菅Pが解禁ってことでよろしいですか?）はいよろしいです」と答え、19シーズンよりPlayStation、セガサターン、3DOのソフトが解禁が決定となった。

## 第19シーズン（2015年4月9日 - 2016年3月24日）
サポートスタッフ：矢内・第200回・208回から大須賀・第205〜208回は三浦 18本挑戦（14勝4敗）
今シーズンよりPlayStation、セガサターン、3DOのソフトが解禁となった。
| 回  | ゲーム                                          | 結果 | ハード                 | 時間       |
| --- | ----------------------------------------------- | ---- | ---------------------- | ---------- |
| 197 | I.Q Intelligent Qube（1997年）                  | ○    | PlayStation            | 15時間30分 |
| 198 | I.Q Intelligent Qube（1997年）                  | ○    | PlayStation            | 15時間30分 |
| 199 | QUIZなないろDREAMS 虹色町の奇跡（1997年）       | ×    | PlayStation            | 8時間      |
| 200 | 全日本プロレス（1993年）                        | ○    | スーパーファミコン     | 5時間      |
| 201 | ダブルドラゴン 双截龍（1988年）                 | ○    | ファミリーコンピュータ | 14時間10分 |
| 202 | 忍者くん 阿修羅ノ章（1988年）                   | ○    | ファミリーコンピュータ | 13時間30分 |
| 203 | 忍者くん 阿修羅ノ章（1988年）                   | ○    | ファミリーコンピュータ | 13時間30分 |
| SP  | イシターの復活（1986年）                        | ×    | PlayStation            | 13時間45分 |
| 204 | 山村美紗サスペンス 京都龍の寺殺人事件（1987年） | ○    | ファミリーコンピュータ | 10時間30分 |
| 205 | モグラ〜ニャ（1996年）                          | ×    | ゲームボーイ           | 13時間45分 |
| 206 | 闘いの挽歌（1986年）                            | ○    | ファミリーコンピュータ | 4時間42分  |
| 207 | ESWAT（1990年）                                 | ○    | メガドライブ           | 12時間     |
| 208 | 改造町人シュビビンマン（1989年）                | ○    | PCエンジン             | 8時間      |
| 209 | リンクの冒険（1987年）                          | △    | ディスクシステム       | 26時間     |
| 210 | リンクの冒険（1987年）                          | △    | ディスクシステム       | 26時間     |
| SP  | スーパーマリオメーカー（2015年）                | ○    | Wii U                  | 2時間      |
| SP  | リンクの冒険（1987年）                          | ○    | ディスクシステム       | 15分       |
| 211 | タイトーチェイスH.Q.（1990年）                  | ○    | PCエンジン             | 13時間15分 |
| 212 | オリビアのミステリー（1994年）                  | ○    | スーパーファミコン     | 9時間30分  |
| 213 | THE 功夫（1987年）                              | ○    | PCエンジン             | 6時間      |
| 214 | 夢ペンギン物語（1991年）                        | ○    | ファミリーコンピュータ | 1時間35分  |
| 215 | セクロス（1986年）                              | ×    | ファミリーコンピュータ | 13時間25分 |
| 216 | スーパーマリオランド2 6つの金貨（1992年）       | ○    | ゲームボーイ           | 13時間40分 |

197. I.Q Intelligent Qube
有野が「友達がいない頃にやり込んだ」と語ったプレイ経験のあるソフトながらも例によって当時のプレイ感覚を忘れた状態で進行。途中、AD矢内が頭の回転を良くする効果のあるというピーナッツやチョコレートの差し入れをしたり、ストレッチや激励の効果もあってか、キューブ斜め抜けのテクニックを披露したり、キューブを消さずやり過ごすというゴリ押しでステージ5をクリアしたところで次回に持ち越し。
198. I.Q Intelligent Qube
ステージ7で足止めとなったところ、AD矢内が画面の撮影やキューブに見立てた模型で作戦を立てることを提案したり、有野の横で指示を出すなどのサポートをするも、撮影に使用するPSが動作不良を起こして続行困難となったため2日目に持ち越し。自前PSPでの練習や、模型による作戦立て、進路を確保してやり過ごすなどのプレイでファイナルステージをクリア。第19シーズンは白星スタートとなった。しかし、直後に最低難易度のレベル0であったことが判明。レベル1以上で見られるエンディングムービーは矢内が披露した。
199. QUIZなないろDREAMS 虹色町の奇跡
メモリーカードなしで挑戦。クレジットが10回のみと厳しく、また復活も度々失敗したため、AD矢内と大須賀・カメラ阿部・元AD江本・中山・松井をサポートに加え進めていく。しばらくプレイした後、本命と水着イベント目当てでめぐみを、さらに水着イベントだけを目当てで真由美を狙い攻略していく。しかし下心が裏目に出て、ラスボス撃破後の告白イベントでめぐみにフラれた。めぐみとのグッドエンディングは、挑戦後に矢内が出した。
200. 全日本プロレス
様々なキャラクターを試し、技が派手という理由で小橋健太を選択するものの、ルール等が良く分からないままゲームを進行。大技に拘ったり、場外からの復帰をせずに負けてしまうシーンがあったものの、すぐに慣れ連勝を重ねる。途中三沢光晴に手こずるもコンティニューに助けられ、結果的には5時間という早い時間でクリア。挑戦が早く終わってしまったため、AD矢内・D高橋・D井上のスタッフ3人と挑戦成功を賭けた3番勝負を決行（司会はAD大須賀）。先鋒のAD矢内（スタン・ハンセン）には操作ミスで負けたものの、中堅のD高橋（三沢光晴）・大将のD井上（ラッシャー木村）に勝ち、挑戦成功となった。
201. ダブルドラゴン 双截龍
コンティニュー無しの厳しいルールで、ステージ3で大ブレーキ。何とか最終ステージまでたどり着くも時間切れ。その夏の『お台場夢大陸』のイベントで挑むソフトの候補とされた。別日の放送で実際に再挑戦し、リベンジに成功した模様が報告された。なお、この回は珍しくパーマをあてて出演。パーマがきつく有野自身、納得がいかなかったのか収録中盤で念入りに髪をセット。最初から収録し直したいと大いにぼやいた。
202. 忍者くん 阿修羅ノ章
全31シーン（ステージ）構成。途中3の倍数のシーンをクリアするごとに手に入る武器を取らなかったことから一度最初からやり直しをした。大量の敵と高い操作テクニックを要するソフトに苦戦するが、クリアを重ねてシーン19をクリアしたところで次回に持ち越し。なお、収録日以前に有野が足の小指を骨折しており、折れた箇所を包帯で巻いて挑戦を収録している。
203. 忍者くん 阿修羅ノ章
シーン19以降からは順調にクリアするが、マップ構成が複雑なシーン30とラスボス・アシュラがいるシーン31で何度もゲームオーバーをしてしまう。それでも時間切れ前のラストプレイでアシュラを倒し挑戦成功した。
SP.   イシターの復活
復刻版の「ナムコミュージアム VOL.4」で挑戦。カイとギルの2人を同時に操作しなければいけないことに終始手こずる。ROOM36でコンティニューミスがあったが、その後は矢内との協力で順調に進む。しかし多数の分岐によるワープにも苦しまれ、難関のROOM121で足止めを食らい、時間切れ。挑戦は失敗となった。クリア後のエンディングはAD矢内が出した。
204. 山村美紗サスペンス 京都龍の寺殺人事件
山村紅葉に許可を得て挑戦。前半にパスワードを取り忘れ、最初からやり直しになるハプニングがおきたが、最終的には攻略。しかし最後は「狩矢警部においしいところを持っていかれた」様な幕引きに、有野は納得いかなかった模様。
205. モグラ〜ニャ
全231面という挑戦史上最大面数の挑戦。時折頭を悩ませることはあったものの、「パズル課長」の異名を裏付けるように閃きを見せ、順調に進んでいく。しかし、あまりにも多い面数のせいで時間がかかり、全8ステージ中5ステージをクリアしたところで時間切れによりギブアップ。しかし、有野はこのゲームが相当お気に入りだったようである。なお、この回で新人ADの三浦が初登場し、有野にほぼ答え同然のヒントを与えた。AD矢内が5時間半でエンディングを出した。
206. 闘いの挽歌
ロケハン情報では早く終わるという情報、 晩ごはん前にクリアが可能なゲームと、大いにプレッシャーをかけられながらゲームスタート。序盤は苦戦するが、AD矢内の手ほどきと説明書に載っていたコンティニューを駆使して、途中からは順調に進める。STAGE6で恒例のコンティニューミスを犯すものの、最終的には挑戦史上3番目に早いタイムで攻略した。
207. ESWAT
#201以来のパーマ失敗課長状態でスタート。途中からEASYモードで挑戦するも、骨太のアクションということで大苦戦。ゲームバグにハマり強引に進める有野に、矢内に「バグ狙うのやめてもらっていいですか?」と注意が入る。メガドライブを2台併用しての戻し作業や、矢内・三浦のダブルADらによる総力サポートを受け、無事攻略した。
208. 改造町人シュビビンマン
18日以内にクリアしなければいけないルールだが、間に合わず何度も最初からプレイし直すハメに。本作のサポートをもって番組を卒業するAD矢内と2人同時プレイを敢行するも、クリアにはいたらなかった。最後は有野ひとりでエンディングを出した。
209. リンクの冒険
#109,#110のゼルダの伝説 時のオカリナ以来となる5年ぶり3回目となるゼルダの伝説シリーズの挑戦。挑戦前から「一日では無理ですね」発言が出るものの、地道なレベル上げの作業によりリンクを強化していく。神の神殿のボス・レボナックを倒したところで時間切れ。AD大須賀から持ち帰って2日目までにリンクのレベル上げをするように言われて1日目は終了した。
210. リンクの冒険
有野の自宅でリンクのレベルを7まで上げて挑戦再開。レベル上げの甲斐もあって足止めされつつもAD大須賀からヒントをもらいながら進んで行く。三つ目岩の神殿と最後の神殿デスバレーの大神殿はAD大須賀お手製マップを駆使して進んだものの、デスバレーの大神殿のボス・ボルバ突破ならず時間切れ。年越し特番で再挑戦となった。
SP. スーパーマリオメーカー
「特別編」での『スーパーマリオメーカー』挑戦中に発表。事前に一般視聴者から公募したコースを12個のテーマに沿って決められた10コースの中から1つを選択して挑戦した。クリアするとマリオに扮した元AD松井が階段を一段ずつ登っていく演出があった。途中で何度か難易度の高いコースに苦戦しチェンジを行ったが無事に全テーマをクリアし挑戦成功。しかし放送終了直前のクリアだったため予定していた手書きエンドロールが披露できなかった。そのエンドロールは生放送終了後の反省会で流したが、読み取れないほど高速だったため有野が「この早さやったら（放送時間内に）入ったんじゃないの」と突っ込んだ。挑戦したテーマと詳細は「ゲームセンターCXの放送内容#ゲームセンターCX スーパーマリオメーカーに生挑戦スペシャル 有野 VS 10000人のクリエイター（2015年12月12日）」を参照。
SP.  リンクの冒険
収録が編集なしで放送される完パケ状態で臨む挑戦。前回倒せなかったデスバレーの大神殿のボス・ボルバ攻略を目指す。放送時間が15分と時間がないため年越しカウントダウン中もボルバ攻略に費やし、放送時間残り3分でボルバ撃破。さらに真のラスボスを放送終了25秒前に撃破しエンディングを迎えたものの、エンディング途中で放送終了。次回の放送でエンディングを公開した。
211. タイトーチェイスH.Q.
年末スペシャルの放送終了後の様子とエンディングを最初に放送した。時間内に逃走車を追跡し、体当たりでダメージを与えて捕まえるシステム。テクニックを必要とし3回とコンティニューが少なく、何度も戻し作業を求められた。13時間かけてエンディングを出すが、真のエンディングにはゲームオーバーせずに2周クリア後に出る隠しステージをクリアしなけらばならなく、AD大須賀が通常ステージ、有野が隠しステージの挑戦になった。ゲームオーバーできない状況の中、真のエンディングも出し、2016年は白星スタートとなった。また、攻略のヒントを伝える際はゲームに即し、無線で伝える形式がとられた。
212. オリビアのミステリー
タイトルから推理ゲームだと勘違いしたままスタート（実際はジグソーパズルゲーム）。パズルを完成させる間も絵が動くうえに、似たようなピースが多いため、ピースが細かくなる後半になるほど大苦戦する。スタッフ総動員でヒントやアドバイスを出し合い、なんとかクリアしたが、グッドエンディングには2時間以内のクリアが必要であり、出てきたのはバッドエンディングであった。
213. THE功夫
進みながらパンチとキックで敵を倒すアクションゲーム。敵の多さとボスに苦戦するもD井上とD高橋の実際の動きを交えた攻略法の甲斐もあり挑戦に成功した。なお、この収録の時にフランスのTV局が情報番組の撮影でスタジオを訪ねていた。
214. 夢ペンギン物語
第15シーズンの『グラディウス』以来のコナミのゲームに挑戦。「食べ物のアイテムをとると太ってしまう」「ノルマまで痩せなければステージクリアできない」という独自のシステムや、苦手なシューティング面に苦しむ。しかし、AD大須賀も想定外と言うほどの順調なプレイを見せ、1時間35分というクリア最短記録を更新した。
215. セクロス
クレイジー・クライマー以来2度目の日本物産（通称：ニチブツ）ソフト。最速クリアした前回から一転して「骨太のファミコンソフト」「これは無理じゃないの?」と有野が失笑してしまう難易度に苦戦。凡ミスも何度かありながらも最終ステージに到達。疲労が蓄積した有野に代わってAD大須賀が戻し作業担当、更に最終ステージのナビゲートもするも上手くいかず、最終的には大須賀も疲労から戻し作業に精彩を欠き、時間切れ。その後、スタッフから有野に挑戦失敗を認めさせる代わりに使用するとエンディングが見られなくなる裏技のコンティニューを使ってのプレイを許可して再開。60機以上費やすもゲームクリアは達成。エンディングは後日AD大須賀が出した。
216. スーパーマリオランド2 6つの金貨
特に苦戦することなく4つのゾーンをクリアするが、スペースゾーンの最終ステージに苦戦し、ボス・タタンガに敗れたことでゲームオーバーとなりそれまで集めた金貨を没収されてしまう。その後はカジノで残機を貯めつつ6つのゾーンを攻略する。最終ゾーンでは数々の仕掛けやラスボス・ワリオに苦戦を強いられるも、再度カジノで残機を貯めつつ根気良くプレイし続け13時間40分の末に攻略し、第19シーズンを白星で飾った。

## 第20シーズン（2016年4月21日 - 2017年3月16日）
サポートスタッフ：大須賀、三浦、第221回から渡 17本挑戦（15勝2敗1持ち越し）
| 回  | ゲーム                                      | 結果 | ハード                 | 時間       |
| --- | ------------------------------------------- | ---- | ---------------------- | ---------- |
| 217 | サルゲッチュ（1999年）                      | ○    | PlayStation            | 12時間     |
| 218 | サルゲッチュ（1999年）                      | ○    | PlayStation            | 12時間     |
| 219 | アルゴスの戦士 はちゃめちゃ大進撃（1987年） | ○    | ファミリーコンピュータ | 5時間10分  |
| 220 | 超兄貴（1992年）                            | ○    | PCエンジン             | 14時間     |
| 221 | 超兄貴（1992年）                            | ○    | PCエンジン             | 14時間     |
| 222 | ワギャンランド2（1990年）                   | ○    | ファミリーコンピュータ | 8時間      |
| 223 | おそ松くん はちゃめちゃ劇場（1988年）       | ○    | メガドライブ           | 3時間15分  |
| 224 | 地底戦空バゾルダー（1991年）                | ○    | ファミリーコンピュータ | 4時間30分  |
| 225 | 獣王記（1988年）                            | ○    | メガドライブ           | 6時間      |
| 226 | 奇々怪界（1990年）                          | ○    | PCエンジン             | 12時間30分 |
| 227 | メソポタミア（1991年）                      | ○    | PCエンジン             | 8時間30分  |
| 228 | クイズ殿様の野望2 全国版（1995年）          | ○    | アーケード             | 9時間30分  |
| 229 | コスモポリス ギャリバン（1988年）           | ×    | ファミリーコンピュータ | 13時間25分 |
| 230 | クロックタワー2（1996年）                   | ○    | PlayStation            | 12時間     |
| 231 | クロックタワー2（1996年）                   | ○    | PlayStation            | 12時間     |
| SP  | 奇々怪界（1990年）                          | ×    | PCエンジン             | 15分       |
| 232 | 人間兵器デッドフォックス（1990年）          | ○    | ファミリーコンピュータ | 13時間45分 |
| 233 | F-ZERO X（1998年）                          | ○    | NINTENDO64             | 13時間30分 |
| 234 | ピザポップ（1992年）                        | ○    | ファミリーコンピュータ | 6時間      |
| 235 | SUPER魂斗羅（1990年）                       | ○    | ファミリーコンピュータ | 11時間20分 |
| 236 | メルヘンメイズ（1990年）                    | ↓    | PCエンジン             |            |

217. サルゲッチュおまけステージの「ヒロキアタック」でヒロキに勝つまでやり続けるなど、横道にそれる所もあったがピポサルを順調に捕獲し続け、エリア6「ひょうがき」と2回目の「ヒロキアタック」をクリアした所で次回持ち越し。
218. サルゲッチュ
操作テクニックが必要な面や強制スクロールの面に苦労するが、ノルマの数だけピポサルを捕獲すればよいのでステージ自体は順調に進み、ラスボス・スペクターも倒してエンディングを出し、第20シーズンは白星スタートとなった。挑戦終了後、AD大須賀がこれまでのステージにいる未捕獲のピポサルを全て捕まえて、スペクターを倒した後に現れるパーフェクトエンディングを出した。
219. アルゴスの戦士 はちゃめちゃ大進撃
敵を倒すことで、主人公を強くしつつステージ中にいるインドラからアイテムを獲得し、ボスを倒すゲーム。必要なアイテムを求めるために何度もステージ上で迷い込んでしまうが、無事全てのアイテムの回収することができた。最後は迷い込んだおかげでステータスが強化されたのかラスボスも一発で撃破した。
220. 超兄貴
#193のR-TYPE I・II以来となる久々のシューティングゲーム。いきなりゲームオーバーを味わうもその後無限コンティニュー（但し再開はエリア最初から）を駆使しつつ順調に進む。4-2のボスを倒した地点で次回持越し。
221. 超兄貴
繰り返しのプレイで一機も失わずにボスの元までいけるほどの上達ぶりを見せるも、5-1のボス戦でボスが出現しないバグに遭遇、リセットをしてしまったために一からやり直しになる。この一件で心が折れた有野に代わりAD渡が戻し作業をして続行するも、徐々にコンティニューの画面のロードが長くなり、さらには第5ステージの途中で突然画面が停止、コンティニュー画面から動かなくなってしまう。原因はハードの長時間稼働によるオーバーヒートで、スタッフが修復作業を行ったものの今度は音が出なくなり中断、2日目に突入した。予期せぬ事態に備えハードを2台用意していたが、2台目を使う事なく攻略した。
222. ワギャンランド2
超兄貴クリア後にダブルヘッダーで挑戦。#47以来9年ぶり2回目となるワギャンランドシリーズの挑戦。途中コンティニューが切れて最初からやり直すが行き詰まることなく進み、ワギャンランド恒例の神経衰弱やしりとりのボス戦も攻略し、挑戦は成功した。この放送で、前作のワギャンランド挑戦時にサポートだった元AD高橋佐知からの手紙が読まれ、彼女の近況も報告された。
223. おそ松くん はちゃめちゃ劇場
有野が当時視聴していた平成版おそ松くんを振り返り、六つ子の名前を思い出しながらプレイ、システムと操作の加減がよく解らない上、ノーコンティニューでラウンド1、2で多少苦戦するが、大苦戦を想定していたラウンド3は一発でクリアしスピード攻略。アイテムを使い切れず終了しプレイ中不意に起きたバグも見つかり検証するため、「サービス残業」として全アイテムの効果を試す2周目に突入。「伝説のクソゲー」と称されるゲーム内容の薄さにナレーターの菅からして「問題作」「発売を楽しみにし実際にプレイした当時の人はどんな気持ちだったのだろう」と苦言を呈すほどであった。
224. 地底戦空バゾルダー
一機消滅でゲームオーバーになる上、ステージ上に囚われている仲間と会話をすることで先に進めたり、仲間と会話しながら「ポシビリティー」を100%まで貯めてボスを倒すシステム等、このゲーム独特の世界観に戸惑いながらもステージをクリアすると獲得できる4つのクリスタルを集めながら進めていく。ラスボスを倒すには4つのクリスタルを決まった順番に選択しないとポシビリティーが100%にならないが、一発で当ててあっさりラスボスを撃破。開始から4時間半のスピードクリアとなった。
225. 獣王記
コンティニューなし、ライフ3×2機でプレイするも、ステージ2で停滞。説明書に載っていたコンティニューを使おうとするが、今回初めてディレクターを担当する大須賀に止められてしまう。オプションで難易度・コンティニュー後の最初のステージ・残機・ライフ数の設定が変更できるため、D大須賀との度重なる交渉で何度も設定を変えて最終ステージまで進める。最後は菅Pの「有野さんが思う一番面白い展開の設定」の一言から、一番上の難易度で再開はステージ5,ライフと残機を共に最大の設定にする。しかし、ラスボスを一発で撃破してしまい、有野が「一番アカンパターン引いた」と言うほど最後はあっけない幕切れだった。
226.奇々怪界
4K映像で放送されることにちなみ、タイトルをローマ字にすると「KiKiKaiKai」、Kが4つ入っているという理由で挑戦することになった。3機でコンティニュー2回という仕様のため、何度もゲームオーバーとなりシーン1からやり直す。難易度の上がったシーン4でゲームオーバーを繰り返し、残機増殖の裏技を解禁。それでも難易度の上がった後半に苦戦し、シーン5に躓くもAD渡のアドバイスもあり、4時間費やして突破。そこからは好調に進め、無事攻略。ただし、お札を3枚集めていなかったので真のエンディンクとはならなかった。そのため年越しSPでやり残した部分を再度挑戦することになった。

227. メソポタミア
バネのおもちゃを操作して弾を撃ち十二星座のボスを倒す独特な世界観のゲームに戸惑う。連射機能をフル活用したガチャ押し攻撃でステージを進めるが、終盤のボスラッシュで何度もゲームオーバーになってしまう。それでも最後はガチャ押しに頼らずにラスボスを撃破した。挑戦途中、説明書に名前があった「流星野郎 相原」こと相原誠吾に電話をかけて、ゲームの裏話などを質問した。この番組の放送後に、有野とのやり取りで「流行野郎 相原」に改名している。
228. クイズ殿様の野望2 全国版
基板（17,280円）を購入しての挑戦。アーケードでコンティニューが無制限にできることから、あらかじめ渡された100円玉をクレジットとして貯金箱に入れるルールが設定された。基板でお手つき回数の設定を変えたり、恒例のスタッフの助っ人作戦で進める。最初はスタッフの誰かを助っ人に選ぶ方式だったが、得意ジャンルで答えられないスタッフが続出したため、結局はスタッフ総力戦で互いの得意分野を生かして正解を重ねて進めた。D井上が自腹600円を出し、最後には有野が泣きの1回で追加の100円玉をもらい全国統一に成功した。
229. コスモポリス ギャリバン
同名アーケードゲームの移植だが、RPGの要素が取り入れられている。その性質上、ゲーム序盤からレベル上げ作業の連続となった。何とかゲーム後半に進むも、ボスの攻略に苦戦。今後もレベル上げに膨大な時間がかかることから挑戦失敗となった。AD渡がエンディングを出した際も、有野とは相当レベルの差がついていた。
230. クロックタワー2
前作から9年ぶりとなるクロックタワーシリーズの挑戦。途中でセーブすることを控えるためメモリーカードなしで挑戦を行う。章中に現れる選択肢を選び間違えてしまい、バッドエンディングでゲームが終わってしまったため、グッドエンディングを目指すためにゲームの最初から挑戦を再スタート。次回に持ち越しされた。
231. クロックタワー2
再スタート後、選択肢を間違うことなく最終シナリオに進むも、広いバロウズ城のマップに混乱したためAD渡からもらった見取り図にメモしていきながら進んでいく。しかし、未発見の人物がいたため2度目のバッドエンディングを迎えてしまう。最初からの戻し作業はつらいという判断からAD渡から最終シナリオ最初からのメモリーカードを渡される。その後、渡と谷澤（タニー）のアドバイスを受け最後の1人を探し当てシザーマンと対峙するも、最後の最後に選択肢を誤り3度目のバッドエンディングに。再度の挑戦でシザーマンを倒しグッドエンディングを迎えた。
SP. 奇々怪界
夏のSPで真のエンディングにたどり着けなかった中途半端なクリアだったので、年越し前に今年やり残したことということで再挑戦。お札を3枚集めて真のエンディングに行く最後の所だけの挑戦となったが、2台用意して挑むも勘が戻ることがなく撃沈となった。
232. 人間兵器デッドフォックス
2017年最初の挑戦だが、撮影中にメモ用のホワイトボードが倒れるハプニングがあり、先行き悪い出だしとなった。回転ドアで身を隠して敵をかわす操作テクニックや、銃弾に当たると事実上即死してしまうライフの少なさ、突如出現する敵の鳥に苦しめられる。さらにはコンティニューが有限な上に、3面クリアおきにしかゲームオーバー後に再開地点へ戻れるパスワードが出ないシステムのため、戻し作業に多く時間をかけてしまう。だが最後の最後の挑戦でラスボスに相打ちながらも撃破し何とか挑戦成功となり、2017年は白星スタートとなった。また、ゲーム中の展開の如くボードを回転ドアに見立て、AD渡が自分でボードを持ちながら出現した。
233. F-ZERO X
久々の64ソフトに挑戦。発売当時有野が散々やり込んだゲームであったと語るも、相変わらずそうとは思えないプレイの連続。見かねたAD渡からも苦言を呈され、結局難易度を最低の「NOVICE（未熟者）」に下げて挑戦再開。ライバルのスピードは下がり、さすがの有野でも楽々上位に立つが、コース自体の難易度上昇を受けゲームオーバーを繰り返す。序盤のレースでリードし、後半で完走を重視して走行することで攻略。番組プレゼントでは菅Pが「STANDARD（挑戦初期の難易度）での攻略は10年後か?」とこぼしていた。
234. ピザポップ
攻撃範囲の狭いヘラ攻撃と踏みつけたの敵を投げるスペシャルアタックの2つで進む。コンティニューに制限があり戻し作業を繰り返し、時間制限やボスの攻撃に手こずるが、6時間という比較的短い時間でエンディングを出せた。また、ランチは宅配ピザであり、ステージの途中とクリアー後にもカメラ阿部のお手製ピザも有野に振る舞われた。
235. SUPER魂斗羅
初代以来11年ぶりの挑戦であり、ニンテンドー・クラシックミニファミリーコンピュータに収録されたソフトに挑戦。同日に『アメトーーク!』のゲームセンター芸人の収録（2017年2月16日に放送済み）があるため、9時間以内での攻略が要求された。有限コンティニューの影響でステージ3で苦戦する中、11年前当時新人ADだった井上との協力プレイでステージ4まで行くことができたが、前回に毛が生えた程度の結果に終わる。その後は面セレクトの裏技を駆使し順調に進めるも最終ステージ8で大苦戦。結局AD渡の力を借りたものの時間内にラスボスを撃破しシリーズ2連勝を決めた。
236. メルヘンメイズ
『不思議の国のアリス』をモチーフにしたアクションシューティングゲーム。フィールドから落ちない限り残機は減らない仕様であるが、動く床・苛烈な敵の攻撃・ジャンプのタイミングなどに苦戦する。ステージ7のボス手前で次回持ち越しとなった。また、最後に武田祐子アナが挑戦部屋を訪れて、有野に番組から卒業報告の模様が放送された。

## 第21シーズン（2017年4月20日 - 2018年3月15日）
サポートスタッフ：大須賀、三浦、渡、加賀 18本挑戦（15勝2敗1保留）
| 回  | ゲーム                                                | 結果 | ハード                 | 時間       |
| --- | ----------------------------------------------------- | ---- | ---------------------- | ---------- |
| 237 | メルヘンメイズ（1990年）                              | △    | PCエンジン             | 14時間10分 |
| 238 | 熱血硬派くにおくん（1987年）                          | ○    | ファミリーコンピュータ | 4時間55分  |
| 239 | 電車でGO!64（1999年）                                 | ○    | NINTENDO64             | 11時間     |
| 240 | ウンジャマ・ラミー（1999年）                          | ×    | PlayStation            | 14時間     |
| 241 | スプラッターハウス PART2（1992年）                    | ○    | メガドライブ           | 14時間     |
| 242 | スプラッターハウス PART2（1992年）                    | ○    | メガドライブ           | 14時間     |
| 243 | 忍者龍剣伝III 黄泉の方船（1991年）                    | ○    | ファミリーコンピュータ | 12時間20分 |
| 244 | マッド・シティ（1988年）                              | ○    | ファミリーコンピュータ | 6時間30分  |
| 245 | 西村京太郎ミステリー ブルートレイン殺人事件（1989年） | ○    | ファミリーコンピュータ | 7時間      |
| 246 | SUPER R-TYPE（1991年）                                | ○    | スーパーファミコン     | 13時間30分 |
| 247 | アースワーム・ジム（1995年）                          | ○    | スーパーファミコン     | 13時間     |
| 248 | PC原人2（1991年）                                     | ○    | PCエンジン             | 11時間     |
| 249 | 激写ボーイ（1992年）                                  | ○    | PCエンジン             | 9時間      |
| 250 | ドラゴンクエスト（1986年）                            | ○    | ファミリーコンピュータ | 17時間     |
| 251 | ドラゴンクエスト（1986年）                            | ○    | ファミリーコンピュータ | 17時間     |
| 252 | 天地を喰らう（1989年）                                | ○    | PCエンジン             | 9時間      |
| 253 | バザールでござーるのゲームでござーる（1996年）        | ○    | PCエンジン             | 8時間      |
| 254 | バーチャファイター2（1995年）                         | ○    | セガサターン           | 10時間30分 |
| 255 | 新日本プロレスリング超戦士IN闘強導夢（1993年）        | ×    | スーパーファミコン     | 3時間      |
| 256 | ワイルドガンズ（1994年）                              | ○    | スーパーファミコン     | 13時間15分 |

237. メルヘンメイズ
「よく堂々とタイトルにメルヘンなんてつけられたもんだと思えるほどシビアな難易度」と菅Pが指摘するように難易度も次第に上がる。ステージ7では2時間、ステージ8では4時間以上もかけて攻略した。何とかラスボス闇の女王までたどり着くも、闇の女王の当たり判定がシビアで激闘が続く。残りライフゲージがわかると戦いやすいということで、AD渡の手伝いの簡易ゲージシステムで挑むも、深夜0時を越え倒すことは出来ず時間切れ。第21シーズン初回の挑戦は失敗となった。のちに、2018年10月に開催される幕張メッセでの生挑戦のリベンジソフトの1つに選定された。
238. 熱血硬派くにおくん
『アメトーーク!』のゲームセンター芸人でも話題となったゲームソフトに挑戦。ステージ3までは比較的順調に進んだが、ステージ4の迷路構成と敵に苦戦。本作で卒業するAD渡に代わりサポートADになったAD加賀から面セレクトの裏技を教わってからは戻し作業の手間が減った分、スムーズにラスボスまで到達しクリアした。なお、この日のランチは第20シーズンのミニコーナー「クイズファミオネア」で獲得した叙々苑の焼肉弁当だった。最後に有野の45歳の誕生日を祝いスタッフよりケーキが贈られた。
239. 電車でGO!64
映画『トモシビ 銚子電鉄6.4kmの軌跡』が公開される記念として挑戦。加賀の提案で有野・加賀・府川の1区間ずつのリレー方式でクリアしていく事に。互いにミスしたら、取り返すといった展開。第12区間（原宿駅〜代々木駅）では好プレイを見せ、ボーナス5秒を獲得。直後の最終第13区間（代々木駅〜新宿駅）にて有野が新宿駅停止時にまたもや再加速してしまい、マイナス10秒分のペナルティを課せられるも、前区間で府川が叩き出したボーナス5秒が効き、残り持ち時間4秒というギリギリのところで無事、全区間走破した。
240. ウンジャマ・ラミー
以前挑戦した『パラッパラッパー』の続編に挑戦。前作同様、譜面がない箇所でコマンド入力する裏技でステージ1と2をクリアするも、リズムを考えずに闇雲にコマンド入力していることからステージ3で停滞。その後は加賀が横でリズムを言う「口（くち）ギター」のサポートで進める。ラストステージは有見沢としてプレーするが、エンディング（以下“ED”と表記）の直前に時間切れ。EDは加賀が出した。
241. スプラッターハウスPart2
ステージ3ボス イーヴィルヘッドで足止めを食らい、ステージ1から何度も戻されてしまう。AD加賀がこの状況から「クリアは絶望的」と感じたためステージセレクトを解禁し、みなしルールが適用された。その後ステージ4ボス メタモールでも連戦連敗だったが、AD加賀が実際の動きを交えた攻略法を伝授してステージ4も何とかクリア。館に入るところで前編は終了した。途中、P石田が娘を連れて出産の報告をするため挑戦部屋を訪れた。
242. スプラッターハウスPart2
長丁場のステージ5や強制スクロールのステージ7に苦しみながら進めていく。最終ステージ8は中ボス ヘルテンタグルズとラスボス 忌々しき神々のしもべと連続して戦うため連敗を繰り返す。途中からやられた所までAD加賀が戻し作業を担当することになる。11時過ぎに菅Pから「次がラスト（コンティニュー）」と言われるが、クリアを諦めきれない有野は無視してプレイを続行。改めてラストコンティニューを宣告された後のラスト1機でエンディングを出す。
243. 忍者龍剣伝III 黄泉の方船
太平洋フェリー「いしかり」の名古屋港〜仙台港間の船上で行うSP放送。船内特有の揺れやファミコンの電源が落ちる事態、さらにはサポートAD加賀を含めたスタッフが船酔いでダウンするトラブルが相次ぐ中、ラスボスまでたどりつく。復活したAD加賀と共に進めるもラスボスを倒せず船内での挑戦は時間切れ。後日、挑戦部屋での再挑戦になった。その後の挑戦ではラスボスの別形態も倒し完全攻略。11年にわたる龍剣伝シリーズとの戦いに幕を閉じた。
244. マッド・シティ
『龍剣伝III』の挑戦後のダブルヘッダーの挑戦になった。3D視点のシューティング面やカーチェイスの面とステージごとに仕掛けが変わり、コンティニューが3回と少なく戻し作業を繰り返す。途中からはポリス片山から渡された光線銃でシューティング面を進める（光線銃はブラウン管TVのみに反応するため、その面になるときにわざわざ液晶からブラウン管に接続し直す）。ラスボスは一発で倒したもの、最後の最後に行動を誤りバッドエンディングを出してしまう。改めてのプレイ（いわゆるトリプルヘッダー）でグッドエンディングを出すことに成功した。
245. 西村京太郎ミステリー ブルートレイン殺人事件
ミステリーゲームは割と得意にしているため、「始まって30分ほどでサラッと犯人を当てる」と宣言。途中ブルートレインでの時刻表トリックに行き詰ったが、ポリス片山から渡された当時の時刻表とゲーム内のにしむらと言う男のアドバイスをもとにここを進められた。開始30分の推理で犯人は当てることはできなかったが、その後の推理は的中させエンディングを出すことに成功した。
246. SUPER R-TYPE
前作『R-TYPE I・II』より2年ぶりの同シリーズへの挑戦。デフォルト設定の難易度EASYで挑戦をすることに。苦手とするシューティングゲームであるため、序盤から苦戦を強いられる。状況に応じて、溜めうちと連射をうまく使い分けていく。ステージ6の戻し作業はAD加賀に代わりAD渡がA（アニキ）-TYPEとしてサポートし、最終ステージでは最強装備になる裏技をU（裏技）-TYPEとして使い、時間ギリギリにクリアした。また、この挑戦時には久々にD浦川とD渡邊が挑戦部屋に顔を出した。
247. アースワーム・ジム
ミミズが主人公という奇想天外な洋ゲーに挑戦。コンティニューが1回と少なく、特に潜水艦を操作するステージ3で何度も戻し作業に遭う。AD加賀からステージセレクトの裏技を教えてもらい、ここを2時間かけてクリアした。その後制限時間が近づいていることもあり、追加で無条件1UPのコマンド（実質無限増殖の裏技）を使い、ステージ序盤に戻されることをなくし、時間節約を図る。ラスボスには「撃って撃ってムチ作戦」を使ってクリアした。
248. PC原人2
前作以来、9年ぶりの同シリーズの挑戦。ステージをスキップできるニコちゃんマーク集めやボーナスステージを見つけながら進める。終盤、ボスラッシュのROUND7で停滞するが、AD加賀から倒す順番のアドバイスを受け、攻略した。ラスボス、「キングタマゴドンIII世」の当たり判定のシビアさに苦労するが、粘り強いプレイで倒してクリアした。最後はエンディングで流れる絵描き歌に有野が挑戦したが、同じ日に収録したアイスのコーナーの影響でバカリズムを書いて終了した。また、前回と同じくレストラン海賊のマンガ肉が用意された。
249. 激写ボーイ
障害物の多さと独特なカメラアクションに戸惑い、常に残りフィルムとの戦いになるが、連射機能と繰り返しのプレイで敵の配置を覚えることで進める。ラストステージは熟練ゲーマーの技が光り、目標スコアを達成して挑戦は成功。しかし、指定したお題を撮れていないステージがあったため最低ランクのB級カメラマンの称号で終わった。挑戦の最後に課長が撮影した写真が渡され、その中の写真から次回の挑戦が『ドラゴンクエスト』であることを菅Pから発表された。
250. ドラゴンクエスト 前編
番組の放送250回を記念しての挑戦。勇者より強い感じがあるからという理由で名前を「かみさま」と登録し、いつもより1時間早い9時からの収録時間でスタート。幾度かやられながらも、レベル上げ等の地道な作業が多く、スタッフがラリホーにかかる（居眠りする）事態が発生した。さらに途中で拾ったのろいのベルトを誤って装備した上で全滅してしまい、呪われたが故に王様から城を追い出されるという悲劇にも見舞われる始末。『たいようのいし』と『あまぐものつえ』を手に入れたところでメルキドとドムドーラを間違えて入ってしまい、ドラゴンにやられたところで前編は終了した。
251. ドラゴンクエスト 後編
ローラ姫を救出して宿屋に一泊して、「ゆうべは おたのしみでしたね」と店主から言われている。その後、竜王の城に突入し、この挑戦にあたり預かった堀井雄二の手紙に書かれたクリア目安のレベル20手前の19で竜王に挑むも、返り討ちに遭い敗北する。レベル20で再戦した際には、回復魔法のベホイミを使おうとして攻撃魔法のベギラマを間違えて発動するという事態を起こすが、偶然通用してしまう。竜王のダメージが90（HP130）くらいまで達したときに残りのMPをベギラマに使用し、最後に命中して撃破した。
252. 天地を喰らう
2018年1発目の挑戦（収録は前年11月）は、野田マネ推薦タイトル。序盤から特に大きな躓きも無く撮れ高が不安視されるほどの快進撃を見せ、開始から3時間半で最終ROUNDに到達。しかしそこからが苦戦続きとなり、中ボス2連戦は何とか突破したものの、ラスボスとの最終決戦では12分割画面が作られるほどの敗戦を重ねてしまう。その後、新人ADに「夕飯までに終わらないだろう」と笑顔で見くびられながらも、しぶとく挑戦を続け漸くラスボス撃破。開始から9時間でエンディングに到達し、夕飯前に挑戦成功となり、2018年は白星スタートとなった。
253. バザールでござーるのゲームでござーる
NECホームエレクトロニクスのゲームソフトに初挑戦。有野が得意なパズルゲームという事もあり「パズル課長」の本領を遺憾無く発揮。「指示を出したらあとは見守るだけ」という特殊なシステムであったが、上手くゴールから逆算しながら、システムを理解していった。早々にコツを掴むと、クリアとは直接関係が無いお金稼ぎを気にしつつ快調に攻略を進め、1発クリアに拘る余裕すら見せる。終盤ステージでAD加賀特製のマップの力を借りたものの、結局、ほぼ自力で難なくクリアしエンディングに到達した。なお、番組冒頭の部長発言は果たされなかった模様。
254. バーチャファイター2
第19シーズンでの次世代機の解禁宣言後としてでの初めてのセガサターンに挑戦。10人勝ち抜きのうち5人目までは順調に進んだものの、6人目で50連敗を喫する。キャラ変更後、8人目までを中山から伝授された「ダッシュして出会い頭投げ」を駆使して倒すが、その後は泥沼の60連敗を喫する。64戦目でなんとか倒し、その余勢を駆って10人目も短時間で撃破するが、最後のボーナスステージであっさり敗北する。10人抜きは達成したためエンディングは出せたものの、負けて終わりという結末にしっくりこないという理由で、番組恒例『有野vs番組スタッフ5番勝負で3勝すれば挑戦成功』という「みなしルール」が適用されることに。先鋒：カメラ阿部、次鋒：ADミカン、中堅：D高橋、副将：AD加賀と対戦し2勝2敗とし、大将：元AP中山との最終決戦にまさかの勝利で3勝目を挙げ、挑戦成功とした。
255. 新日本プロレスリング超戦士IN闘強導夢
プロレス好きの番組広報石井が登場し有野にアドバイス。9人抜きを達成してしまい、3時間でのスピードクリアとなった。スタッフとの3番勝負に突入。有野（蝶野正洋）は、”アベー・ホーム（カメラ阿部、トニー・ホーム）”、”ザ・グレート・カガ（AD加賀、グレート・ムタ）”と対戦するも2連敗となり本来は挑戦失敗のところ、第三試合に勝てば一気に3ポイント獲得で挑戦成功というバラエティ番組のお約束ルールの適用で、終盤に突如登場した謎の覆面戦士、”ミスターCX”と組んで、有野・ミスターCX（橋本真也） vs ”班長州力（イノコMAX、長州力）”・”獣神サンダー・デスラー（D高橋、獣神サンダー・ライガー）”のタッグに挑むも敗北。0勝3敗で挑戦失敗。
256. ワイルドガンズ
女キャラのアニーを選択。ゲーム中のアクションを知らず、ステージ1クリアに2時間かかった。その後も一発当たると一機失うシステムとテクニック不足で思うようにステージが進まない。男キャラクリントに扮したAD加賀からのトレーニング後に受け取ったアニーのコスプレに着替え、以降の挑戦に臨む。途中衣装に合わせてピンク色の熱さまシートを取り出そうとしてコンティニューミスを犯してしまう。その後は加賀の協力プレイや戻し作業のおかげでラスボスも攻略して、シーズン21を白星で締めた。

## 第22シーズン（2018年4月19日 - 2019年3月21日）
サポートスタッフ：第270回まで加賀・松井・第270回から岩橋資 15本挑戦（12勝3敗）うち、リベンジ成績 7本挑戦（5勝2敗）
ゲームセンターCX15周年感謝祭有野の生挑戦リベンジ7番勝負のみ、次の判定基準を設ける。
- ○ : 7本全てリベンジ成功
- △ : 1-6本リベンジ成功
- × : リベンジ失敗

| 回  | ゲーム                                                  | 発売年 | 結果 | ハード                 | 時間       |
| --- | ------------------------------------------------------- | ------ | ---- | ---------------------- | ---------- |
| 257 | ロックマンX2                                            | 1994年 | ○    | スーパーファミコン     | 25時間     |
| 258 | ロックマンX2                                            | 1994年 | ○    | スーパーファミコン     | 25時間     |
| 259 | ワンダーモモ                                            | 1989年 | ○    | PCエンジン             | 9時間30分  |
| 260 | 魔獣王                                                  | 1995年 | △    | スーパーファミコン     | 13時間45分 |
| 261 | ポケットザウルス 十王剣の謎                             | 1987年 | ×    | ファミリーコンピュータ | 13時間45分 |
| 262 | 星のカービィ64                                          | 2000年 | ×    | NINTENDO64             | 10時間30分 |
| 263 | キャプテン翼II スーパーストライカー                     | 1990年 | ○    | ファミリーコンピュータ | 40時間     |
| 264 | キャプテン翼II スーパーストライカー                     | 1990年 | ○    | ファミリーコンピュータ | 40時間     |
| 265 | 影の伝説                                                | 1986年 | ○    | ファミリーコンピュータ | 7時間30分  |
| 266 | チョロQ                                                 | 1996年 | ○    | PlayStation            | 9時間      |
| 267 | ザ・キングオブドラゴンズ                                | 1994年 | ○    | スーパーファミコン     | 9時間      |
| 268 | らんま1/2                                               | 1990年 | ○    | PCエンジン             | 9時間      |
| 269 | スーパーボンバーマン                                    | 1993年 | ○    | スーパーファミコン     | 4時間30分  |
| 270 | バンパイアキラー                                        | 1994年 | ○    | メガドライブ           | 9時間      |
| 271 | ローリングサンダー                                      | 1989年 | ×    | ファミリーコンピュータ | 10時間30分 |
| SP  | ゲームセンターCX15周年感謝祭有野の生挑戦リベンジ7番勝負 | －     | △    | －                     | －         |
| 272 | 挑戦ソフトなし                                          | －     |      | －                     | －         |
| 273 | スーパーマリオRPG                                       | 1996年 | ○    | スーパーファミコン     | 31時間30分 |
| 274 | スーパーマリオRPG                                       | 1996年 | ○    | スーパーファミコン     | 31時間30分 |
| 275 | スーパーマリオRPG                                       | 1996年 | ○    | スーパーファミコン     | 31時間30分 |
| 276 | がんばれゴエモン2 奇天烈将軍マッギネス                  | 1993年 | ○    | スーパーファミコン     | 12時間     |

257. ロックマンX2（前編）
第22シーズン突入にしてロックマンシリーズ第6作目に挑戦。ステージ1クリア後のステージセレクトでいきなり挫折。先にボスを見た加賀の案で「VSホイール・アリゲイツ」、昔やりこんだという松井の提案で「VSワイヤー・ヘチマール」のどちらで選ぶか提案、松井の案を採用して進んでいく。すると一気に調子が上がり、頭部と脚部パーツおよびサブタンク2個をゲット、勢いに乗り8体のボスを撃破後にカウンターハンターステージに入ったところで次回に持ち越し。
258. ロックマンX2（後編）
挑戦2日目、カウンターハンターステージ1からスタート。序盤からパワーアップしたネオバイオレンに苦戦して2時間かけて倒す。最終ステージ、操られたゼロが現れ苦戦を強いられるが救出に成功してついにラスボスシグマと対決、苦労して撃破するがロックマンシリーズのお約束、第2形態「シグマウイルス」に変貌して再スタート。サブタンク2個を残して、さらに唯一の有効武器「ストライクチェーン」とアドバイスを受けて猛攻の末、シグマウイルスを撃破して因縁のシグマと決着をつけ、第22シーズンは白星スタートとなった。
259. ワンダーモモ
舞台の世界観でアイドルが「ワンダーモモ」というヒーローに変身して敵と戦うアクションゲーム。コンティニューは無制限だが、「3秒以内にRUNボタンを押さないと1面目に戻る」というシステムなのに、久々のコンティニューミスを何度か犯してしまう。途中のACT10で2時間以上の足止めを受けるが同じ敵が繰り返し出現するため、その他は比較的容易に進む。最終面のACT12での痛恨のコンティニューミスから、1面目からやり直されるがわずか1時間で戻ってきた。その勢いでラスボスも攻略し、挑戦は成功した。また、挑戦のヒントは井上班長の演出により舞台形式で出されたが、その演出のせいでコンティニューミスをしてしまったことから、有野には不評だった。
260. 魔獣王
序盤、アシストキャラでもある主人公の妻マリアと行動するも、1機やられると消滅するため慎重なプレイをした。コンティニュー後はステージ最初に戻されるため、過酷な戻し作業を受けながらもラスボスの主人公の娘イリヤまでたどり着いた。AD加賀の声かけのサポートも甲斐なくイリヤを倒せず、時間内の挑戦は失敗したが、番組ブルーレイ発売の特典映像の収録後の時間に再挑戦の機会が用意された。しかし、ここでもクリアは出来ず挑戦は失敗となった。後日、幕張メッセでの挑戦ソフトの1つになることが正式に発表された。
261. ポケットザウルス 十王剣の謎
当時、展開されていた文房具のキャラクターと、橋本名人をフィーチャリングした作品。2択クイズに、クロスワードパズル、シューティング要素など、次々と挿入される様々なギミックに翻弄される。専用アイテムを消費しないとコンテニューできず、何度も振り出しに戻されるはめに。エジプトステージの「ボスの口に玉をはめる」というギミックにも苦戦し、同ステージをクリアした段階で時間切れとなった。
262. 星のカービィ64
7年ぶりにカービィシリーズのソフトに挑戦。LEVEL6のボス「ミラクルマター」を撃破後、クリスタルを全て集めていなかった（72個中33個しか集められず）ためバッドエンドで終了。そこで真のラスボスと戦えるデータの入ったカセットを賭けて「おちおちファイト」による恒例のミニゲーム対決（相手はAD加賀、カメラ阿部、ADミカン）が行われるも、3回戦中1回も有野は勝利できずそのまま挑戦は失敗となった。2000年代で挑戦したのは第1シーズン以来14年半ぶり。
263. キャプテン翼II スーパーストライカー（前編）
264. キャプテン翼II スーパーストライカー（後編）
265. 影の伝説
266. チョロQ
ダークサイド（上京して一人暮らし）の頃にやりこんだソフトということで自信満々で臨むも、案の定プレイの記憶はなかった。順位に応じて貰える賞金をもとにマシンを強化することが重要なため、易しいコースで賞金を稼いでいく。車に詳しいカメラ阿部のアドバイスを受け、パーツを購入し性能を上げる。しかし、コースが上に行くにつれドライブテクも必要となり、苦戦する。その後、最高装備を購入し昔の経験も思い出して目標のワールドGP制覇を達成。挑戦成功した。
267. ザ・キングオブドラゴンズ
幕張メッセの生挑戦での前哨戦としての挑戦（ただし収録は8月）。魔法攻撃を乱発しつつ順調に進めるが、コンティニュー制限でゲームオーバーになりステージ1に戻される。AD加賀からキャラ一覧表を受け取り、魔法攻撃が得意なウィザードで進めることを決意。それでも半分のステージ8が限界だった。クレジットが増える隠れアイテムを探しつつ進め、ラスボスのギルティスに辿り着くも玉砕。その後戻し作業をAD加賀との2人プレイで行い、ラスボスを攻略して前哨戦をクリアした。
268. らんま1/2
『うる星やつら』ファンである有野が『高橋留美子』作品に挑戦。原作のコミックを彷彿とさせる、男乱馬と、女らんまを使い分けてのプレイ。ステージ5では、ボスの九能に女らんまをぶつけることで、ボス戦自体をスキップした。乱馬の父のコスプレをしたAD加賀から伝授された必殺蹴りも駆使して、全8ステージをクリア。驚きのエンディング画面とキャストのクレジット欄を堪能し、驚きの有野のコスプレ姿を披露した。
269. スーパーボンバーマン
CS放送ではボンバーマンシリーズ番組初挑戦。道中では様々なミス（敵に触れる、うっかり爆弾で自分を閉じ込めてしまう等）をしながら、コンティニューを使って進めていく。ミスにより折角手に入れたアイテムが消失したりすることも多かったが、全体的に大きく苦戦するような場面は少なかった。最後の「ウイテルV」との戦いではやられてアイテムを消失した後にすぐパワーグラブ（このボス戦での必須のアイテム）を獲得といった幸運な展開もあり、挑戦時間約4時間半というこれまでの挑戦の中ではかなり早いクリアを果たした。
270. バンパイアキラー
メガドライブ用のプレミアソフトを、ショップから特別にレンタルしてプレイ。2人の主人公のうち、槍を使ったハイジャンプで難所をショートカットできる、エリックを選んで、攻略を進める。ステージ上の多彩なトラップで度々、足止めされるものの全6ステージをクリア。最終ステージでは、番組卒業となるAD加賀が戻し作業を担当。最後の奉公を果たした。
271. ローリングサンダー
相方の濱口と共にNintendo Live 2018 in KYOTOに参加するため、制限時間有りでの挑戦。敵の奇襲にことごとくハマり、エリア5・8で足止め。1度クリアしたエリアはパスワードで飛ばせるみなしルールや、新AD岩橋の戻しサポートも投入されるも、エリア8でタイムアップ。挑戦には失敗したが、新幹線の乗車には間に合い無事イベントに参加している。挑戦後、新人AD岩橋がタスクの挑戦と題して、残業で残りのエリアをクリアし、真のエンディング画面を見せた。また、この回はAD松井がディレクターに昇格後、初担当でもあった。
SP. ゲームセンターCX15周年感謝祭有野の生挑戦リベンジ7番勝負
272. 幕張メッセドキュメント
2018年10月28日に行われた幕張メッセイベントのドキュメント。挑戦ソフトなしにされたのは5年ぶり。
273. スーパーマリオRPG（前編）
任天堂とスクウェアが共同開発したRPGに挑戦。序盤から幾度か全滅することもあったが、順調に進め。ブッキータワーに到達し、クッパ・ピーチを含む主要メンバーを全員集めたところで前編（1日目）は終了した。
274. スーパーマリオRPG（中編）
2日目に突入し、この辺りから状態異常の使い手に苦戦し始める、中でもマシュマロの国のボス「マルガリータ」と「ドド」に苦戦するが、有野が沈没船で取り忘れていたセーフティリングを回収することで苦戦を解消するはずだったが、うっかり装備し忘れた上にクッパをジーノに換えてしまい、更にセーブも忘れたままマルガリータに再戦するが、カエルコインで購入したドーピングアイテムでなんとか撃破し、マシュマロの国をクリアーしたところで中編は終了した。
275. スーパーマリオRPG（後編）
オノレンジャーを倒したところで、2日目の収録が終わり、3日目は年明けに収録。当日は、有野とスタッフの都合が会わずに先延ばしになっていた幕張イベントの打ち上げもあり、9時から18時までにクリアーを目指す事に。クッパ城の仕掛けを突破し、カジオーのいる武器世界に突入する。道中にいるボスを撃破し、カジオーをわざのパワーが尽きるまで持久戦に持ち込み撃破するも、顔により攻撃が変化する第2形態に苦戦する。中でも魔法攻撃形態の連続全体攻撃で一掃されるも、弱点である防御力の低さを攻撃で押し切り撃破したことで挑戦成功となり、2019年は白星スタートとなった。その後、隠しボスであるクリスタラーに挑戦し、敗れたところで収録は終了となった。
276. がんばれゴエモン2 奇天烈将軍マッギネス
新システムのゴエモンインパクトでのバトルに苦戦するが、新キャラのサスケを使い順調に進める。だが、タイトルにもなっているゴエモンを使わない事に異議を申し立てられ、ゴエモンを使う事に。後半のみこし天狗を始めとするボス戦から苦戦し、何度もやり直すことになり、最後のゴエモンインパクトを操縦するマッギネスとの戦いは52戦目でようやく撃破し、無事クリア。第7シーズンの前作の失敗の雪辱を果たした。

## 第23シーズン（2019年4月18日 - 2020年3月19日）
サポートスタッフ：岩橋資（第289回まで）、楠田健太、小林恭介（第292回から） 19本挑戦（15勝3敗1保留）
| 回  | ゲーム                                             | 発売年           | 結果 | ハード                                       | 時間       |
| --- | -------------------------------------------------- | ---------------- | ---- | -------------------------------------------- | ---------- |
| 277 | パックランド                                       | 1989年           | ○    | PCエンジン                                   | 8時間      |
| 278 | 新・熱血硬派くにおたちの挽歌                       | 1994年           | ○    | スーパーファミコン                           | 11時間10分 |
| 279 | デモンズ・ブレイゾン 魔界村 紋章編                 | 1994年           | ○    | スーパーファミコン                           | 11時間     |
| 280 | イメージファイト                                   | 1990年           | ○    | ファミリーコンピュータ                       | 11時間     |
| 281 | 風のクロノア door to phantomile                    | 1997年           | △    | PlayStation                                  | 14時間     |
| 282 | すーぱー忍者くん                                   | 1994年           | ○    | スーパーファミコン                           | 3時間50分  |
| SP  | アイスクライマー                                   | 1985年           | ○    | ファミリーコンピュータ                       | 5時間      |
| 283 | アテナ                                             | 1987年           | ×    | ファミリーコンピュータ                       | 13時間20分 |
| 284 | MOTHER2 ギーグの逆襲                               | 1994年（2003年） | ○    | スーパーファミコン（ゲームボーイアドバンス） | 38時間     |
| 285 | MOTHER2 ギーグの逆襲                               | 1994年（2003年） | ○    | スーパーファミコン（ゲームボーイアドバンス） | 38時間     |
| 286 | MOTHER2 ギーグの逆襲                               | 1994年（2003年） | ○    | スーパーファミコン（ゲームボーイアドバンス） | 38時間     |
| 287 | アイラブミッキー&ドナルド ふしぎなマジックボックス | 1992年（2019年） | ○    | メガドライブ（メガドライブ ミニ）            | 4時間30分  |
| 288 | 超人狼戦記 WARWOLF                                 | 1991年           | ○    | ファミリーコンピュータ                       | 12時間     |
| 289 | ワルキューレの伝説                                 | 1990年           | ○    | PCエンジン                                   | 8時間5分   |
| 290 | スペースチャンネル5                                | 1999年           | ×    | ドリームキャスト                             | 12時間     |
| 291 | 迷宮寺院ダババ                                     | 1987年           | ○    | ディスクシステム                             | 6時間40分  |
| 292 | ラフワールド                                       | 1990年           | ○    | ファミリーコンピュータ                       | 13時間25分 |
| 293 | 夢幻戦士ヴァリス                                   | 1991年           | ○    | メガドライブ                                 | 4時間50分  |
| 294 | ファンタズム                                       | 1992年           | ○    | ゲームボーイ                                 | 6時間30分  |
| 295 | クォース                                           | 1990年           | ×    | ファミリーコンピュータ                       | 13時間     |
| 296 | ジョイメカファイト                                 | 1993年           | ○    | ファミリーコンピュータ                       | 8時間50分  |

277. パックランド
最初は特殊な操作方法でプレイしていたが、途中からオプションで本来の操作方法が出来ると聞き最初からプレイし、全ステージをクリアをして第23シーズンの白星スタートと同時に平成の挑戦を白星で飾った。因みにクリア後にプレイ出来る「うらパックランド」のEDはタスクが出した。
278. 新・熱血硬派くにおたちの挽歌
序盤は苦戦するが、みさこときょうこのキャラクター切り替えがわかり着実に進めていく。しかし、銃撃されてみさこときょうこが戦線離脱されて2人で進むことに。宿敵みすずと苦戦するが、最終的に自分の偽物けんとラスボスである黒幕さぶを倒しクリアをして令和は白星スタートとなった。
279. デモンズ・ブレイゾン 魔界村 紋章編
「魔界村シリーズ」で有野のライバルと呼べるレッドアリーマーの主人公でプレイ。着実で進めるが、バッドエンドをだしてしまい最初からやり直し、その後すすめグッドエンディングを出すが、真のエンディングがあることがわかる。一応挑戦は成功とみなされ、その後スタッフの手で真のエンディングを見せた。
280. イメージファイト
平成最後の挑戦収録。タスクからのヒントを使いつつ、ステージ5まで難なく進められたが、それまでの撃墜率が条件に達していなかったため、ペナルティステージに進んでしまう。敵の多さや黒背景が災いし1時間半、100機費やす。見かねたタスクからこのステージに限りジョイカードが支給され、ペナルティステージを1機でクリアする。その後ラスボスでも停滞、中間地点での再開では初期装備になってしまうため、エリアセレクトを使用する。タスクの戻し作業を終了後、菅Pからジョイカードの使用を訊かれた有野はジョイカードを手に取り、ラスボスに臨む。しかし、1機でラスボスに圧勝。場が沈黙したまま、エンディングを迎えた。
281. 風のクロノア door to phantomile
松竹芸能の会議室で令和初の挑戦収録。5-2で日食で敵が強化されるシステムに苦戦。特にボスのジョーカーも日食のタイミングで強化変身するため、ゲームオーバーを繰り返す。次の6-1もクリアに2時間費やされることもあり、ボスに辿りつく前にラストコンティニューを告げられる。何とかラスボスのガディウスまで進めるもののゲームオーバーになってしまう。諦めきれない有野は泣きの1回を頼み、ガディウスを倒した。しかし真のラスボスのナハトゥムを倒すことができず、時間切れで挑戦失敗。エンディング画面は4年後のイベントで再挑戦ということで持ち越された。
282. すーぱー忍者くん
以前の同シリーズの挑戦が長時間の挑戦だったので身構える有野。回復アイテムを求め、必要以上に時間を費やすこともあるが、ステージ自体は順調に進み、ボスを一発攻略したりと終始快進撃を魅せる。ステージ7の中ボスが天敵の龍だが、その後忍術として使えることから好意的な印象を持つ。ラスボスも単純作業であっさり撃破。本放送時点で5位にランクインするほどのスピード攻略だった。
SP. アイスクライマー
令和初の昭和発売のゲームソフトに挑戦。
283. アテナ
SNKのゲームソフトの挑戦は『餓狼伝説スペシャル』以来から約10年ぶり2度目の挑戦であり、通常放送では令和初の昭和発売のゲームソフトに挑戦。1機失うと、初期装備でステージ最初に戻される骨太仕様であり、ステージ1でタスクがサポートに入る。さらに、ボスを倒した後でもタイマーが動き、時間切れでゲームオーバーになる。コンティニューアイテムのKの石盤がないとステージ1に戻され、「アテナ地獄」とつぶやくほどの高難易度ゲームのため、途中ソフトに同梱されたカセットテープで気分転換をはかる。ステージ5ではボスを倒した後にドロップされたアイテムをスルーしてしまったことで手詰まりを起こしてしまう。ステージ7の迷路ステージでは「普通ではクリアは難しい」とタスクが手作り地図を用意するも、アテナがフリーズし強制的に1機消滅の事態や、ラスボスを倒すためのアイテム「守護の竪琴」を持たず、ラストステージに進めるアイテム「導きのランプ」を獲得し、クリア出来ない状態でラストステージに進んでしまうトラブルが発生する。タスクのサポートでアイテムを獲得したうえでステージ7をクリアしたが、ラストステージをクリアできずに時間切れ。令和初の挑戦失敗となった。エンディングはタスクによって出された。
284. MOTHER2 ギーグの逆襲（前編）
ゲームボーイアドバンス版の「MOTHER1+2」をゲームキューブに差し込んで挑戦。ナレーションで早々に「長期戦の予感」と言われる。名前などの設定を「ちんちん」のようにしたため、テキスト上で出てくる名前に困惑してしまう。装備を整え、レベルを上げて進める。おまえのばしょ1・2をクリアし、スリークの町で主人公たちが合流したところで前編は終了した。
285. MOTHER2 ギーグの逆襲（中編）
3つ目のおまえのばしょをクリアしたところで1日目が終わった。2日目午前、ゲームオーバー時にセーブをしていなかったことで2時間分ロスしてしまう。4つ目のおまえのばしょをクリアし、4人の仲間が合流したところで2日目の挑戦が終わった。2日目終了後、菅Pから魔境エリアまで進めておくように宿題を課せられ、ソフトとDSが有野に渡された。また、2日目の途中にMOTHERシリーズ生みの親の糸井重里との対談があったが、その際に糸井が「ちんちん」という名前でプレイしていたことが判明した。
286. MOTHER2 ギーグの逆襲（後編）
宿題通り魔境エリアから3日目スタート。すべてのおまえのばしょをクリアし、ラスボスのギーグのもとへたどり着く。だが手も足も出ずに完敗する。手ごたえが無いまま終わってしまったことから、ポーキーのセリフから手がかりを探す。「助けを呼ぶ」というセリフから、「いのる」コマンドが関係すると推測。「いのる」を繰り返し選択しギーグにダメージを与える。しかし、「いのる」を途中で止めてしまい敗れてしまう。終了前のラストバトルで今度は「いのる」を続け、ギーグを倒して挑戦は成功した。なお、ギーグ戦で重要な存在となるプレイヤー名の登録を道中でやっていたことを有野はすっかり忘れていた。
287. アイラブミッキー&ドナルド ふしぎなマジックボックス
久しぶりのディズニーゲーム及び初のメガドライブミニを使いプレイ開始。序盤は順調に進めるが、中盤ステージに苦戦する。その後ミッキーとドナルドのキャラクター交代を教えてもらってからは着実に進めてリメイクゲームハード機初のクリアとなった。
288. 超人狼戦記 WARWOLF
289. ワルキューレの伝説
VE府川が収録日に試合があるラグビーW杯の開幕戦を家族と観たいため、18時までに終わらせてほしいと事前に頼まれる挑戦収録。動く足場地帯に足止めされながら、道中で教わった魔法を駆使して進む。お店で武器を買うついでに情報収集し、強化アイテムを着実に回収する。ラウンド7、ライフ不足になった際には、ラウンド6に戻り、光の鎧を手に入れて進めた。ラスボスが第一形態だけで10分費やす強敵であるが、VE府川による簡易ゲージシステムの導入で、18時過ぎに攻略できた。
290. スペースチャンネル5
初のドリームキャストのソフトであり、課長として3回目のリズムゲームに挑む。複雑で画面にコマンドが表示されないことでクリアに手こずり、打ち切り（ゲームオーバー）を受ける。途中ステージ2で行き詰まった際には、主人公うらら本人からリズムレクチャーを受ける。以降は「剣を抜け」でダンサーの一人だった楠田が横からサポートを受けて、3時間要してステージ2をクリアした。ラストステージになったところで、田原有彦として田原俊彦風の格好に着替える。裏拍も使うボスイビラに苦戦するが、楠田のアシストで3時間かけてクリアする。しかし、その後の敵をクリアできず、挑戦失敗となり、PlayStation 2世代の据え置き型ゲーム機の挑戦は黒星スタートとなった。エンディングは楠田によって出された。
291. 迷宮寺院ダババ
292. ラフワールド
『超惑星戦記 メタファイト』以来から約7年ぶりのサンソフトのゲームソフトに挑戦。初期装備のハンドガン以外の武器はエネルギーを消費するため、ボスに備え武器エネルギーを貯める意識をもって進む。3機消滅でゲームオーバーなうえ、コンティニューは3回と少ないため、何度も戻し作業を強いられる。新AD小林からコンティニュー回数増加の裏ワザを教えてもらい、9回に増やすも、ステージ4が限界。気分転換として、AD小林、ADミカン、CA片山で即興バンドを組みOP曲を演奏する。強力な武器を手に入れたことでステージをクリアできるようになったが、強制スクロールの最終ステージに苦戦し、何度もステージ1に戻される。指の痛みに耐えて辛抱強くプレイし、ラスボスを撃破してクリア。2020年代は白星スタートとなった。
293. 夢幻戦士ヴァリス
翻弄されながら進むもステージ6のボスである洗脳された麗子に大苦戦（通称：優子地獄）。その後、GCCXの優子ことD渡辺が激励とアドバイスを受けて麗子を撃破。そしてラスボス魔王ログレス戦ではラスボスの恒例の第2形態を見せるが、有野の執念を見せ第2形態をミスなしで倒し挑戦成功となった。
294. ファンタズム
295. クォース
得意のパズル+苦手なシューティングという混成ジャンルなゲームに挑戦。連続してステージをクリアするのが難しい状況だったので開始早々みなしルールを適用され、AD小林から消し方のアドバイスを貰いながら進めていくが、終盤敵のスピードについて行かずタイムアップ。2020年代初の挑戦失敗となった。その後、エンディングはAD小林が見せてくれた。なお、シーズンラストの時、プロデューサーから印象に残った挑戦を聞いた時に有野はこのソフトを選んだ。
296. ジョイメカファイト
ファミコン用格闘ゲームに挑戦。序盤、格ゲーで課長得意の「ダルシム戦法（遠距離攻撃連打）」による消極的プレイが進むが、その後、様々なキャラのお試し運用で順調に進む。しかし、ステージ3のスター戦で連敗が続いていく。しかし、AD小林の渡したロボの特性を変えた一覧表を使い再び調子を取り戻す。途中連敗を受けたが、小林のアドバイスで順調に進め最終ステージでは覚醒したように大苦戦を強いられた（プロデューサー談）ラスボス「ホウオウ」をノーコンテニューで撃破して、23シーズン有終の美を飾った。

## 第24シーズン（2020年4月16日 - ）
サポートスタッフ：小林恭介 8本挑戦（8勝0敗0保留）
| 回  | ゲーム                          | 発売年        | 結果 | ハード                                    | 時間               |
| --- | ------------------------------- | ------------- | ---- | ----------------------------------------- | ------------------ |
| 297 | 悪魔城ドラキュラX 血の輪廻      | 1993年        | ○    | PCエンジン                                | 13時間30分         |
| 298 | 悪魔城ドラキュラX 血の輪廻      | 1993年        | ○    | PCエンジン                                | 13時間30分         |
| 299 | THE HOUSE OF THE DEAD           | 1998年        | ○    | セガサターン                              | 8時間              |
| 300 | ドラゴンファイター              | 1990年        | ○    | ファミリーコンピュータ                    | 7時間30分          |
| SP  | ナッツ&ミルク/パネルでポン      | 1984年/1995年 | ○    | ファミリーコンピュータ/スーパーファミコン | 3時間25分+1時間8分 |
| 301 | 大工の源さん                    | 1991年        | ○    | ファミリーコンピュータ                    | 1時間50分          |
| 302 | ちゃっくんぽっぷ                | 1985年        | ○    | ファミリーコンピュータ                    | 8時間              |
| 303 | キング・オブ・ザ・モンスターズ2 | 1993年        | ○    | スーパーファミコン                        | 5時間              |
| 304 | マッピーキッズ                  | 1989年        | ○    | ファミリーコンピュータ                    | 8時間15分          |
| 305 | ポケモンスナップ                | 1999年        | ○    | NINTENDO64                                | 8時間              |
| 306 | XI[sái]                         | 1998年        | ○    | PlayStation                               | 10時間30分         |
| 307 | サイコドリーム                  | 1992年        | ○    | スーパーファミコン                        | 6時間50分          |
| 308 | エスパードリーム                | 1987年        | ○    | ファミリーコンピュータ                    | 12時間10分         |
| 309 | ニュージーランドストーリー      | 1990年        | ○    | PCエンジン                                | 11時間15分         |
| 310 | クイズの星                      | 1992年        | ○    | PCエンジン                                | 4時間20分          |
| 311 | 美少女戦士セーラームーン        | 1993年        | ○    | スーパーファミコン                        | 6時間45分          |

297. 悪魔城ドラキュラX 血の輪廻（前編）
通算4作目の悪魔城シリーズの挑戦。途中、囚われたマリアを救出したことで、キャラクターとして使用可能となった。しかし、マリアは初心者向けのキャラのため、AD小林からリヒターで挑戦するように言われる。その後、リヒターでステージ4のボスをクリアしたところで前編は終わった。
298. 悪魔城ドラキュラX 血の輪廻（後編）
ステージ5のボス、死神に苦戦する。ゲーム内のお金で見られるボスの倒し方のお手本動画を購入し、動画を参考にここを2時間かけてクリアした。その後、有野が悪夢と発してしまうボスラッシュのステージ6や崩れゆく足場のステージ7を進める。ステージ7のボス、シャフトゴーストでも苦戦したが、ここもお手本動画を参考にアイテムクラッシュを使い攻略。ラスボス、ドラキュラ伯爵はスタッフの掛け声に合わせて伯爵を攻撃し、挑戦成功。好スタートで新シーズンは幕を開けた。
299. THE HOUSE OF THE DEAD
アーケードから移植されたガンシューティングゲーム。ゲームオーバーになると最初からやり直しとなるシステムのため、標準の設定ではステージ2までが最高地点だった。オプションでライフとコンティニュー数を最大まで増やしたが、連射による疲労が蓄積され、ステージ3で停滞。有野のリクエストでバーチャガンとブラウン管テレビを用意したが、連射機能がないため、ステージ3止まりだった。度重なる戻し作業でテクニックが向上し、ラスボスまでたどり着いたがゲームオーバーとなり、ステージ1に強制送還。その後、戻し作業としてAD小林が2Pで参戦。最後は横で小林がアドバイスし、ラスボスを撃破した。
300. ドラゴンファイター
本放送300回目の記念にして、初めてのトーワチキの挑戦。主人公がドラゴンに変身する独特なシステムのゲーム。3回のコンティニュー制限によりステージ4止まりで、何度も戻し作業を強いられる。AD小林からのアドバイスで変身用メータを貯めつつ進み、ステージ4を何とか攻略した。その後もステージ5で停滞が続くため、ステージセレクトの裏技解禁とみなしルールが適用される。以降、メータを貯めるために敵をコツコツ倒しステージ5も攻略。最終ステージ6は苦手な高速シューティングだが、ここにきて有野のシューティングの腕が向上。ラスボスも攻略しクリアした。エンディング後にハードモードに挑戦できるパスワードが表示され、お試しプレイをしてみたが、高難易度であっさりギブアップ。300回の挑戦を幕を閉じた。
SP.300回記念300分生放送
6月21日（日） 18:00 - 23:00に放送。
301. 大工の源さん
新型コロナウイルスの影響を受けシーズン2以来の短い部屋+スタッフの手助けなしの挑戦となった。途中昔のことを愚痴りつつ消極的に進めていったが、怒涛に進めていってラスボス黒木氷介も恒例の第2形態なしに倒して『夢ペンギン物語』に次ぐ歴代2位の最短クリア記録を見せた。
302. ちゃっくんぽっぷ
特殊な操作方法とコンティニュー無しで苦戦するが、AD小林のリモートでのアドバイスや、敵を倒さずにステージクリアして得られるボーナスで1UPしながらクリアしていく。しかし最終ステージで苦戦して戻し作業を繰り返した結果、新型コロナウイルスの感染拡大を防ぐため収録当時は長時間の収録は不可能になってしまったので、最終ステージでラストプレイを言い渡される。最終ステージをクリアしたが、本作はループ物のためEDは無かったので有野がイラストでEDを披露した。
303. キング・オブ・ザ・モンスターズ2
最初はアトミックガイで挑んでいくがステージ6で挫折やり直しを余儀なくされる。その後、AD小林（新型コロナウイルスに配慮してマスク着用）から渡されたモンスター対応表からお試しプレイを進めていった結果、サイバーウーで進めていく。最終ステージ、有野曰く「ロックマン方式（ボスラッシュ）」になり着実に倒していきラスボス「キングファマーディー」を倒す。しかし、残り数秒の内分裂したキングファマーディーをすべて撃墜することに間に合わずバッドエンドになってしまう。その後、小林がステージセレクトで最終ステージをやり直す提案を持ちかけるが、有野はこれを拒否して再度ステージ1からやり直し、再びキングファマーディー（分離）に挑むが再び失敗してバッドエンド。その後、小林に頭を下げてステージセレクトに挑み苦労した結果、キングファマーディー（分離）を倒しグッドエンドを迎え挑戦成功を果たす。
304. マッピーキッズ
305. ポケモンスナップ
306. XI[sái]
307. サイコドリーム
308. エスパードリーム
309. ニュージーランドストーリー
310. クイズの星
311. 美少女戦士セーラームーン

## DVD特別編
| 回   | ゲーム                                                        | 結果 | ハード                                      | 時間                               |
| ---- | ------------------------------------------------------------- | ---- | ------------------------------------------- | ---------------------------------- |
| 01   | トランスフォーマー コンボイの謎（1986年）                     | ×    | ファミリーコンピュータ                      | 約7時間                            |
| 02   | いっき（1985年）                                              | △    | ファミリーコンピュータ                      | 約9時間                            |
| 03   | ツインビー（1986年）                                          | ×    | ファミリーコンピュータ                      | 11時間45分                         |
| 04   | ボンバーマン（1985年） / ボンバーマン（五番勝負のみ、1990年） | ○    | ファミリーコンピュータ / PCエンジン（各々） | 9時間                              |
| 05   | ドルアーガの塔（1985年）                                      | ○    | ファミリーコンピュータ                      | 13時間                             |
| 06   | イー・アル・カンフー（1985年）                                | ○    | ファミリーコンピュータ                      | 3時間40分                          |
| 06   | マル秘リベンジ                                                | ○    | スーパーファミコン                          | 2時間30分                          |
| 07   | バイナリィランド（1985年）                                    | ○    | ファミリーコンピュータ                      | 8時間                              |
| 08   | シティコネクション（1985年）                                  | ○    | ファミリーコンピュータ                      | 11時間30分                         |
| 08   | 源平討魔伝（1990年）                                          | ○    | PCエンジン                                  | 2時間55分                          |
| USA  | ダイナマイト刑事（1997年）                                    | ×    | セガサターン                                | 約7時間                            |
| 09   | スペランカー（1985年）                                        | ○    | ファミリーコンピュータ                      | 7時間                              |
| 10   | プーヤン（1985年）                                            | ○    | ファミリーコンピュータ                      | 7時間                              |
| 映画 | ボンジャック（1984年）                                        | ×    | Wii・バーチャルコンソール アーケード        | 14時間                             |
| 11   | 悪魔城ドラキュラ（1986年）                                    | ○    | ディスクシステム                            | 13時間10分                         |
| 12   | バイオハザード ディレクターズカット（1997年）                 | ×    | PlayStation                                 | 14時間10分                         |
| MD   | ソニック・ザ・ヘッジホッグ2（1992年）                         | ○    | メガドライブ                                | 13時間30分                         |
| 13   | がんばれゴエモン2（1989年）                                   | ○    | ファミリーコンピュータ                      | 9時間                              |
| PCE  | 高橋名人の新冒険島（1992年）                                  | ○    | PCエンジン                                  | 11時間                             |
| 14   | 熱血高校ドッジボール部 PC 番外編（1990年）                    | ○    | PCエンジン                                  | 8時間                              |
| 15   | バイオハザード2（1998年）                                     | ○    | PlayStation                                 | レオン編 12時間30分 クレア編 7時間 |
| 16   | ときめきメモリアル2（1999年）                                 | ○    | PlayStation                                 | 10時間                             |
| 17   | 逆転裁判（2001年）                                            |      | ゲームボーイアドバンス                      |                                    |

01. トランスフォーマー コンボイの謎
非常に高い難易度に最速のゲームオーバーをするなど苦戦する。二度のコンティニューミスもあり5面到達時点でたまゲーのロケのため挑戦終了。DVD-BOXによる有野の挑戦は黒星スタートとなった。この後はAP東島が18時間掛けて2周目のエンディングまでプレイした。
02. いっき
ロケハンなしの挑戦のため、1〜4面のステージループの仕様にエンディングがあるのかと疑問が上がり、サンソフトに問い合わせるも回答が得られなかった。AP東島・元D笹野・チーフAD浦川と協力し、ステージクリア時の意味深なキーワードを集めるも、懸賞応募用のキーワードだったことが判明しここで挑戦終了。有野がAD陣に「エンディングがあるかどうか確かめて、無ければそれらしい絵を描くこと」と命じ、27時間掛けて26面まで到達するも力尽きる。AP東島が「村に平和が戻った、みたいな」イラストを描いた。
03. ツインビー
シューティングということで苦戦しAD井上との協力プレイを試みるが全く息が合わず。その後チーフAD浦川・AD井上と恋愛トークをしつつプレイするも、最終面はクリア出来ず挑戦終了。その後AD陣で居残り最終面を突破するが、その後のステージは無限ループする仕様のためエンディングは見られなかった。
04. ボンバーマン
序盤から凡ミスを連発するが、各種アイテムの効果で順調に進める。途中から元AP東島の提案で条件を満たすと登場する隠れキャラを出しに挑戦するが、なかなかうまくいかず、とりあえずクリアだけはした。その後元AP東島が居残り、上記の隠れキャラを全て出した。おまけとしてPCエンジン版の対戦モードを使ったスタッフとの五番勝負に移行。東島・元AD浦川・作家岐部、カメラマン阿部との1対1の対戦の後、この5人でのバトルによる最終戦が行われ、有野が優勝した。
05. ドルアーガの塔
有野の記憶を頼りにプレイするが、序盤はほとんど宝箱を取らないまま進んだ結果途中で行き詰まり、元AP東島のナビで宝箱を出しながらプレイ。出現条件は虫食いクイズの要領で出題。最後は「あのカイの冒険の前作ということで」と駆け付けた岐部やD浦川が見守る中無事にクリアする。なお、挑戦終了後に浦川が結婚したことを有野に報告した。
06. イー・アル・カンフー
第1シーズンで失敗したボーナスステージのパーフェクトクリアと、全面クリアに挑戦。ボーナスステージは扇と刀の出てくる順番を覚え、26回目の挑戦でクリア。引き続き全面クリアを目指したのだが、5面をクリアしたところで難易度の上がった1面に戻されてしまった。AP中山の独断で、一応挑戦成功となった。
06. マル秘リベンジ
DVDの中から未クリアへの作品を選抜し、『イー・アル・カンフー』挑戦後すぐに挑戦。前回ギブアップした地点から再開し、前AP東島とAP中山との協力プレイで、ラスボスまで到達。カメラ阿部のアドバイスにより安全地帯を発見し、ラスボスを撃破。2年越しのリベンジを果たした。
07. バイナリィランド
独特のゲームシステムに戸惑うも、無敵アイテムであるクジラ獲得の方法を知ると、順調にステージをクリアしていく。10ステージクリアするごとに、ランダムに選出される恋愛エピソードを話すという決まりを知ってからはクリアに二の足を踏む発言をしていたが、ゲームに集中する性分のためかペースはまるで崩れず、「恋愛エピソード披露が本編状態」とまで称された（必要ないが）。助っ人として途中から参加した初代AP東島、仮免D井上、前AP中山、AD片山には、ミスをしたら恋愛エピソードを言うルールを有野が勝手に決め、特典映像をさらに盛り上げた。
08. シティコネクション
「有野が車に乗って来て、停車地点にいたAD高橋からソフトを渡される」というドラマからスタート。特定の条件で出現するボーナスアイテムを全て取ってクリアするのが今回の目標。AD高橋からヒントを与えられ、「ボーナスは1度取ればOK」という見なしルールが採用される。上がっていく難易度とコンティニューなしのシステムで何度もステージ1に戻されるが、全てのボーナスを獲得して全6ステージをクリアした。しかし無限ループ制でエンディングがなかったため、有野が「車がレッカー移動されて結局歩いて帰る」というエンディングのイラストを描いた。
08. 源平討魔伝
『シティコネクション』の挑戦後に、ラジオ収録に行くまでの3時間以内で、前回クリアできなかった「駿河」から再挑戦。穴への落下を繰り返すが、AD高橋と元AD江本による2台のPCエンジンを併用しての戻し作業に助けられて、「駿河」を突破。ラスボス・頼朝を倒してエンディングを見たところで、ラジオに向かうことになった。
USA. ダイナマイト刑事
有野がアーケード版のプレイ経験があるという、初のセガサターンソフトの挑戦。ゲーム中のイベントミッションに失敗するなど苦戦する中、主人公のコスプレをしたAD伊東が「必須コマンド表」を提供。また、クレジット数を増やすミニゲームにも助けられて1人プレイはクリアするも、引き続き伊東との2人プレイに移行。協力して進みラスボスを撃破するも、直後に対戦モードとなり、有野が『真のラスボス』伊東に敗北し、結果的に挑戦失敗となった。
09. スペランカー
10. プーヤン
映画. ボンジャック
11. 悪魔城ドラキュラ
12. バイオハザード ディレクターズカット
有野は友達がいなかった暗黒の時代に、半年掛けて遊んでいたという。ゲームプレイ中にカメラ阿部がゲーム内に登場する「ウェスカー」の姿に扮して戻し作業をする中カメラ阿部がバイオハザードに関する極秘話&危険トーク（放送自主規制）をした。ゲーム後半には、AD矢内と元AP中山とMA谷澤（タニー）もウェスカー姿に扮して有野をサポートしラスボスを倒しエンディングを出したが、クリア目標時間が10分位遅くなってしまい、結果的に挑戦失敗となってしまった。
MD. ソニック・ザ・ヘッジホッグ2
13. がんばれゴエモン2
序盤から無駄遣いしてしまい金欠になってしまうが、途中のおみくじ屋で手に入れた金を元手に賭博で大儲けし、その金で1UPアイテムを何度も購入するが、スタッフに3個までの購入制限を付けられて止められてしまうが、おみくじ屋の裏技を提供してもらう事になる。途中で退社した江本や大須賀、中山と協力プレイを行うが、江本との協力プレイの最中に会話に集中しすぎてコンテニューする前にやり直しになってしまう。その後は、おみくじ屋の裏技でマイクで叫ぶやりとり等で順調に進め、最後の武者モアイのからくりを見破り、無事クリアーした。
PCE. 高橋名人の新冒険島
14. 熱血高校ドッジボール部 PC 番外編
15. バイオハザード2
最初レオン編に挑戦。昔怖いながらやt理こんだ記憶（通称ダークサイド）を思い出しながらプレイを進めレオン編をクリア。しかし、クレアの裏エピソードを見たいためDVD特典異例の挑戦2日目に突入、苦労の末、ラスボスG最終形態を倒しバイオハザードとの雪辱を果たした…が直後、片山のタレコミで隠しキャラ（豆腐）がいることを教えてもらいプレイ後のメモリーカードを貰いお試しプレイを行った。なお、サポート役に前回登場した阿部ウェスカーに加えてAD陣から加賀、片山（恒例ポリススタイル）岩橋（当時新人）、ミカン（学生時代にゾンビの経験あり）、竹内（ミカンと同期）がなぜかゾンビ姿となってサポートや昼食手配を行う茶番劇が繰り広げられており最後に菅Pから「どのゾンビが良かった?」と聞かれ有野から「どれも悪いわ!!」と全ADゾンビ達からダメ出しを食らわされるオチとなった。
16. ときめきメモリアル2

## ニンテンドー特別編
Wiiのみんなのニンテンドーチャンネル及びニンテンドー3DSとWii UとNintendo Switchのニンテンドーeショップで配信されている。フジテレビONE及びNEXT放送分と若干ルールが異なりクリアよりも特定の条件を満たすことで挑戦成功となるものが多い。第一回目の挑戦である『ロックマン9 野望の復活!!』では、後年に他機種ハードでも販売されたため、配信終了された。『ファミコンリミックス』では、諸般の都合で配信終了となった。「ファミコン生誕30周年記念 Wii U バーチャルコンソール 体験キャンペーン」での特別編はWii Uのみの配信となっている。『ポケットモンスター』の挑戦後は、相方の濱口と共にゲームに挑戦する企画が配信されている。
| 回 | ゲーム                                       | 結果 | ハード                                             | 時間               |
| -- | -------------------------------------------- | ---- | -------------------------------------------------- | ------------------ |
| 01 | ロックマン9 野望の復活!!（2008年）           | －   | Wii・Wiiウェア                                     | 5時間              |
| 02 | 妖怪道中記（1988年）                         | －   | Wii・バーチャルコンソール                          | 5時間              |
| 02 | 忍者じゃじゃ丸くん（1985年）                 | －   | Wii・バーチャルコンソール                          | 5時間              |
| 02 | ザ・スーパー忍（1990年）                     | －   | Wii・バーチャルコンソール                          | 5時間              |
| 02 | 改造町人シュビビンマン（1989年）             | －   | Wii・バーチャルコンソール                          | 5時間              |
| 02 | アレックスキッドのミラクルワールド（1986年） | －   | Wii・バーチャルコンソール                          | 5時間              |
| 02 | ゴールデンアックス（1989年）                 | －   | Wii・バーチャルコンソール                          | 5時間              |
| 02 | すーぱーぐっすんおよよ（1995年）             | －   | Wii・バーチャルコンソール                          | 5時間              |
| 03 | スターフォース（1984年）                     | ○    | Wii・バーチャルコンソール                          | 約2時間            |
| 04 | くにおくんの時代劇だよ全員集合（1991年）     | ×    | Wii・バーチャルコンソール                          | 5時間              |
| 05 | スプラッターハウス（1988年）                 | ○    | Wii・バーチャルコンソール                          | 5時間              |
| 06 | VOLFIED（1990年）                            | ○    | Wii・バーチャルコンソール                          | 3時間45分          |
| 07 | スーパーマリオカート（1992年）               | ×    | Wii・バーチャルコンソール                          | 5時間              |
| 08 | スーパーマリオブラザーズ3（1988年）          | ○    | Wii・バーチャルコンソール                          | 14時間55分         |
| 09 | スーパーマリオブラザーズ3（1988年）          | ○    | Wii・バーチャルコンソール                          | 14時間55分         |
| 10 | スーパーマリオブラザーズ3（1988年）          | ○    | Wii・バーチャルコンソール                          | 14時間55分         |
| 11 | スーパーメトロイド（1994年）                 | ○    | Wii・バーチャルコンソール                          | 12時間〜13時間程度 |
| 12 | スーパーメトロイド（1994年）                 | ○    | Wii・バーチャルコンソール                          | 12時間〜13時間程度 |
| 13 | スーパーメトロイド（1994年）                 | ○    | Wii・バーチャルコンソール                          | 12時間〜13時間程度 |
| 14 | ファイアーエムブレム 紋章の謎（1994年）      | ○    | Wii・バーチャルコンソール                          | 4時間30分          |
| 15 | 3Dクラシックス エキサイトバイク（2011年）    | ○    | ニンテンドー3DS                                    | 3時間半程度        |
| 16 | 3Dクラシックス ゼビウス（2011年）            | ×    | ニンテンドー3DS                                    | 5時間              |
| 17 | スターフォックス64（1997年）                 | ○    | Wii・バーチャルコンソール                          | 5時間30分          |
| 18 | 星のカービィ（1992年）                       | －   | ニンテンドー3DS・バーチャルコンソール              | 2時間30分          |
| 18 | メタファイトEX（2000年）                     | －   | ニンテンドー3DS・バーチャルコンソール              | 2時間30分          |
| 18 | クイックス（1990年）                         | －   | ニンテンドー3DS・バーチャルコンソール              | 2時間30分          |
| 18 | ゼルダの伝説1（1994年）                      | －   | ニンテンドー3DS・バーチャルコンソール              | 2時間30分          |
| 18 | おいらじゃじゃ丸!世界大冒険（1990年）        | －   | ニンテンドー3DS・バーチャルコンソール              | 2時間30分          |
| 18 | PITMAN（1990年）                             | －   | ニンテンドー3DS・バーチャルコンソール              | 2時間30分          |
| 18 | ドンキーコング（ゲームボーイ版）（1994年）   | ○    | ニンテンドー3DS・バーチャルコンソール              | 1時間              |
| SP | バルーンファイト（1985年）                   | ×    | Wii・バーチャルコンソール                          | 5時間              |
| 19 | 星のカービィ スーパーデラックス（1996年）    | ○    | Wii・『星のカービィ 20周年スペシャルコレクション』 | 4時間30分          |
| 20 | バルーンファイト（1985年）                   | ○    | Wii U・バーチャルコンソール                        | 5時間              |
| 21 | ファイアーエムブレム 紋章の謎（1994年）      | ○    | Wii U・バーチャルコンソール                        | 5時間              |
| 22 | ファイアーエムブレム 紋章の謎（1994年）      | ○    | Wii U・バーチャルコンソール                        | 5時間              |
| 23 | MOTHER2 ギーグの逆襲（1994年）               | ○    | Wii U・バーチャルコンソール                        | 4時間              |
| 24 | ロックマン2 Dr.ワイリーの謎（1988年）        | ○    | Wii U・バーチャルコンソール                        | 2時間              |
| 25 | ファミコンリミックス（2013年）               | －   | Wii U・ダウンロードソフト                          | 3時間              |
| 26 | ファミコンリミックス1+2（2014年）            | ○    | Wii U                                              | 2時間30分          |
| 27 | スーパーマリオメーカー（2015年）             | ○    | Wii U                                              | 15時間             |
| 27 | スーパーマリオブラザーズ（1985年）           | △    | Wii・バーチャルコンソール                          | 2時間              |
| 28 | ポケットモンスター 赤・緑（1996年）          | ○    | ニンテンドー3DS・バーチャルコンソール              | 29時間             |
| 29 | ポケットモンスター 赤・緑（1996年）          | ○    | ニンテンドー3DS・バーチャルコンソール              | 29時間             |
| 30 | ポケットモンスター 赤・緑（1996年）          | ○    | ニンテンドー3DS・バーチャルコンソール              | 29時間             |
| 31 | ポケットモンスター 赤・緑（1996年）          | ○    | ニンテンドー3DS・バーチャルコンソール              | 29時間             |
| 32 | ポケットモンスター 赤・緑（1996年）          | ○    | ニンテンドー3DS・バーチャルコンソール              | 29時間             |

01. ロックマン9 野望の復活!!
配信されたばかりの『ロックマン9 野望の復活!!』をお試しプレイ。幾つかのステージをプレイするがどれも苦戦し、選んだ末にコンクリートマンステージに挑戦。D浦川の助けを借りるが、コンクリートマンの攻撃が激しく何度もゲームオーバーとなる。D浦川のアドバイスで貯めたネジを研究所でE缶と交換するも残り時間が少なくなったため、目標をコンクリートマン撃破に定め、達成した。なお、今回の挑戦はあくまでもお試しプレイのため勝敗は無し。
02. バーチャルコンソールのゲームをプレイ（Wii編）
バーチャルコンソールで2009年3月25日までに配信されていた400タイトル以上のうち、表示可能な240タイトルをSDメモリーカードにまとめ、有野が幾つかをお試しプレイ。以前挑戦した「妖怪道中記」を除いて未経験の6つのソフトをプレイした結果、『すーぱーぐっすんおよよ』を有野が気に入り、『ゴールデンアックス』、『アレックスキッドのミラクルワールド』、『改造町人シュビビンマン』共に後の挑戦ソフトとなった。
03. スターフォースAC版
以前にも何度か挑んだ「ラリオス5万点ボーナス」に改めて挑戦。過去の経験とAD中山のアドバイスもあり、成功し、有野の挑戦のニンテンドー特別編は白星スタートとなった。
04. くにおくんの時代劇だよ全員集合
5時間で全国各地を回るすべての悪党を倒すというもの。CPUが操作する相棒のつるまつに苦労したため、AP中山が2Pでつるまつとして参戦。こがねむしの裏技でお金を90万文ほど増やし、更に必殺技が全部現れる裏技を使うも、時間切れでクリアならず。
05. スプラッターハウス
タイトル画面でクレジットをMAXの9にしてスタート。ステージ5でついにジェニファーを探し出したが様子が急変、バケモノになり、動揺しているうちに倒されゲームオーバーとなって時間切れ。ただし、目標はジェニファーを探し出すということなので、一応挑戦成功となった。
06. VOLFIED
パーセンテージ99.9%クリアの達成、つまりほぼ全ての陣地を取ることが今回の目標（75%以上に達した時点でステージクリアになるため、一気に99.9%にしなければならない）。AD江本が提案した「ハーフ&ハーフ埠頭作戦」を採用し、クリア。この回と次の『スーパーマリオカート』は後に2010年大晦日の特番「ゲームセンターCX、大晦日だよ有野課長〜8年間の軌跡…今夜はコントローラーを握らない!?〜」内で放送された。
07. スーパーマリオカート
マリオサーキットコース1で、当時の任天堂公認タイム「1'03"68」を切ることが今回の目標。攻略情報やAD江本のお手本を参考にするものの記録が伸び悩み、ラスト1回では最初の4周をAD江本が、残り1周を有野が担当するも目標タイムに届かず挑戦失敗。挑戦終了後、AD江本が公認タイムを切った。
08. スーパーマリオブラザーズ3
4年前に挑戦し、唯一クリアできなかったマリオシリーズに再挑戦。1-2で無限増殖を行いワールド2までクリアしたが、3-3で残機を使い果たしゲームオーバーとなり時間切れ。スタッフの提案で泣きの1回をプレイし、笛を使ってワールド4に挑んだが、4-2でゲームオーバー。悔しさから次回に持ち越すことに。
09．スーパーマリオブラザーズ3
残り97機で笛を2本所持した状態から再開し、笛を2本使ってワールド8へ。4年前と同じように高速飛行船に大苦戦。2度のゲームオーバーと1-2での無限増殖を繰り返してどうにかクリア。しかし、直後の8-1でゲームオーバーとなって時間切れ。エンディングを目指したいということで異例の3日目突入となった。
10．スーパーマリオブラザーズ3
5時間できっちり終わらせるということでTK（タイムキーパー）の本田が各コースの目標クリア時間を計っていった。また、ゲームオーバーになったときにはAD江本が別室でプレイしていたWiiに取り替えて再プレイ。何とか予定が入っている午後3時前にエンディングにたどり着いて挑戦成功になり、4年前の借りを返した。その後お試しプレイということで、発売前の『New スーパーマリオブラザーズ Wii』をプレイ。なお、Wiiのみんなのニンテンドーチャンネルの『スーパーマリオブラザーズ3』は第12シーズン放送中の時に配信をしたが、王様は落武者キングではなく普通の王様であった。なお、有野がマリオ、AD江本がルイージ、TK本田が黄色キノピオを操作するが、有野は挑戦で急かされた仕返しに、TK本田を置き去りにしていた。その後もお試しプレイの収録が終わっていてもやり続けていた。プレイ回数は672回となった。
11. スーパーメトロイド
ゲーム内の時間を3時間以内でクリアし、エンディング画面でサムスを脱がすことに挑戦。武器を順調に揃え進めていくが、ボス・クロコマイアーを倒したところで時間切れ。残り時間を1時間6分残した状態で1週間後に持ち越しとなった。
12. スーパーメトロイド
怪しい場所があったら吹かれる元AP中山の笛や、困ったときに立てる「HELP」の札を活用し進めていくが、アイテム「スペースジャンプ」を入手したところで時間切れ。ゲーム内の3時間を38分も過ぎてしまったため、挑戦をエンディングを目指すことに変更して1週間後に再挑戦することとなった。
13. スーパーメトロイド
ゲーム内の時間の3時間を過ぎたため、挑戦をエンディングを目指すことに変更して前回セーブした所から再開。オートリカバリーの効果でなんとかラスボスを倒せたものの、脱出に手間取りゲームオーバー。再度の挑戦でクリアするが、ネタはわかっているため、盛り上がりに欠ける展開となった。エンディングでサムスが脱いだのは、ヘルメットのみであった。3時間以内にクリアをすれば見られるスーツを脱ぐ真のエンディングはスタッフが出した。
14. ファイアーエムブレム 紋章の謎（Wii版）
制限時間5時間以内で一度も死亡せずに2部2章クリアに挑戦。1章は村でマリーシアを加入しなかったものの苦戦することなくクリアするが、2章のドラゴンナイトを始めとする敵に苦戦。今回のWiiのみんなのニンテンドーチャンネルに初登場の入社5年目の4代目AD井上から弓に弱いというアドバイスをもらいおびき寄せたうえで弓で撃破し制限時間内にクリアした。ラストシーンにはカメラ阿部もWiiのみんなのニンテンドーチャンネルに初登場。
15. 3Dクラシックス エキサイトバイク
3つの課題「SELECTION Aコース1を1度も転倒せずに1分以内にゴールする」「SELECTION Bコース1〜3をCPUを3回転倒させて1位でゴールする」「デザインしたコースでAD高橋に勝利する」に挑戦。コース3で苦戦したものの、わずか0.12秒残しクリア これで全ての課題をクリアして挑戦成功。この回で入社2年目の10代目AD高橋（純）がニンテンドー特別編に初登場。
16. 3Dクラシックス ゼビウス
アンドアジェネシスを撃破してスペシャルフラッグを2本出すことが今回の目標。アンドアジェネシスの撃破に成功したが、2本目のスペシャルフラッグを出せないままタイムアップとなり、挑戦失敗。挑戦終了後、ソル（タワー）と残り1つのスペシャルフラッグによるボーナスはAD高橋が取った。
17. スターフォックス64
ステージ3の惑星フィチナでスターウルフを全て全滅をさせることが今回の目標。ステージ1、2で苦戦し、ステージ3でも撃破失敗を繰り返すが、アドバイスされた連射と宙返りで4機全てを撃破して挑戦成功。挑戦終了後、『スターフォックス64 3D』をお試しプレイし、ニンテンドー3DSのニンテンドーeショップの場合のみ、残りわずかのその場面から3Dに変化。
18. バーチャルコンソールのゲームをプレイ（3DS編）&ドンキーコング（ゲームボーイ版）
最初に3DSのバーチャルコンソールで2012年1月27日までに配信されていた40タイトル以上をSDメモリーカードにまとめ、有野が幾つかをお試しプレイした。次に『ドンキーコング』をプレイ。ステージ1のクリアを今回の目標としたが、これをあっさりと成功させた。その後ステージ2をプレイし、クリアしたところで終了となった。この回以降からはNintendo Directでも約数か月以内に観れ、それ以降の後日はWiiのみんなのニンテンドーチャンネルと3DSのニンテンドーeショップにパソコンの動画サイトでも観られる。そのため、この回以降からは「ゲームセンターCX ニンテンドー特別編」に改題をした。
19. 星のカービィ スーパーデラックス
Wiiディスクでの挑戦は初であり、発売前の『星のカービィ 20周年スペシャルコレクション』に収録されている『スーパーデラックス』のモードの1つである「格闘王への道」に挑戦。19体いるボスのうち10体撃破を今回の目標としたが、操作方法やランダムに現れるボスなどに苦戦する。途中で今回ニンテンドー特別編に初登場したAD伊東とミニゲームで勝負し、勝利して協力プレイの権利を手に入れた。その後はAD伊東と協力しつつプレイを進めていき、10体目のボスを撃破し挑戦を成功させた。
SP. バルーンファイト
特別ゲストとして任天堂社長（当時）の岩田聡が出演。前半は「社長が訊く」の特別編「社長が課長に訊く」として対談を敢行、岩田は有野に番組を始めたきっかけや挑戦したソフトで一番印象に残っているゲームなどを、逆に有野は岩田にゲーム業界に入った切掛などを質問した。後半は岩田がハル研究所所属時代にプログラミングを担当した『バルーンファイト』に挑戦。バルーントリップモードで20個連続で風船を割りオレンジの風船を取ることに挑戦。岩田のアドバイスを受けながらプレイを進めるが、目標を達成できずに挑戦失敗。岩田も挑戦し善戦するも失敗。結局オレンジの風船はADが出した。後日、岩田もプライベートでリベンジし、挑戦成功したことを有野に報告した。
20. バルーンファイト
初のWii Uでの挑戦。以前挑戦したバルーントリップモードで20個連続で風船を割りオレンジの風船を取ることに再挑戦。約2時間程でこの目標をクリアするが、さらにそのオレンジの風船を20個取り紫の風船を出すことに挑戦。約2時間足止めを食らうも、今回ニンテンドー特別編に初登場したAD松井との協力で収録終了間際にクリアし挑戦を成功させた。
21. ファイアーエムブレム 紋章の謎（2回目）（Wii U版）
制限時間5時間で誰1人死亡させずに1部3章「デビルマウンテン」までのクリアに挑戦。
第1章はミスこそあったものの問題なくクリアする。しかし説得可能なカシムを倒してしまい、やり直す羽目に。AD松井のアドバイスを受けカシムを仲間に加えたが、今度は油断しクリア直前でミスしてしまう。その後1時間半の足止めの後、ボスのゴメスを倒し残り1時間の所で後半へ続く。
22. ファイアーエムブレム 紋章の謎（3回目）（Wii U版）
いよいよ第3章へと突入。最初のプレイでは、ステージ開始前に登場するレナとジュリアンを逃がすことを忘れてしまう。更に弓に弱いシーダが落とされてしまいやり直すことに。
直後AD松井からヒントと手製マップを使った攻略法を教えられ、ナバールを仲間にする。更にレナのワープの杖を駆使してボスのハイマンを倒すも、雑魚を1体忘れるというミスを犯す。しかしナバールがこれを返り討ちにし、収録終了間際ギリギリで無事にクリアした。
23. MOTHER2 ギーグの逆襲
まずはお試しプレイとして本作のプロローグ部分をクリア後、菅Pから「『おまえだけのばしょ』の1つへ赴き『おとのいし』にメロディを記録させる」という今回の挑戦が発表される。
目的地であるジャイアントステップには問題なくたどり着くも、ボスである巨大アリに苦戦する。しかし無事に倒しメロディを記録させ挑戦を成功させた。
なお、第17シーズンに先駆け新挑戦部屋での収録となったほか、今回ニンテンドー特別編に初登場した女性ADの松村から酢の物の差し入れがあった。
24. ロックマン2 Dr.ワイリーの謎（編集版）
詳細は第17シーズンを参照。
25. ファミコンリミックス
小学生3人と一緒にプレイ。前半は有野対小学生でどちらがお題を先にクリアするかを競う5番勝負を繰り広げた。ハンデとして有野は1機、小学生は3機だったが、有野が開始3連敗したため4戦目以降は有野も3機で挑戦した。後半は全員で協力してお題をクリアする構成となった。
26. ファミコンリミックス1+2
最初にお試しで昔挑戦したソフトに関するお題（クリボーを連続で踏みつけて1UPを目指すなど）を初めとする好きなお題をプレイした後、菅Pから「7つのお題を全て『星3つ以上の評価を出してクリア』すれば挑戦達成」という挑戦が発表された。時間との戦いのため、星3つの評価を得られず苦戦したものの、7つのお題を星3つ以上獲ってクリアした。
27. スーパーマリオメーカー&スーパーマリオブラザーズ（Wii版）
『スーパーマリオメーカー』では「ニコニコ超会議2015」のイベント用にコースを3つ作成。コース作成時には作業着の上だけ任天堂社員と同じ物に着替えた。テストプレイは卒業したAD（元AD伊東・元AD鶴岡・元AD松井）を呼んで行った。
イベントでは足でやる『スーパーマリオブラザーズ』1面チャレンジの他、人気生主2名、川上量生（ドワンゴ会長）、宮本茂に有野の作ったコースをチャレンジさせる「有野からの挑戦」を行った。
28.ポケットモンスター 赤・緑
『ポケットモンスター サン・ムーン』の発売日（2016年11月18日）までに全151匹コンプリートを目指す長期企画。有野が作業着と同色の緑を担当し、元AD松井が赤を担当して有野の助っ人兼「良き」ライバルとしてサポートする形でスタート。